# Burg

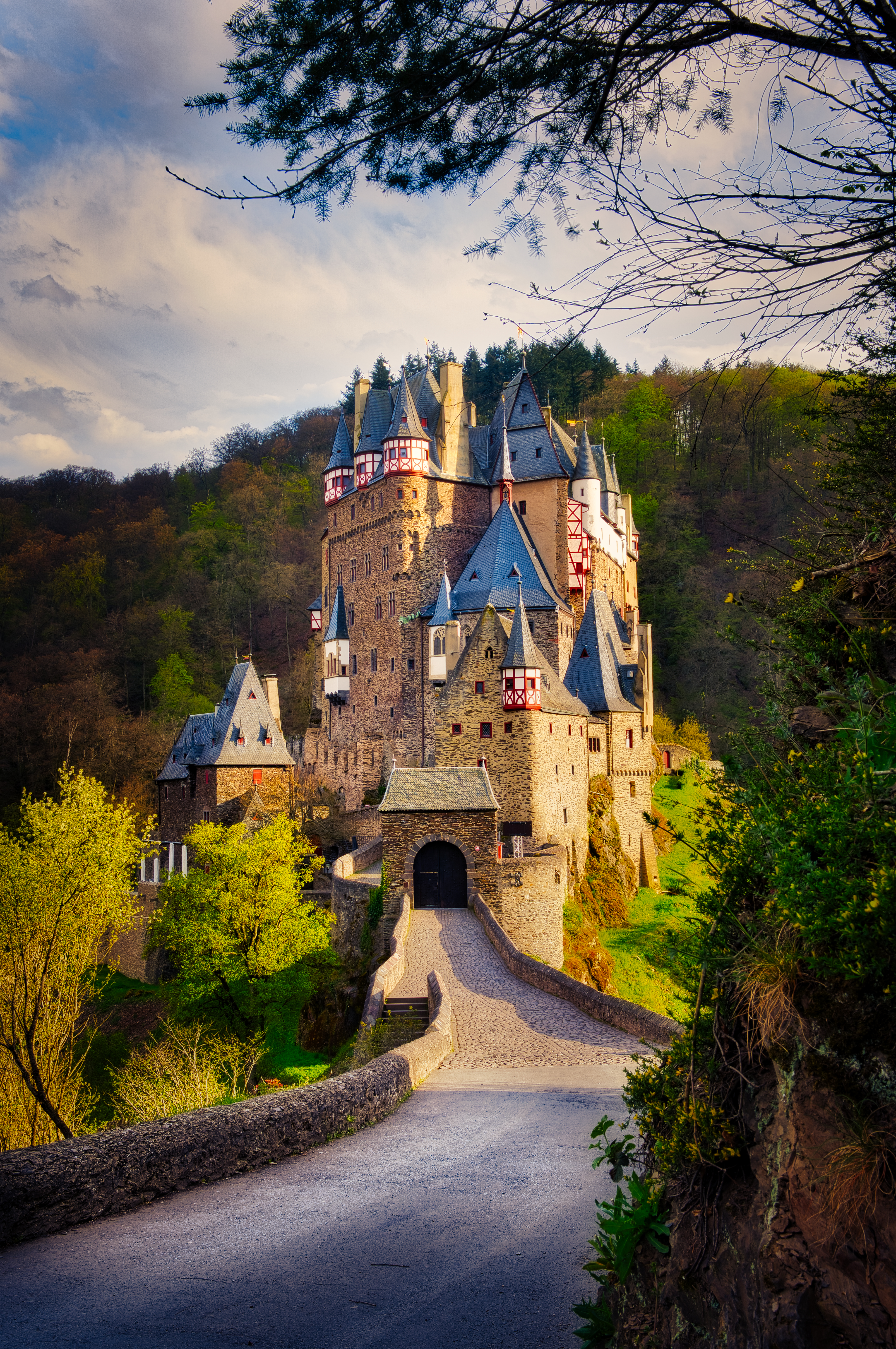
Burg Eltz, bis heute Sitz der Edlen Herren und Grafen zu Eltz, ab dem 12. Jahrhundert sukzessive zur Ganerbenburg ausgebaut.

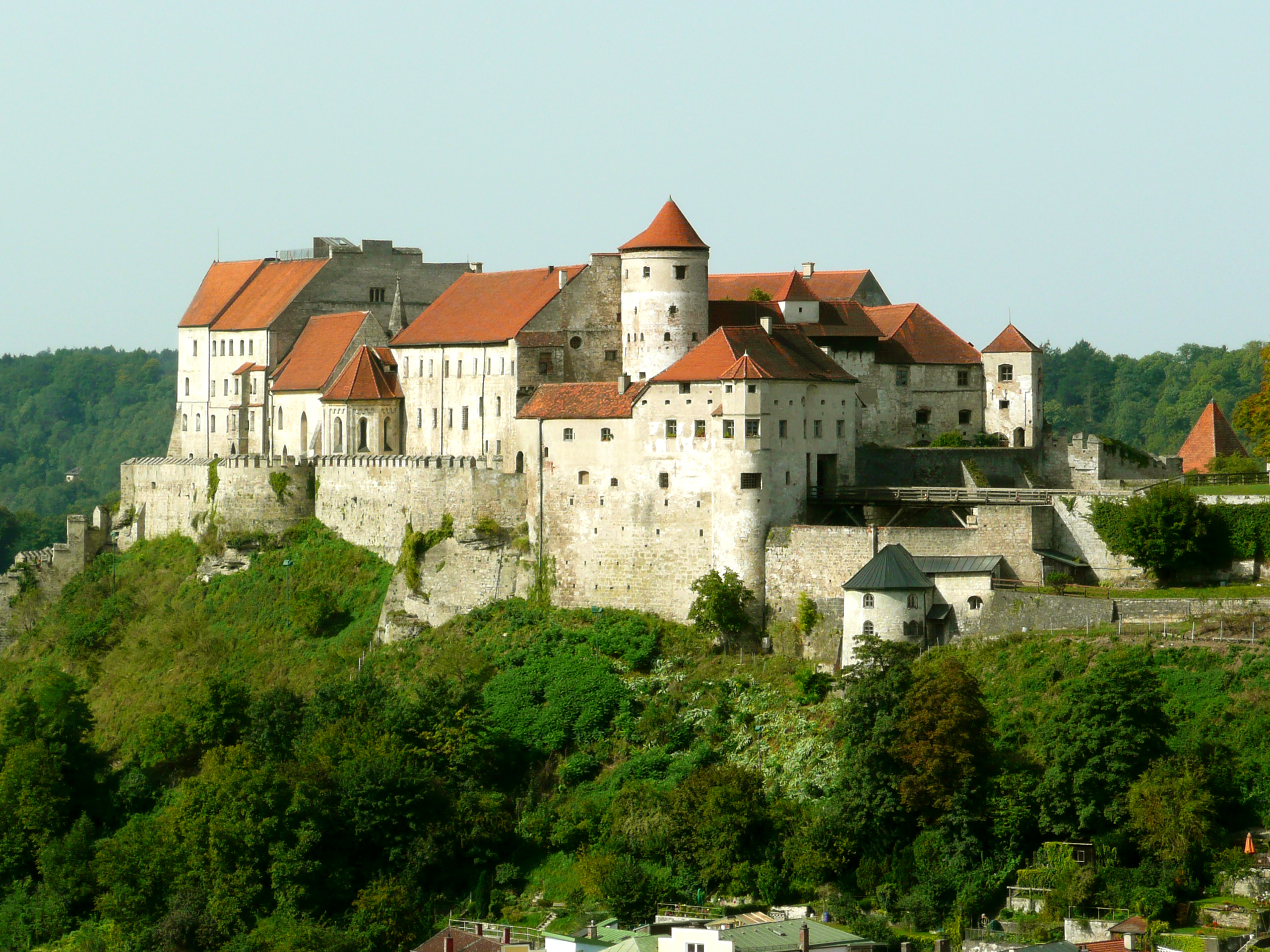
Burg zu Burghausen, mit 1051 m Ausdehnung die längste Burganlage Europas (fortschreitend ausgebaut seit dem elften Jahrhundert).

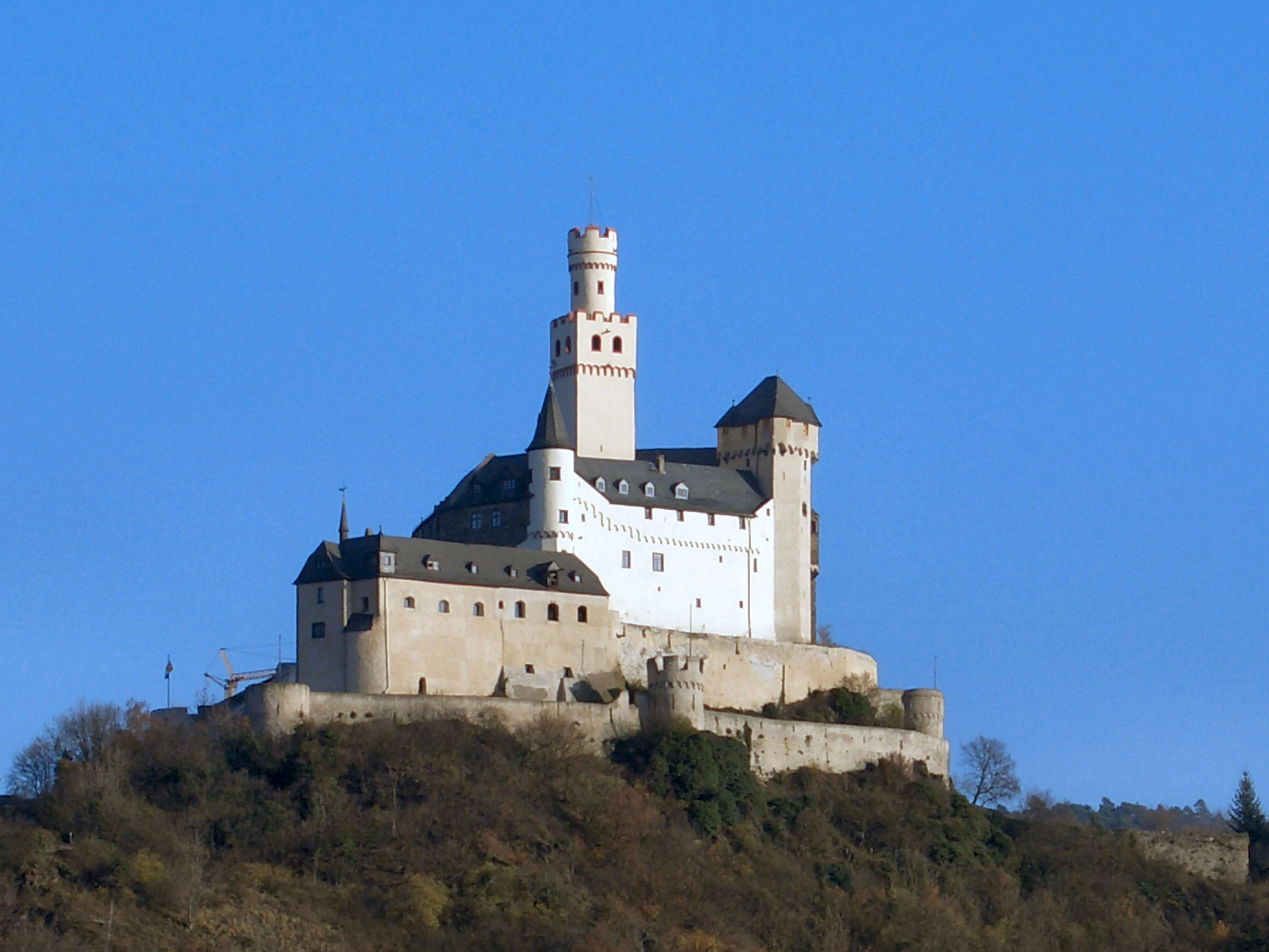
Marksburg zu Braubach, einzige unzerstört gebliebene Höhenburg am Rhein, heute Sitz der Deutschen Burgenvereinigung.

Als Burg wird ein in sich geschlossener, bewohnbarer Wehrbau bezeichnet, epochenübergreifend auch eine frühgeschichtliche oder antike Befestigungsanlage, im engeren Sinn ein mittelalterlicher Wohn- und Wehrbau. Eine herausragende Rolle spielte die Burg im Mittelalter, in dessen Verlauf eine Vielzahl von Burganlagen in Europa entstanden und die Burg institutionell eng mit der feudalen Organisationsform der Grundherrschaft verbunden war.
Burgen sind heute ein oft für den Tourismus wichtiges Baudenkmal, Kulturgut und Teil des gewachsenen kulturellen Erbes. Viele Burgen tragen das Kennzeichen für Kulturgut entsprechend der Haager Konvention zum Schutz von Kulturgut bei bewaffneten Konflikten (vgl. Internationales Komitee vom Blauen Schild).

## Definition der Burg
Im allgemeinen Sprachgebrauch wird unter einer „Burg“ oder „Feste“ eine mittelalterliche Befestigungsanlage bzw. ein adeliger Wohnsitz des 10. bis 15. Jahrhunderts mit gemeinsamen architektonischen Merkmalen wie Burgmauer, Burggraben, Zugbrücke, Zwinger, Bergfried u. a. verstanden. Die Anlagen können sich aber nach genauer Ausführung und Funktion stark unterscheiden. Als Burgen werden oft auch befestigte ur- und frühgeschichtliche Wehrsiedlungen oder befestigte Truppenstandorte der Römer bezeichnet. Im Mittelalter waren nicht alle Burgen adlige Wohnsitze, es gab auch Zoll- oder Belagerungsburgen. Eine Burg war auch nicht zwingend der „private Wohnsitz eines Grundherrn“ (Herrensitz), Eigentümer konnte auch eine Stadt oder eine Abtei sein. Mitunter gehörten auf einer Burg die verwaltenden Stellvertreter keinem Adelsrang an. Auch die Wehrarchitektur einer Burg stellte kein Alleinstellungsmerkmal dar. So finden sich bauliche Verteidigungselemente wie Fallgitter, Zinnen oder Wehrgang ebenfalls bei Stadtmauern.

### Etymologie

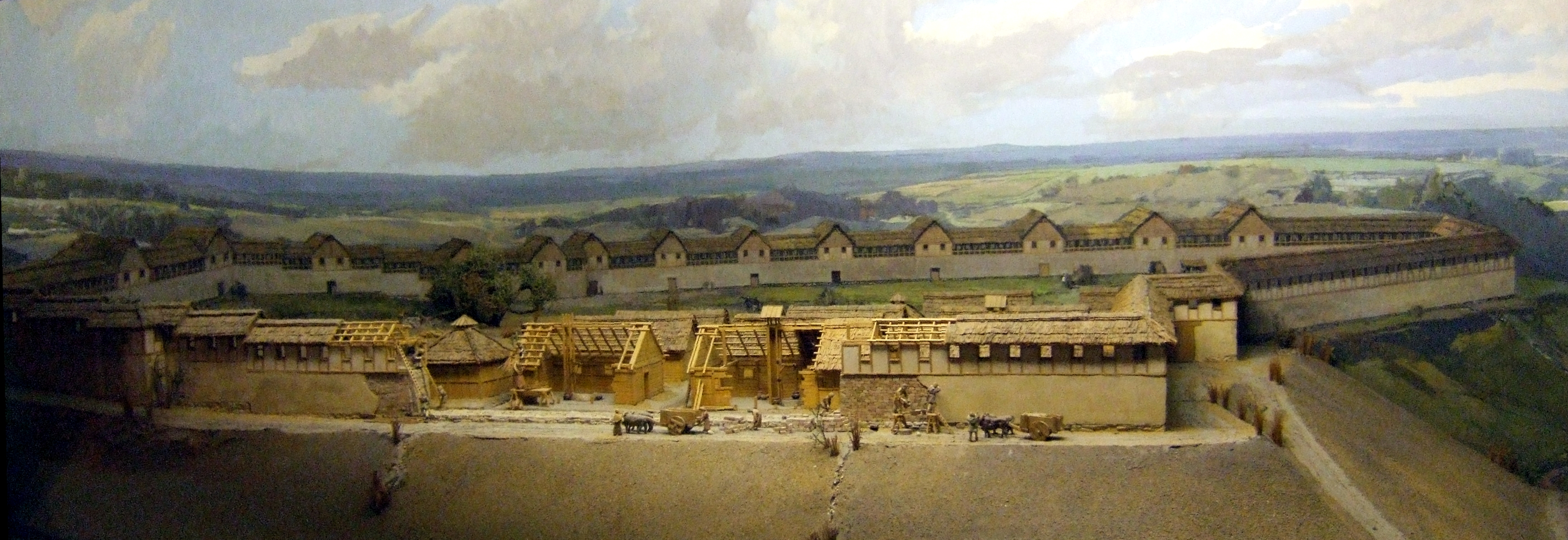
Die Heuneburg zu Beginn des 6. Jahrhunderts vor Christus, (Diorama im Heuneburgmuseum, Hundersingen)

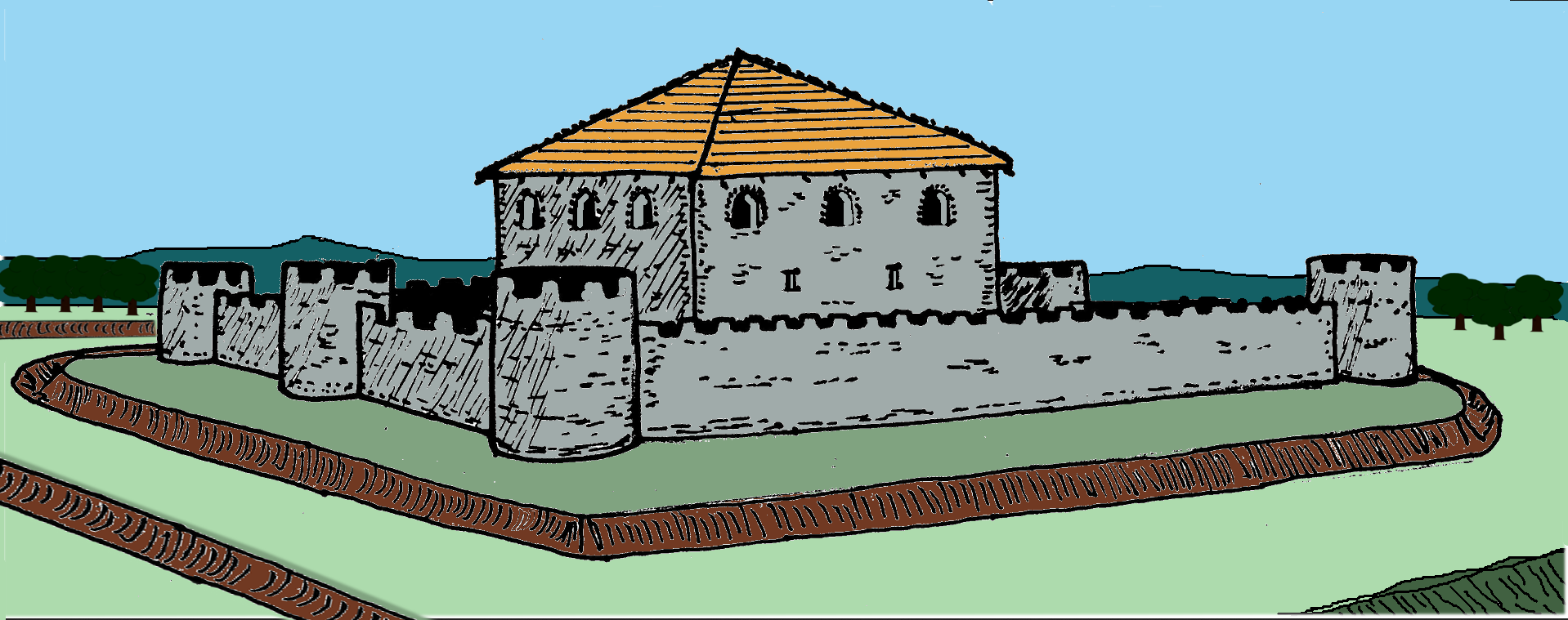
Rekonstruktionsversuch des spätrömischen Burgus von Goch-Asperden (D), Kernwerk mit Außenmauern, Zwischentürmen und Graben

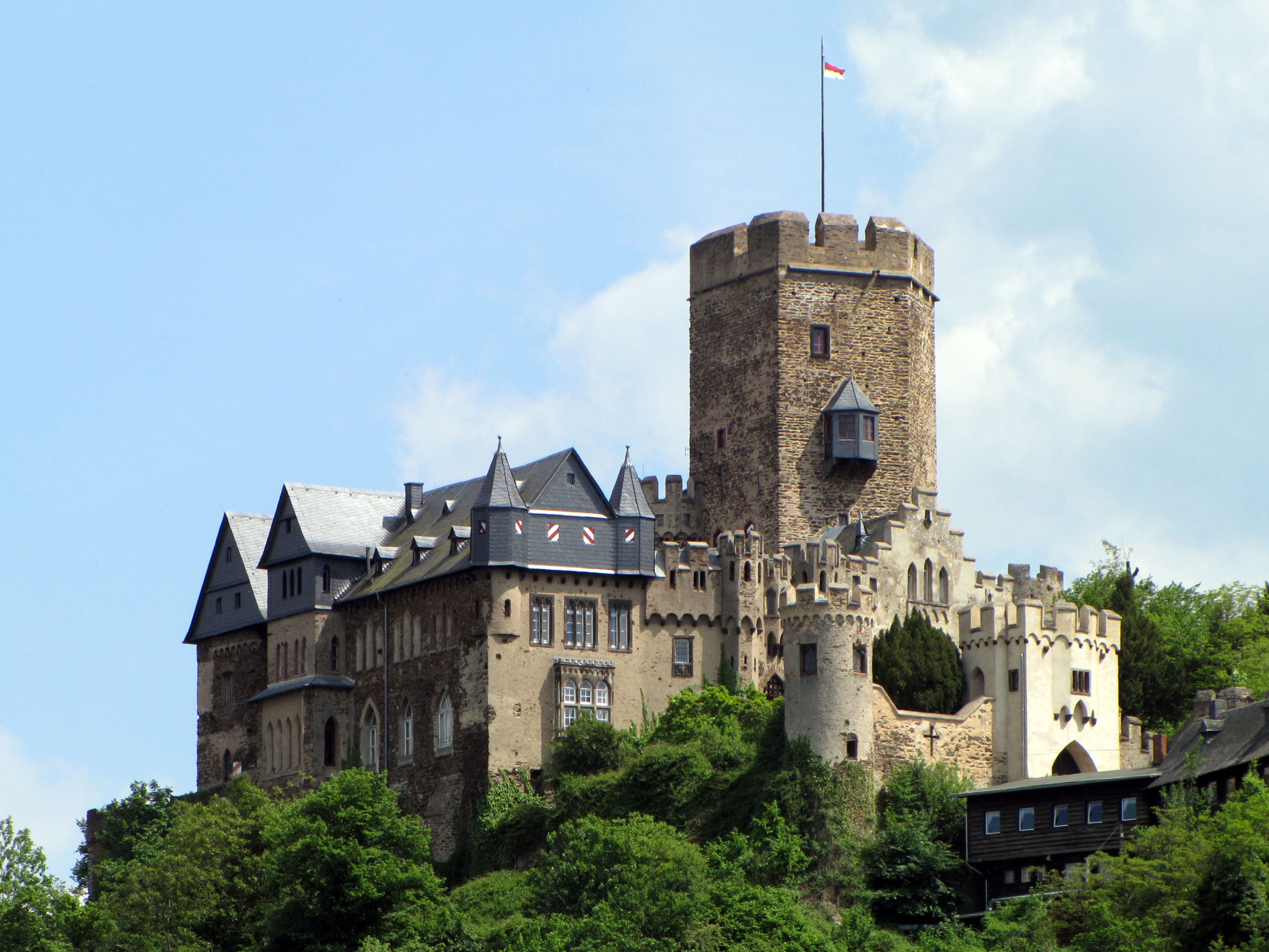
Burg Lahneck von 1226, eine Spornburg

Die etymologische Herkunft des Burgbegriffs ist umstritten. Eine Erklärung ist, dass er auf das altgriechische pýrgos (πύργος) zurückgeht, womit ein geschützter Platz gemeint war. Der Sprachwissenschaftler Boris Paraschkewow übersetzt pýrgos als antike Turmanlage. Ebenfalls diskutiert wird ein möglicher keltischer Ursprung in germanischen Sprachen. So seien einige römische Städtenamen auf ehemals keltischem Siedlungsgebiet der bona oder Burg entlehnt, beispielsweise Bonna beziehungsweise Bonn oder Ratisbona beziehungsweise Regensburg.
Römische Autoren wie Julius Caesar charakterisierten die befestigten Höhensiedlungen und Fürstensitze der Kelten als burgartige Anlagen. Dabei verwendeten sie jedoch nicht den Begriff der Burg, sondern die Bezeichnung oppida. Zu den bedeutendsten dieser keltischen Burg-Städte zählte unter anderem die Heuneburg bei Sigmaringen. Ähnliche Anlagen existierten in der Antike auch in Kleinasien. Nach Meinung von Paraschkewow sei der Begriff Burg dem Berg entlehnt. Damit habe die Bezeichnung auf eine befestigte Anhöhe Bezug genommen, auf die sich eine Bevölkerung bei Überfällen habe zurückziehen können. Die lateinische Bezeichnung burgus sei demnach eine sprachliche Vermengung des griechischen pýrgos und der germanischen Burg.
Erst später nahm eine feminine Variante des Lehnworts burgus die Bedeutung „befestigte Grenzsiedlung, kleine Stadt“ an. Auf einen germanischen Ursprung von nhd. Burg verweist allerdings das allen germanischen Belegen gemeinsame weibliche Genus, so in althochdeutsch und altsächsisch burg „Burg, Stadt“, dem gleichbedeutenden altnordischen borg, daneben auch „Anhöhe, Wall“, und gotisch 𐌱𐌰𐌿𐍂𐌲𐍃 baúrgs „Stadt“, vereinzelt „Turm, Burg“ (alle f.). Nach dem Etymologischen Wörterbuch des Deutschen steht Burg „wohl im Ablautverhältnis“ zu nhd. Berg und bezeichnete „also ursprünglich die (als Fliehburg dienende) ,befestigte Höhe‘“. Verwandte Begriffe in anderen indogermanischen Sprachen dürften die keltische Wurzel *brig- (wie in mittelirisch brī „Hügel“, walisisch brig „Gipfel“) und das griechische pýrgos (πύργος) sein.
Vom zehnten bis zum 13. Jahrhundert bildeten sich im Herrschaftsbereich der Karolinger „neue Zentren, […] vor allem durch die burgi“, die „im Umkreis von Bischofsstädten und von castra“ entstanden. In den lateinischen Quellen der Zeit wurden die neugegründeten Festungen und die sie umgebenden Siedlungen mit dem ursprünglich griechischen männlichen Lehnwort belegt, das an ahd. burg anklang. Bis ins zwölfte Jahrhundert „bleibt in Deutschland die Bezeichnung -burg für stadtähnliche Siedlungen charakteristisch, spätere, unter anderen Bedingungen entstandene Ansiedlungen zeigen andere Namensbildungen, z. B. auf -stat (s. Stadt)“. Das Grundwort -burg bezeichnete Siedlungen, die „im Schutz einer alten Volks- oder Fluchtburg (Würzburg), eines alten Römerkastells (Augsburg, Regensburg, Günzburg) oder eines befestigten Feudalsitzes (Naumburg) entstanden“.
Erst danach kommen andere Bildungen (etwa mit -stat, daraus nhd. -stadt) auf, woraufhin Burg auf die Bedeutung „Ritterburg, bewohnter Festungsbau“ eingeschränkt wird. Parallel wurde auch in England das angelsächsische burh seit der normannischen Eroberung als burgus wiedergegeben und findet sich auch dort in zahlreichen Ortsnamen auf -bury, -borough und -burgh, deren Einwohner in Urkunden als „Stadtbewohner“ nachweisbar sind.
Daneben drang aus dem romanischen Sprachgebiet eventuell eine andere Wurzel in das deutsche Sprachgebiet vor, die sich mit italienisch borgo verbindet. Anders als das deutsche Burg steht borgo im modernen Italienisch immer noch für einen Stadtteil, für eine Stadterweiterung (eigentlich außerhalb der Stadtmauern) oder für eine Stadt mit Handel und Landwirtschaft im Unterschied zu città (Stadt) und villagio (Dorf), nicht aber für Burg (castello). Der italienische Sprachforscher und Dialektologe Mario Alinei leitet it. borgo daher von lat. vulgus „einfaches Volk“ ab. Ebenso steht das französische -bourg für Stadt und das englische borough für eine selbstverwaltete Stadtgemeinde.

### Wandel der Bezeichnung

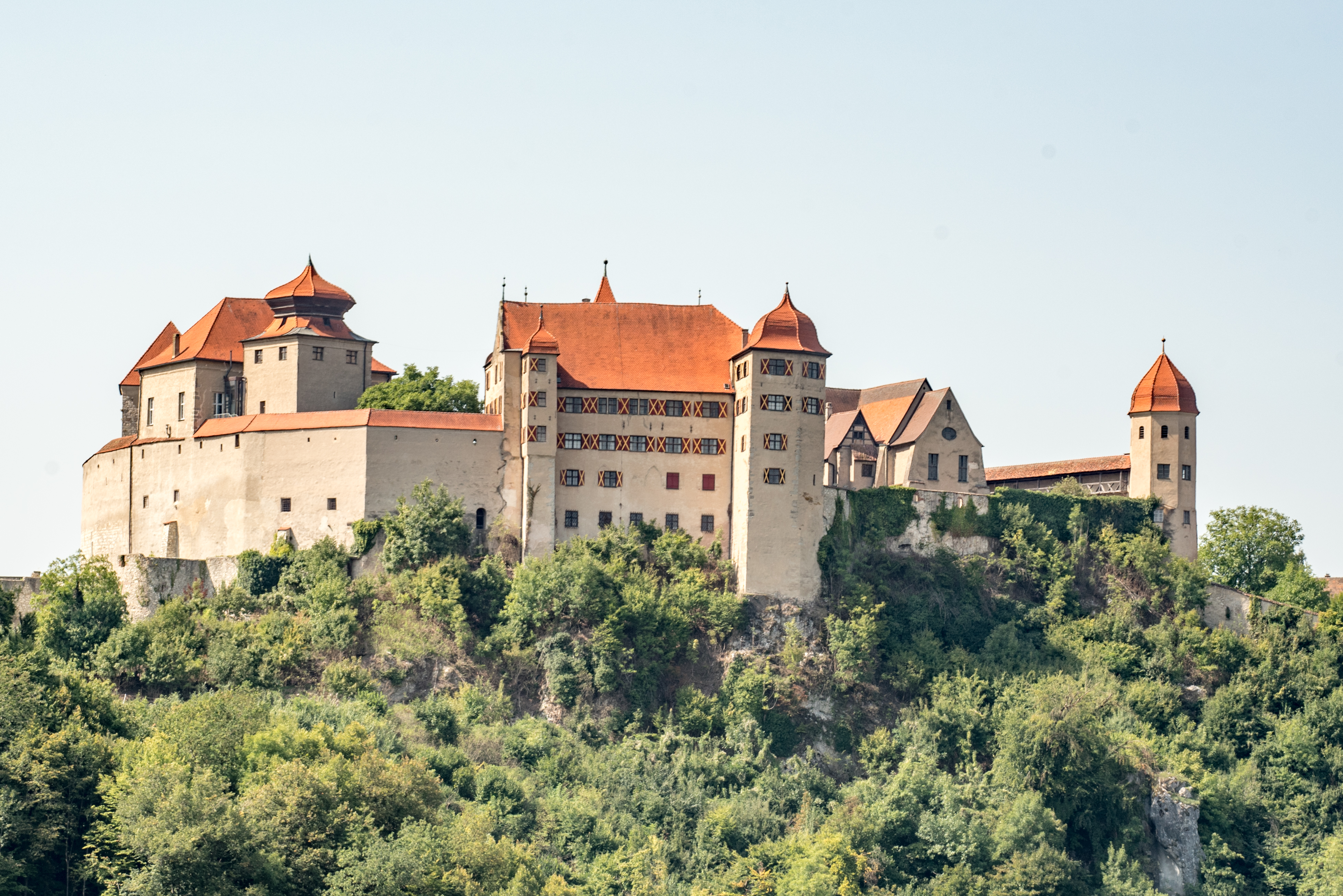
Die Harburg von 1150 vereinigte die Funktionen einer Burg sowie eines Schlosses im Laufe der Jahrhunderte.

Im Verlauf des Mittelalters änderten sich mehrfach die jeweils gebräuchlichen sprachlichen Ausdrücke für das, was heute als Burg bezeichnet wird. Burgen in der neuhochdeutschen Bedeutung des Wortes wurden bis zum 13. Jahrhundert hûs, turn oder stein genannt (vgl. etwa Burg Niehuus = „Neues Haus“, Burg Wolfsthurn, Burg Altenstein). Im 14. Jahrhundert verbreitete sich die Bezeichnung veste („Feste“) oder vestunge („Festung“) für Burgen, im 16. Jahrhundert wurden sie auch als schlos („Schloss“) bezeichnet.
Bei einigen Burgen haben sich diese älteren Bezeichnungen noch erhalten, so beispielsweise bei der Veste Coburg oder dem Schloss Chillon. Die Ausdrücke Burg und Schloss wurden in den Quellen des 16. Jahrhunderts noch synonym gebraucht, daneben kam zu dieser Zeit die Bezeichnung Befestigung auf. Erst seit dem 19. Jahrhundert werden den Ausdrücken differenzierte Bedeutungen zugeordnet und damit „Burg“ für ein Bauwerk mit Wohn- und Wehrfunktion verwendet im Unterschied zu „Schloss“ für einen Repräsentationsbau.
In der heutigen architekturgeschichtlichen Verwendung des Wortes wird die mittelalterliche Burg als bewohnter Wehrbau vom neuzeitlichen Schloss als unbefestigtem adligen Wohn- und Repräsentativbau einerseits und von der rein militärisch genutzten Festung andererseits unterschieden. Michael Mitterauer differenziert den Begriff Burg weiter auf in Herrenburg und Burgstadt.

## Typen mittelalterlicher Burganlagen
Burgen lassen sich verschiedenen Gruppenkategorien zuordnen. Ordnungsschemata sind die topographischen Verhältnisse, das architektonische Erscheinungsbild oder die Funktion der Burg. Die Einteilung ist idealtypischer Art, das heißt Burgen können häufig mehreren Typen zugeordnet werden. Mitunter wandelte sich die zentrale Funktion einer Burg im Laufe der Jahrhunderte oder lässt sich nicht mehr eindeutig bestimmen. Die Einteilungen gehen nicht auf mittelalterliche Bezeichnungen zurück, sondern sind nachträgliche Begriffe der modernen Burgenkunde aus dem 19. und 20. Jahrhundert.
Nach topographischen Kriterien wird zwischen Höhen- und Niederungsburgen differenziert. Bei einer Höhenburg handelt es sich um eine Burg, die auf einer natürlichen Anhöhe errichtet wurde. Eine Niederungsburg steht dagegen im Flachland oder in einer Talsohle. Innerhalb dieser Burgtypen gibt es wiederum Unterteilungen. So gehören Gipfelburgen, Spornburgen, Hangburgen und Höhlenburgen zu den Höhenburgen. Wasserburgen, Uferrandburgen und Inselburgen werden den Niederungsburgen zugerechnet.
Burgenkundler ordnen die Anlagen auch über das architektonische Erscheinungsbild bestimmten Typen zu. Als Hauptkriterium dient der jeweils dominierende Bauteil oder dessen Position. Es wird zwischen Turmburgen, Hausrandburgen, Kastellburgen, Frontturmburgen, Schildmauerburgen und Stadtburgen unterschieden. Die Turmburg besteht im Wesentlichen aus einem Turm oder turmartigen Bau. Eine Hausrandburg zeichnet sich dadurch aus, dass ihre Ringmauer direkt aus den nach außen weisenden Wänden der Wohn- und Wirtschaftsgebäude besteht. Bei der Frontturmburg ist der Turm direkt an der Zugangsseite der Burg positioniert. Bei einer Schildmauerburg ist der Mauertyp das vorherrschende Bauelement. Stadtburgen bildeten den Rand einer Stadt oder lagen respektive liegen innerhalb der Stadt.
Burgen nahmen verschiedene Hauptfunktionen wahr. Das mittelalterliche Reisekönigtum (auch die reisenden Höfe der Herzöge, Kurfürsten usw.) stützte sich auf ein Netz von Pfalzen, die den Fürsten und ihrem Hofstaat als zeitweilige Unterkünfte dienten. Sie lagen oft gut erreichbar an schiffbaren Flüssen und in landwirtschaftlich ertragreichen Niederungen und waren meist nur schwach befestigt. Grund für das Umherreisen der Höfe (und damit auch der Landesverwaltungen) war es in erster Linie, dass der Landesherr – um seine Herrschaft zu festigen – Präsenz zeigen musste, zu einer Zeit, als es Kommunikationstechnik und Medien noch nicht gab.
Zweitens spielte eine Rolle, dass die Versorgung eines vielköpfigen Hofstaats einschließlich militärischer Kontingente den jeweiligen Kommunen nicht zeitlich unbegrenzt aufgebürdet werden konnte, da die Ressourcen oft knapp waren. Erst ab etwa 1400 kam es allmählich zur Etablierung fester Residenzschlösser, da die Städte mittlerweile groß genug geworden, die Landwirtschaft in ihrer Umgebung besser ausgebaut und zahlreiche Marktflecken entstanden waren, die ihre Versorgung sicherstellten. Zu einem Residenzbezirk gehörte daher meist eine städtische Siedlung mit Pfarrkirche und Verwaltungsbauten.
Reichsburgen waren im Heiligen Römischen Reich Teil des Reichsgutes. Sie ersetzten im Hochmittelalter die frühmittelalterlichen Pfalzen, waren aber stärker befestigt und oft in Höhenlagen errichtet. Im Umland gab es meist größere Reichswälder, die ihrer Versorgung dienten.
Als Dynastenburgen bezeichnet man die Hauptresidenzen von Geschlechtern, die sich eine Landesherrschaft aufgebaut hatten; zu diesen Landesherren zählten regierende Herzöge, Fürsten, Grafen und Herren. Kirchenfürsten hatten ihren Sitz in Bischofsresidenzen oder Reichsklöstern. Mit dem Bau von weiteren Landesburgen sorgten diese Landesherren für die militärische Absicherung ihrer Herrschaft sowie der Landesgrenzen.
Ordensburgen wurden von einem Ritterorden genutzt (den Johannitern, dem Deutschen Orden oder den Templern). Als Kommenden werden sowohl die regionalen Bezirke der Ordensverwaltung als auch Gutshöfe bezeichnet, die dem Orden gehörten und als Verwaltungssitze und Einnahmequellen dienten.
Amtsburg ist die Bezeichnung für eine Burg, die Amtsleuten als Wohn- und Verwaltungssitz diente, welche im Auftrag der Landesherren die örtliche Verwaltung wahrnahmen.
Bei Ganerbenburgen gehörte ein Anwesen mehreren Familien oder Familienzweigen, die oft eigene Trakte des Gebäudes oder der Hofanlage bewohnten. Zollburgen dienten dem Zweck, Zolleinnahmen sicherzustellen. In Garnisonsburgen waren in erster Linie militärische Truppen untergebracht. Meist lagen sie in der Nähe von Grenzen. Sperrburgen sicherten den Verkehr bei Pässen, Straßen, Brücken, Flüssen und Meerengen. Trutzburgen wurden bei der Belagerung anderer Burgen als Unterstützung (Belagerungsburgen) errichtet oder sollten Grenzen markieren und die Ausbreitung eines Gegners verhindern.
Weitere Burgen waren
- Klosterburgen, die einer geistlichen Gemeinschaft Schutz boten
- Fliehburgen oder Volksburgen, die einer vollständigen lokalen Bevölkerung vorübergehend als Rückzugsorte in Zeiten der Gefahr dienen. Hierzu zählen auch Kirchenburgen und Wehrkirchen, die in ihrer Funktion als Fliehburg ebenfalls nur temporär genutzt wurden.

## Geschichtliche Entwicklung

### Frühgeschichtliche und antike Befestigungsanlagen
Viele frühgeschichtliche Befestigungen und Siedlungen wurden über sehr lange Zeiträume bewohnt und immer wieder ausgebaut oder erneuert. Bei diesen Denkmälern fehlen oft historische Überlieferungen, so dass sie nur mit archäologischen Methoden erforscht werden können. Im Römischen Reich waren Kastelle oder Burgi (spätrömisch) als befestigte Truppenstandorte gebräuchlich. Die Außengrenzen des Reiches wurden teilweise mit Grenzbefestigungen gesichert (Limes).

### Burgen im frühen Mittelalter

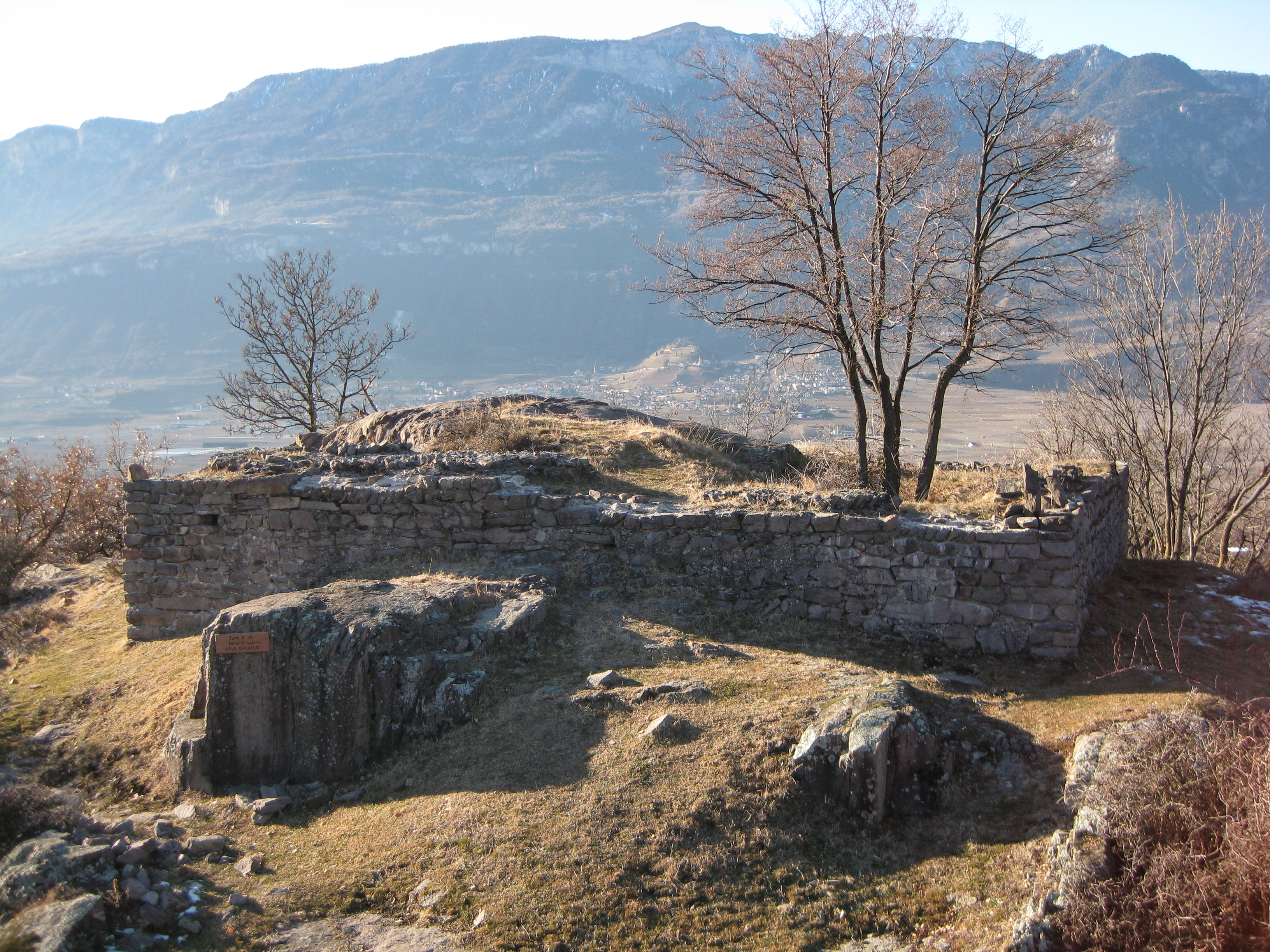
Der „Langobardenturm“ in Castelfeder, eine langobardische Befestigung, die in karolingisch-ottonischer Zeit erneuert wurde.

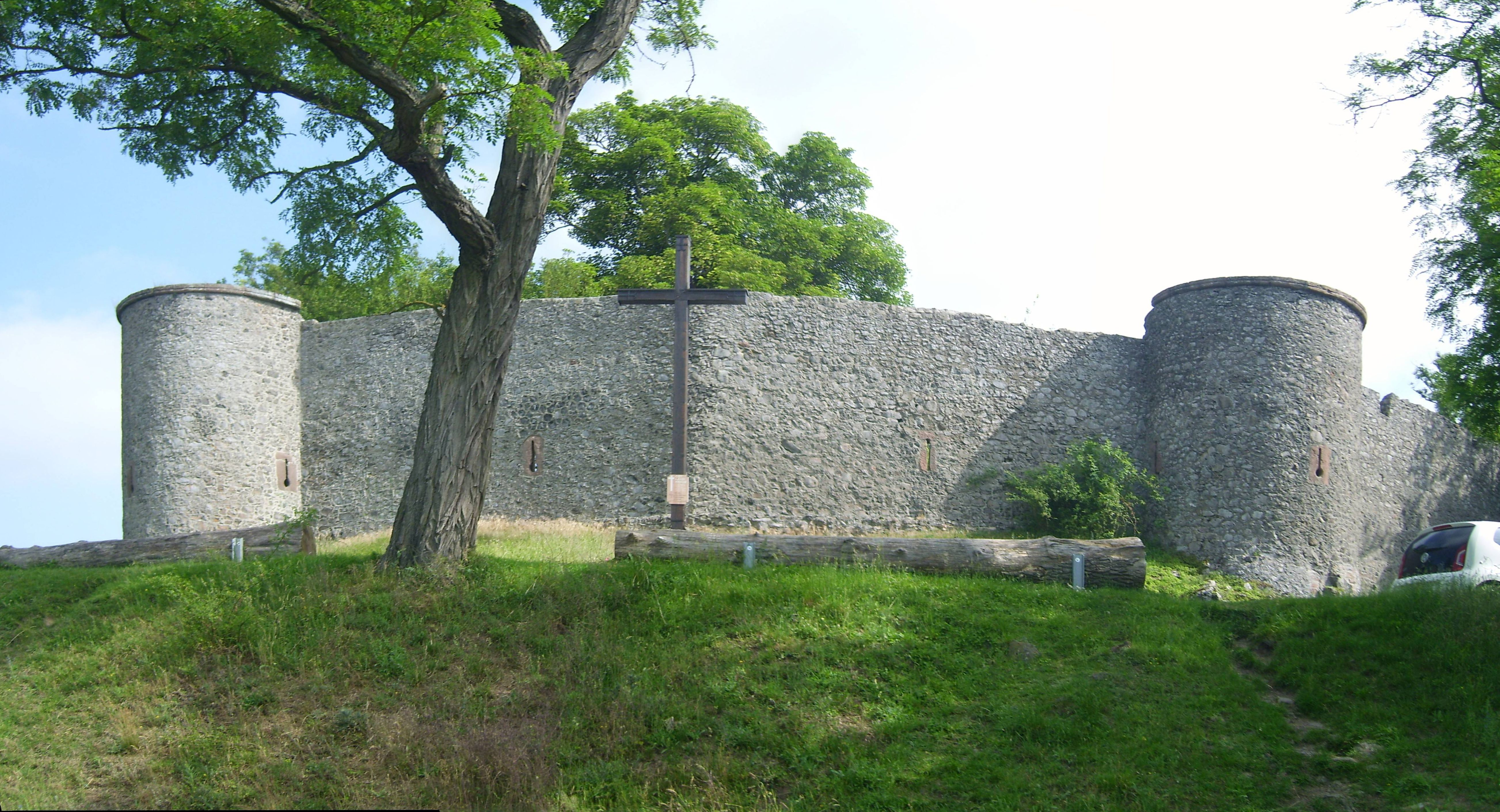
Die hessische Amöneburg wurde seit der Merowingerzeit als Höhenburg vielfach wieder neu aufgebaut.

In der unruhigen Zeit der Spätantike und Völkerwanderung zogen sich Römer wie Germanen auf Höhensiedlungen zurück. Der Geschichtsschreiber Paulus Diaconus erwähnte im 8. Jahrhundert in seiner Langobardengeschichte, auf der nicht erhaltenen Historiola des Abtes Secundus von Trient fußend, für das Jahr 590 zahlreiche castra im mittleren Alpenraum. Ein solches castrum wird heute meist als befestigte Höhensiedlung aus ostgotischer, byzantinischer oder langobardischer Zeit angesehen. Als Beispiele dafür können Loppio im Trentino, der Vigiliusbühl bei Perdonig oder Castelfeder bei Auer, beide im Etschtal gelegen, angeführt werden. Im Byzantinischen Reich wurden Festungsstädte kastron genannt.
Im Fränkischen Reich setzte der Burgenbau nach einer Pause im 6. Jahrhundert unter den Merowingern und Karolingern wieder ein. Die Wikingerzüge und die Ungarneinfälle zwangen vermehrt zum Burgenbau. Zu den ältesten Anlagen, die bereits aus dem 7. Jahrhundert stammen, zählen die Meersburg, die Büraburg, die Amöneburg, die Schwedenschanze bei Stade sowie die Anlagen auf dem Odilienberg und dem Christenberg. Große Gaugrafen-Burgen entstanden, teilweise durch den Ausbau vorgeschichtlicher Wallanlagen.
Zur selben Zeit, das heißt im späten 8. Jahrhundert und im 9. Jahrhundert, begannen auch die Slawen mit dem Bau von Burgen, in der speziellen Form des Slawischen Burgwalls. Im 10. Jahrhundert wurden in Südwestdeutschland riesige Ungarnwälle aufgeworfen. Im Vorfeld wurden ausgeklügelte Reiterannäherungshindernisse angelegt, um das Reitervolk zum Fußkampf zu zwingen. Nach der Schlacht auf dem Lechfeld bei Augsburg (955) wurde der Ausbau mancher dieser Wallanlagen abrupt abgebrochen, da die Gefahr durch die Niederlage der Ungarn beseitigt war. Frühmittelalterliche Burgenanlagen in Mitteleuropa waren zum größten Teil mit Erdwällen befestigt, die in der Regel mit hölzernen Aufbauten versehen waren.
Viele hochmittelalterliche Burgen stehen innerhalb älterer, wesentlich großflächigerer Wallanlagen, deren Zeitstellung nicht immer zweifelsfrei zu klären ist. Festungstechnisch günstige Plätze wurden oft über Jahrtausende hinweg benutzt. Bedingt durch klimatische Verbesserungen kam es am Ende des frühen Mittelalters im deutschen Sprachraum zu einem raschen Bevölkerungswachstum, das die Entstehung einer neuen Gesellschaftsschicht ermöglichte, der Ministerialen. Diese anfangs noch unfreien Dienstleute dokumentierten ihren neuen Status oft durch die Errichtung einer hölzernen Turmhügelburg, der Motte. Dieser Bautypus war ursprünglich in Westeuropa beheimatet.

### Hoch- und Spätmittelalter

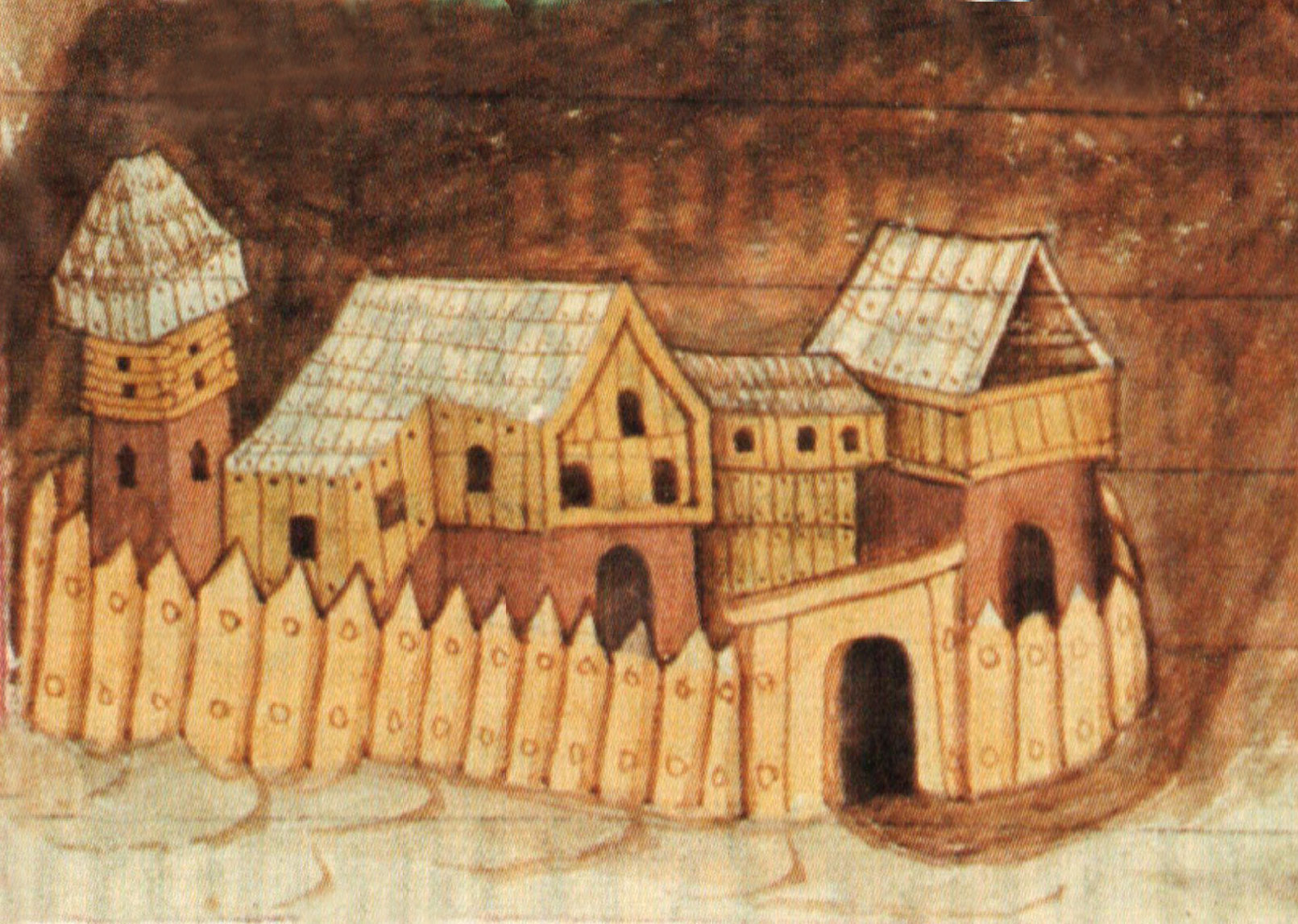
Stein-Holzburg (in der Bibel König Wenzels um 1390)

Die Blütezeit des Burgenbaus war das Hoch- und Spätmittelalter. Aus dieser Zeit stammt der größte Teil der heute erhaltenen Burgen und Ruinen. In Deutschland gab es im 14. Jahrhundert rund 13.000 Burgen, etwa 1000 davon wurden im Deutschen Bauernkrieg zwischen 1524 und 1526 zerstört. Lediglich die Hälfte der damaligen Burgen ist aus Urkunden namentlich bekannt. Heute sind von den noch vorhandenen Burgen 40 % als Burgruinen vorhanden, nur 10 % sind vollständig erhalten. Der Kunsthistoriker G. Ulrich Großmann spricht von Zählungen, die insgesamt 25.000 Burgen im deutschsprachigen Raum und 40.000 Burgen in Mitteleuropa angeben, welche nachweislich errichtet wurden.
Schätzungen gehen von einer noch größeren Anzahl aus. Das Europäische Burgeninstitut widmet sich als wissenschaftliche Einrichtung der Deutschen Burgenvereinigung der Erforschung der historischen Wehr- und Wohnbauten und arbeitet mit anderen Institutionen gleicher Zielsetzung in Europa zusammen. In den letzten Jahren wurde der Aufbau der internationalen Burgen-Datenbank „EBIDAT“ zu einer wichtigen Aufgabe.
Der Burgenbau gehörte aufgrund der schwachen Infrastruktur des mittelalterlichen Europas zu den wichtigsten Mitteln der Machtausübung, weshalb er zu den Königsrechten (Regalien) zählte. Manche Herrscher ließen Zwingburgen in aufrührerischen Gebieten oder auch Städten errichten. Dagegen waren die Pfalzen des Hochadels und der Kaiser ursprünglich nur schwach befestigt. Waren die Könige der meisten europäischen Länder stark auf den Erhalt ihres Vorrechts zum Burgenbau bedacht, ging dieses Recht im Heiligen Römischen Reich während des Spätmittelalters meist als Reichslehen oder Pfand auf die Territorialfürsten über. Diese errichteten sich Residenzburgen und sicherten und erschlossen ihre Territorien darüber hinaus durch zahlreiche kleinere Burgen, die sie von angestellten Burgmannen oder belehnten Ministerialen erbauen und besetzen ließen.

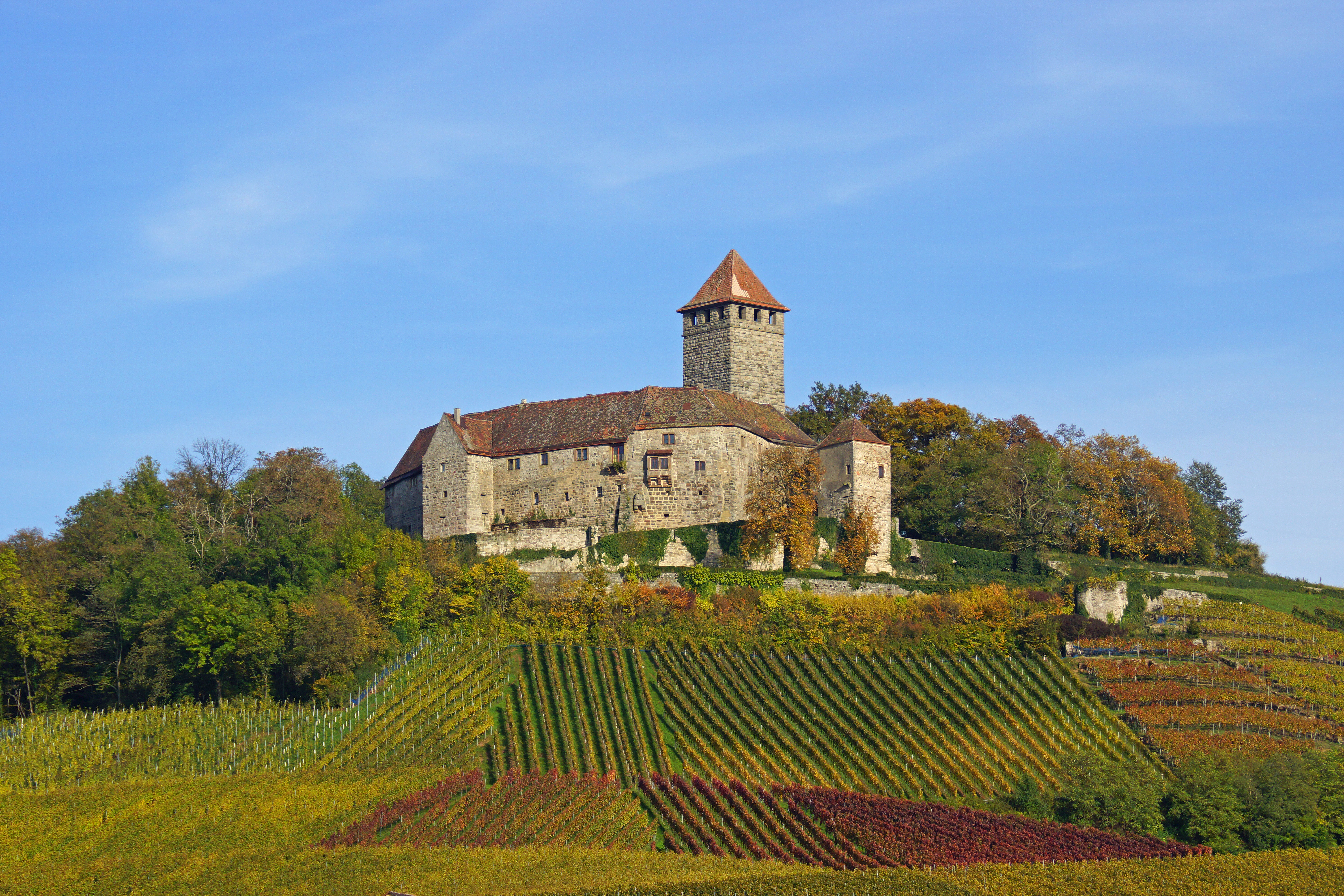
Burg Lichtenberg, eine der besterhaltenen stauferzeitlichen Burgen Deutschlands

Die Burgen erfüllten nicht nur militärische, sondern auch verwaltungstechnische und wirtschaftliche Funktionen. Sie waren rechtlicher Mittelpunkt eines Güterkomplexes von unterschiedlicher Größe und Struktur, Mittelpunkt eines raumerfassenden Systems von herrschaftlichen Rechten und Pflichten, Personalverbänden, Gerichtsbefugnissen, Jagdrechten und allerlei Nutzungsrechten und anderen Einnahmequellen, Zentrum landwirtschaftlicher und handwerklicher Arbeiten und Gewerbe, bisweilen auch Inhaber von Ausbeutungsrechten an Bodenschätzen (Eisen, Silber, Gold u. ä.). Rodungsburgen entstanden in der Rodungszeit zwischen dem 11. und 13. Jahrhundert in großer Zahl in den sich bildenden Rodungsinseln inmitten kaum besiedelter Urwälder.
Wirtschaftliche Bedeutung hatten auch Zollburgen und Talsperren, die den Straßenzwang durchsetzten und mit ihrem Wegzoll den Ausbau und Erhalt von Handelswegen sicherten – eine wesentliche Voraussetzung für den Aufschwung im Hoch- und Spätmittelalter.
Im Umland einer Burg galt der so genannte Burgfrieden, der Fehden streng untersagte. Durch den Burgbann war die im Einzugsbereich einer Burg lebende Bevölkerung zum Frondienst verpflichtet. Dieser bezog sich überwiegend auf den Wehrdienst und insbesondere auf alltägliche wirtschaftliche – darunter auch durchaus kuriose – Tätigkeiten. Auf der Burg Křivoklát wurden z. B. konkrete Personen verpflichtet, Grummet für den königlichen Abort bereitzustellen oder Singvögel zur Vergnügung der Königin zu züchten.
Die Bauzeiten bewegten sich zwischen wenigen Wochen für eine kleine Holz- und vielen Jahrzehnten für eine große Feudalburg. Eine kleinere Steinburg dürfte in drei bis fünf Jahren bezugsfertig gewesen sein und wurde später meist noch ausgebaut. Im Idealfall verwendete man das am Ort anstehende Baumaterial. Die Werksteine konnten gegebenenfalls bereits beim Grabenaushub gewonnen werden, oft haben sich auch Steinbrüche in unmittelbarer Nähe der Burg erhalten. In steinarmen Gebieten (etwa Norddeutschland) verwendete man meist Backsteine oder Lesesteine. Die Bauzeit hing vom verwendeten Baumaterial und der Ausführung ab. In den Mauern finden sich oft in regelmäßigen Abständen kleine „Rüstlöcher“. Bei dieser Bautechnik wurden beim Hochmauern hölzerne Stangen vermauert. Auf diese Stangen wurden dann Bretter gelegt. Von dieser Gerüstebene konnte dann in Mannshöhe nach oben gemauert werden. Dieses Prinzip wurde so lange fortgeführt, bis die endgültige Mauerhöhe erreicht war. Die oft in den Rüstlöchern verbliebenen Holzreste geben oft mittels der Dendrochronologie Aufschluss über das Alter des Bauabschnittes. Daneben kamen auch kleinere Standgerüste vor, besonders in Innenräumen. Die Außenmauern vieler Burgen waren – im Gegensatz zu ihrem heutigen Erscheinungsbild – meistens verputzt.
Über den Einfluss arabischer und muslimischer Wehrarchitektur auf die Entwicklung der europäischen Burganlagen ist viel gestritten worden. Sicherlich ist jedoch die eine oder andere Anregung während der Kreuzzüge nach Europa gelangt. Die Kreuzfahrerburgen haben Wehrelemente aus dem Nahen Osten übernommen sowie Neuerungen entwickelt. In Spanien wurden während der Reconquista maurische Forts übernommen und ausgebaut, etwa der Alcázar (Sevilla), und dabei auch im Burgenbau konstruktive und stilistische Elemente von den vertriebenen Muslimen übernommen, die sich im mozarabischen und im Mudejarstil niederschlugen, etwa bei der Burg Coca.
Besonders im Grenzbereich zwischen den Gebieten mächtiger Territorialherren wurden zahlreiche Burgen zur Sicherung des eigenen Einflusses errichtet (Grenzburgen). Die Rheinstrecke von Mainz bis Bonn ist wohl das bekannteste Beispiel einer deutschen Burgenlandschaft, wo viele Territorialgrenzen mit den lukrativen Einnahmen des Rheinzoll zusammentrafen (siehe: Rheinburgenweg). Klassische „Burgenlandschaften“ sind außerdem das Moselgebiet, der Pfälzerwald, die Schwäbische Alb, die Fränkische Alb, die fränkischen Hassberge (Grenzgebiet der rivalisierenden Hochstifte Bamberg und Würzburg), Böhmen sowie die Handelsrouten über die Alpenpässe nach Italien (das schweizerische Domleschg, Südtirol u. a.)
Es gab im Mittelalter wesentlich mehr Burgen als heute gemeinhin angenommen. Auch auf den ersten Blick burgenarme Gebiete waren im Hochmittelalter übersät mit mehr oder weniger befestigten Anlagen. Besonders in den ersten Jahrzehnten des Territorialausbaues fand sich in oder bei nahezu jedem größeren Dorf eine kleine Burg oder zumindest eine befestigte Hofanlage. Diese Anlagen dienten als Wohnstätten und Statussymbole der zahlreichen Ministerialen, des neu entstandenen Dienstadels. Die adligen Herren stellten zu diesem Zweck entweder freie Bauern oder hörige Unfreie als Dienstmänner ein.
Häufig verfügten diese aber bereits über generationenlange Erfahrung im Verwaltungsdienst, als Meier auf den Fronhöfen des Adels. Nun wurden sie als Schildknappen ihrer Herren auch zum Waffendienst herangezogen und erhielten so die Gelegenheit zum Aufstieg in den Ritterstand. Sie versuchten, ihr Meieramt zu einem erblichen ritterlichen Lehnsgut zu machen. Außerdem wechselten auch Edelfreie in die Ministerialität; sie trugen dann entweder ihre bislang freieigenen Sitze dem Lehnsherrn auf und nahmen sie von diesem wiederum zu Lehen, wenn sie in seinen Dienst traten, oder sie behielten sie als Allod und erhielten zusätzlich Lehnsgüter. Die adligen Herren behielten in jedem Fall ein „Öffnungsrecht“ an den Ministerialenburgen.

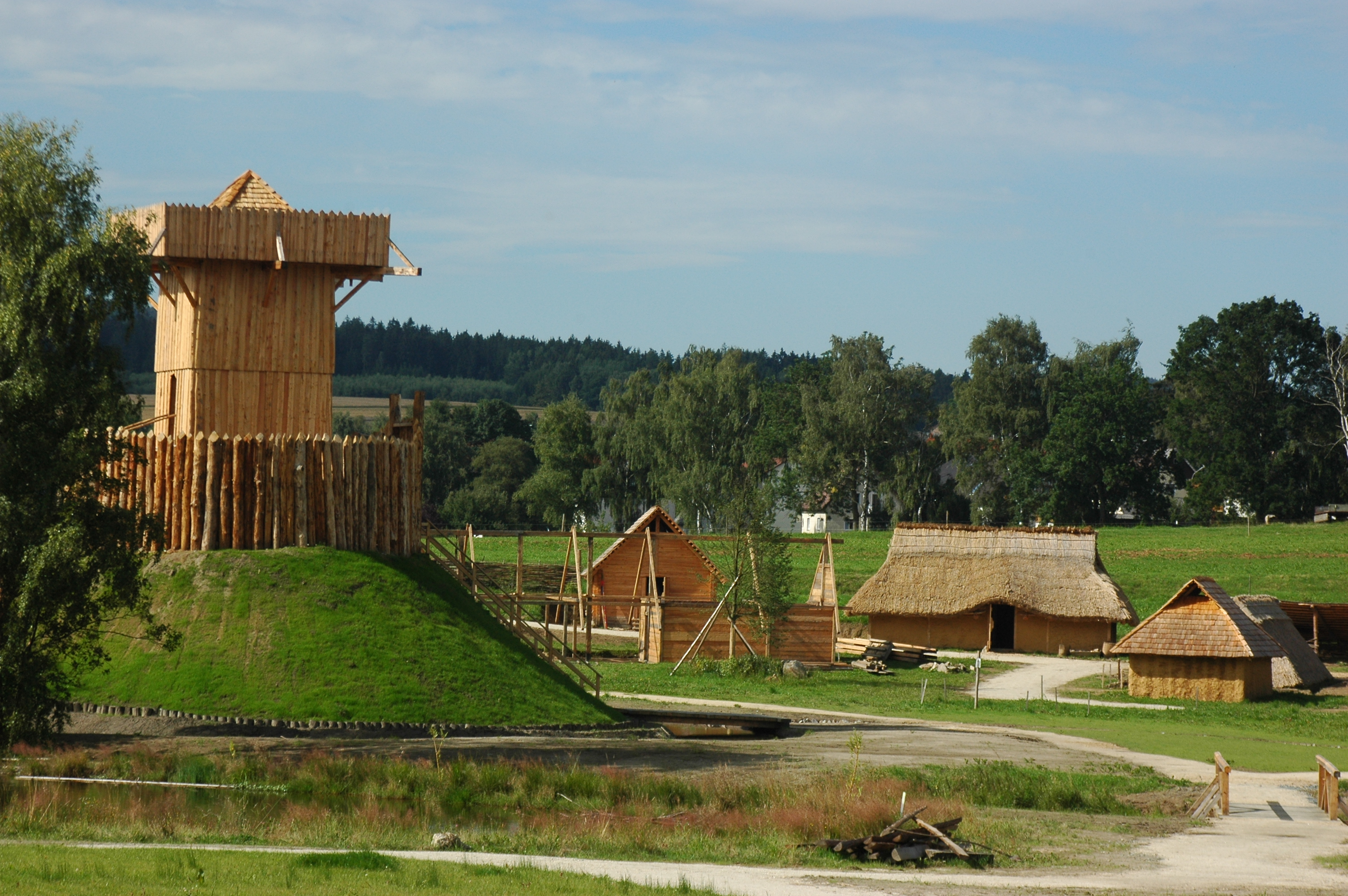
Rekonstruierte Motte (Turmhügelburg) im Geschichtspark Bärnau-Tachov

Die Lehnsnehmer übernahmen für ihre Herren gleichzeitig Verwaltungsdienste in den Grundherrschaften sowie Waffendienst als gepanzerte Reiter. Waren zunächst viele der als Ritter dienenden Ministerialen anfangs nur besoldete Burgmannen auf den Burgen ihrer Herren, bauten sich seit dem 13. Jahrhundert die zu Wohlstand gekommenen ritterlich lebenden Familien auch eigene befestigte Häuser, freilich bedurften sie zum Burgenbau der landesherrlichen Genehmigung, denn die fürstlichen Landesherren besaßen das Burgenregal (Recht zum Burgenbau), das ursprünglich sogar dem deutschen König vorbehalten gewesen war.
Die Ministerialenburgen waren meist inmitten der bäuerlichen Siedlungen und Dörfer gelegen, aus denen sie versorgt wurden und denen sie wiederum Schutz boten. Meist handelte es sich um Turmhügelburgen oder um Wohntürme. Wenn die topographische Situation es anbot, konnten sie aber auch als Höhenburgen über den Ortschaften angelegt sein. Ein häufiges Phänomen war im Hochmittelalter das „Burgenspringen“, also die Verlegung von Burgen an wehrtechnisch günstigere Orte, meist aus der Niederung oder den Ortskernen auf Höhenrücken. Wasserburgen standen manchmal auch abseits der Ortschaften in der freien Feldflur; später wurden Wohntürme auch in künstlichen oder natürlichen Teichen erbaut (die sogenannten Weiherhäuser). Oft ersetzten die Ministerialenburgen ältere Fronhöfe, auch wenn sie nicht immer am selben Standort gebaut wurden. Manchmal gab es mehrere befestigte Herrenhöfe oder Kleinburgen im selben Ort, wenn Land und Leute an mehrere Lehnsnehmer vergeben waren oder wenn die Ministerialenfamilien ihr Erbe aufteilten. Aus den Ministerialenburgen gingen in der frühen Neuzeit viele landtagsfähige Rittergüter hervor.
Wegen der unterschiedlichen Entwicklung des Lehnswesens und anderer geographischer und politischer Faktoren unterscheiden sich die Burgen der verschiedenen Kulturkreise deutlich. In Deutschland werden die oft gewaltigen Ausmaße der englischen und französischen Wehrbauten meist bei weitem nicht erreicht, da in diesen Ländern zentrale Monarchien entstanden waren, während das Heilige Römische Reich territorial zersplittert war. Auch hier bestätigt die Ausnahme die Regel: Europas längste Burg ist in Bayern zu finden, die Burg zu Burghausen der niederbayerischen Herzöge ist über 1200 m lang. Die Deutschordensburgen im Ostseeraum nahmen ebenfalls eine gesonderte Entwicklung. Im damaligen deutschen Sprachraum dürften insgesamt über 40.000 mittelalterliche Burgen angelegt worden sein, allein für die heutige Bundesrepublik lassen sich 25.000 Anlagen ermitteln.
Diese Anzahl lässt sich durch die territoriale Zersplitterung in kleine und kleinste Herrschaften erklären, die wiederum über ihren jeweils eigenen „Dienstadel“ verfügten. Die meisten dieser Burgen sind im Lauf der Geschichte aufgegeben oder in Kriegen und Fehden zerstört worden, viele sind zur Gewinnung von Baumaterial abgebrochen worden, manche abgebrannt oder durch Erdbeben zerstört. Bei etwa einem Viertel sind die Gründe unbekannt. Innerhalb von Dörfern sind die mittelalterlichen Burganlagen oft ganz verschwunden, häufig wurden sie aber durch jüngere Schlösser oder Herrenhäuser ersetzt. In reichsfreien Städten wurden die vormals landesherrlichen Burgen im Spätmittelalter oft abgerissen und mit Wohnhäusern überbaut, um die fürstliche Oberherrschaft (auch symbolisch) abzuschütteln. In der Feldflur oder auf bewaldeten Bergrücken sind die Überreste von Burgen oft noch als Burgställe erkennbar.
Die Entwicklung der Burg verlief in Europa größtenteils parallel zu der Entwicklung der Stadtbefestigungen, wobei sich beide Siedlungsformen gegenseitig beeinflussten und über ähnliche Elemente verfügten. So findet z. B. der Wohnturm seine städtische Entsprechung in den Geschlechtertürmen europäischer Städte. Viele Burgen lagen inmitten der Städte oder an ihrem Rand und waren wehrtechnisch mit der Stadtbefestigung verbunden.

### Nutzungsvarianten und Ende des Burgenbaus
Die Territorialisierung und damit die Entstehung größerer Landesherrschaften führte im Hochmittelalter bisweilen zur Aufgabe auch größerer Herrenburgen; diese wurden dann mitsamt ihren einträglichen Gerechtsamen oft geistlichen oder ritterlichen Orden gestiftet. Daraus entstanden Chorherrenstifte, Klöster oder Kommenden – nicht selten auch das Hauskloster einer Dynastie, die ihren Sitz verlegt hatte (Abtei Weingarten, Kloster Scheyern, Kloster Andechs, Stift Quedlinburg).
Ab der zweiten Hälfte des 13. Jahrhunderts gingen manche Lehnsherren dazu über, kleinere Burgherrschaften, die sie an ihre Ministerialen verlehnt hatten, bei deren Aussterben im Mannesstamm wieder einzuziehen und ihrer landesherrlichen Kammer zu unterstellen. In landesherrlichen Städten und Märkten entstanden dann neue Verwaltungszentren, Stadtburgen als Sitze landesherrlicher Richter und Pfleger, und die Ministerialburgen wurden aufgegeben und verfielen. Bereits seit der zweiten Hälfte des 14. Jahrhunderts, vor allem aber im 15. und 16. Jahrhundert, setzte das „Burgensterben“ ein. In bausteinarmen Niederungsgebieten wurden ihre Steine (meist aufwändig hergestellte Backsteine, weit herbeigeschaffte Bruchsteine oder mühevoll gesammelte Feldsteine, im besten Fall sogar sorgfältig behauene Werksteine, etwa Bossenquader der Stauferzeit) oft für Neubauten (Herrenhäuser, Amtsschlösser, Kirchen, Stadtmauern, Kornspeicher etc.) wiederverwendet. Der Eigentümer der Ruine verbaute sie entweder selbst oder er verkaufte oder stiftete das wertvolle Baumaterial. Wo sich niemand darum kümmerte, plünderten meist Anwohner die Steine.
Sofern der Landesherr die eingezogenen Ministerialenburgen erhalten wollte, da sie aus militärischen oder administrativen Gründen unverzichtbar erschienen, vergab er sie dann oft lediglich als Burghut. Der Unterschied zur Vergabe nach Lehnsrecht bestand darin, dass der Vertrag mit dem ritterlichen Burgmann (später meist als Kastellan oder Burghauptmann bezeichnet) auf einige Jahre befristet war und die Entlohnung durch fest vereinbarte Naturalien oder Geldsummen erfolgte. Die Inhaber einer Burghut wurden oft in rascher Folge ausgewechselt, um das Amt nicht wieder erblich werden zu lassen. Kam auch die Aufsicht über die Gefälle aus den zur Burg gehörenden Gütern hinzu, wurde die Burghut als Pflege und der Ausübende als Pfleger bezeichnet. Wenn darüber hinaus auch die Rechtspflege innerhalb eines Gerichtssprengels ausgeübt wurde, bezeichnete man den jeweiligen Amtsträger als Richter. Oft überstiegen aber die Ausgaben für die Besoldung solcher Funktionsträger sowie den Unterhalt der Landesburgen die Mittel der landesfürstlichen Kammern, welche schon die wachsenden Kosten der Hofhaltungen zu tragen hatten; daher gingen die Fürsten oder regierenden Grafen im 14. und 15. Jahrhundert häufig dazu über, die Burgen einschließlich ihrer Gerichte, Rechte und Einnahmen an ritterliche Familien zu verpfänden. Die Verpfändung endete dann entweder durch Ablösung oder durch Verkauf.
Da die Ministerialen sich inzwischen mehr als Güterverwalter und Obrigkeit über die Erbuntertanen betätigten denn als Reiterkämpfer, gaben die Landesherren ab etwa 1300 dem Aufgebot ihrer wachsenden Städte oder professionellen Söldnerheeren den Vorzug bei der Kriegführung. Anstatt mitsamt ihren Knechten Kriegsdienst zu Pferde zu leisten, zahlten die Lehnsnehmer nun „Ritterpferdgelder“ an den Lehnsherrn. Soweit sie noch selbst mitkämpften, ließen sie sich für die Teilnahme an den Feldzügen nun häufig auch bezahlen, jedenfalls soweit die in der Lehnsurkunde vorgeschriebenen Dienst-Tage überschritten waren. Dennoch führte das Ende des Ritterdienstes zu einem wirtschaftlichen Niedergang des deutschen Adels. Sold und Kriegsbeute flossen nun in andere Taschen, was eine der Ursachen für das Raubritterwesen wurde.
Viele kleine Ministerialenburgen blieben aber als Lehen bei den betreffenden Familien und verwandelten sich allmählich in Rittergüter, die mit der Landstandschaft auch den Status politischer Beteiligung erhielten. Da die Burgen als wehrhafte Bauwerke im 17. Jahrhundert ihre Bedeutung weitgehend verloren hatten, wurden sie dann oft zu Herrenhäusern umgebaut oder durch solche ersetzt. Dabei handelte es sich oft noch um Feste Häuser, die mit Wassergräben und Mauern zumindest noch einen gewissen Schutz gegen Plünderer und Marodeure boten.
Für adlige Burgenbesitzer blieben aber selbst verfallene Burgen oft noch wichtig, da Einkünfte, Rechte und Privilegien an das Burglehen gebunden blieben, anders verhielt es sich bei den durch die landesherrlichen Kammern eingezogenen Ministerialenburgen. Manche Burgen wurden seit der Renaissancezeit auch in repräsentative Schlösser um- und ausgebaut oder durch solche ersetzt. Schlösser innerhalb von Ortschaften stehen sogar meistens an der Stelle mittelalterlicher Burgen, einerseits wegen der erwähnten Rechte sowie vorhandener Infrastruktur (Wirtschaftshöfe, Personal), andererseits weil nur ein herrschaftlicher Besitz genügend Platz für den Bau eines Schlosses mit Park und Gutshof bot.
Insbesondere mit dem Aufkommen der Feuerwaffen änderte sich die Befestigungsform der Burg: Die Burg wurde als Befestigungsanlage unbrauchbar. Sofern jedoch die Anlagen weiterhin strategische Bedeutung hatten und ihre Verteidigungsfunktion erhalten werden sollte, wurden sie durch Umbauten der neuen Waffentechnik angepasst.
Ab der zweiten Hälfte des 15. Jahrhunderts entstanden aus Wehrmauern Wälle und aus Mauertürmen Batterietürme sowie später Basteien und Bastionen. Zunächst wurden runde Türme gegen die Hakenbüchsen errichtet, sogenannte Rondelle. Ab den 1530er Jahren wurden erste Bastionen errichtet, um den toten Winkel vor den Rondellen zu vermeiden. Das Bastionärsystem der Zitadellen wurde 1549 zuerst in der Zitadelle Jülich verwirklicht, ab 1559 in der Zitadelle Spandau und ab 1588 in der Zitadelle Wülzburg. So lässt sich ab dem frühen 15. Jahrhundert eine Trennung von Wehr- und Wohnfunktion innerhalb der Burg beobachten. Durch die Errichtung von Wällen konnten beide Funktionen nicht mehr in einem Bauwerk vereinigt werden.
Im Dreißigjährigen Krieg wurden viele Burgen zerstört und danach manche mit nur bescheidenen Mitteln wieder aufgebaut. Es kam nun zur Trennung der Bauaufgaben Burg und Schloss auf der einen und Festung auf der anderen Seite. Die französischen Kriegszüge unter Ludwig XIV. im späten 17. Jahrhundert zeigten, dass Burgen aus militärischer Sicht ihren Sinn verloren hatten, dennoch zerstörten die Franzosen fast alle mittelalterlichen Burgen im Raum Elsaß, Lothringen, Baden und Pfalz. Es erfolgten trotzdem Reparaturen an Burgen, die weiterhin als Wohnort oder Verwaltungssitz dienen sollten. Mit der Zeit wurden Burgen auch an Nichtadelige verkauft, teils zur Wohnnutzung, teils auf Abbruch.
Viele Burgen wurden auch absichtlich abgerissen, der Fachterminus dafür lautet geschleift. Dies geschah bereits öfters im Mittelalter, als Strafmaßnahme oder um Machtausübung an einem Ort zu verhindern. Für Burgruinen oder Burgstellen (einstige Standorte einer Burg) wurde seit dem Spätmittelalter der Terminus Burgstall verwendet, der Ausdruck bedeutet eine abgegangene Burg, ein überwachsener Rest; dies ist bis heute ein Fachbegriff der Burgenkunde. Ursprünglich war der Ausdruck Burgstall (Burganlage) synonym mit einer (meist kleinen) Burg. Aufgegebene Burgen, besonders abgelegene, verfielen aber meist zu Ruinen.
In manchen Gegenden, etwa in Österreich um 1800, bemaß sich die Grundsteuer nach der Dachfläche des Anwesens. Um diese Dachsteuer zu umgehen, deckte man die Dächer von leerstehenden Gebäuden oder Gebäudeteilen einfach ab. Im weiteren Verlauf des 19. Jahrhunderts erkannte man aber auch den romantischen Wert von Burgruinen als pittoreske Landschaftsstaffagen, weshalb man sie teilweise erhielt. Im Historismus wurden viele verfallene Burgen neoromanisch oder neugotisch wieder aufgebaut. In Schloss- und Landschaftsgärten errichtete man im 19. Jahrhundert sogar künstliche Burgruinen, deren Architekturteile gelegentlich alten Burgen entnommen wurden.

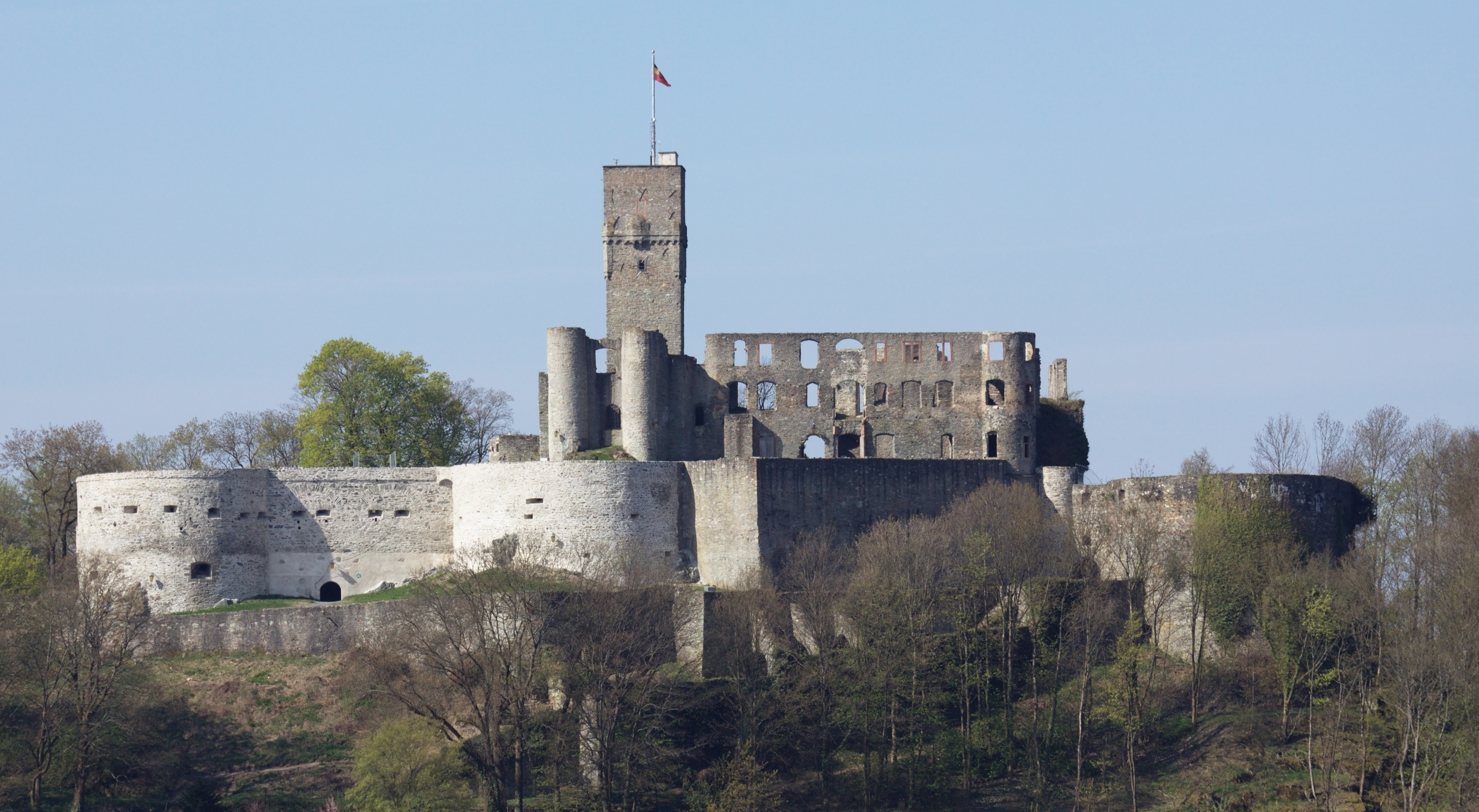
Burg Königstein (Königstein im Taunus), eine der größten Burgruinen Deutschlands (zwölftes bis 16. Jahrhundert)
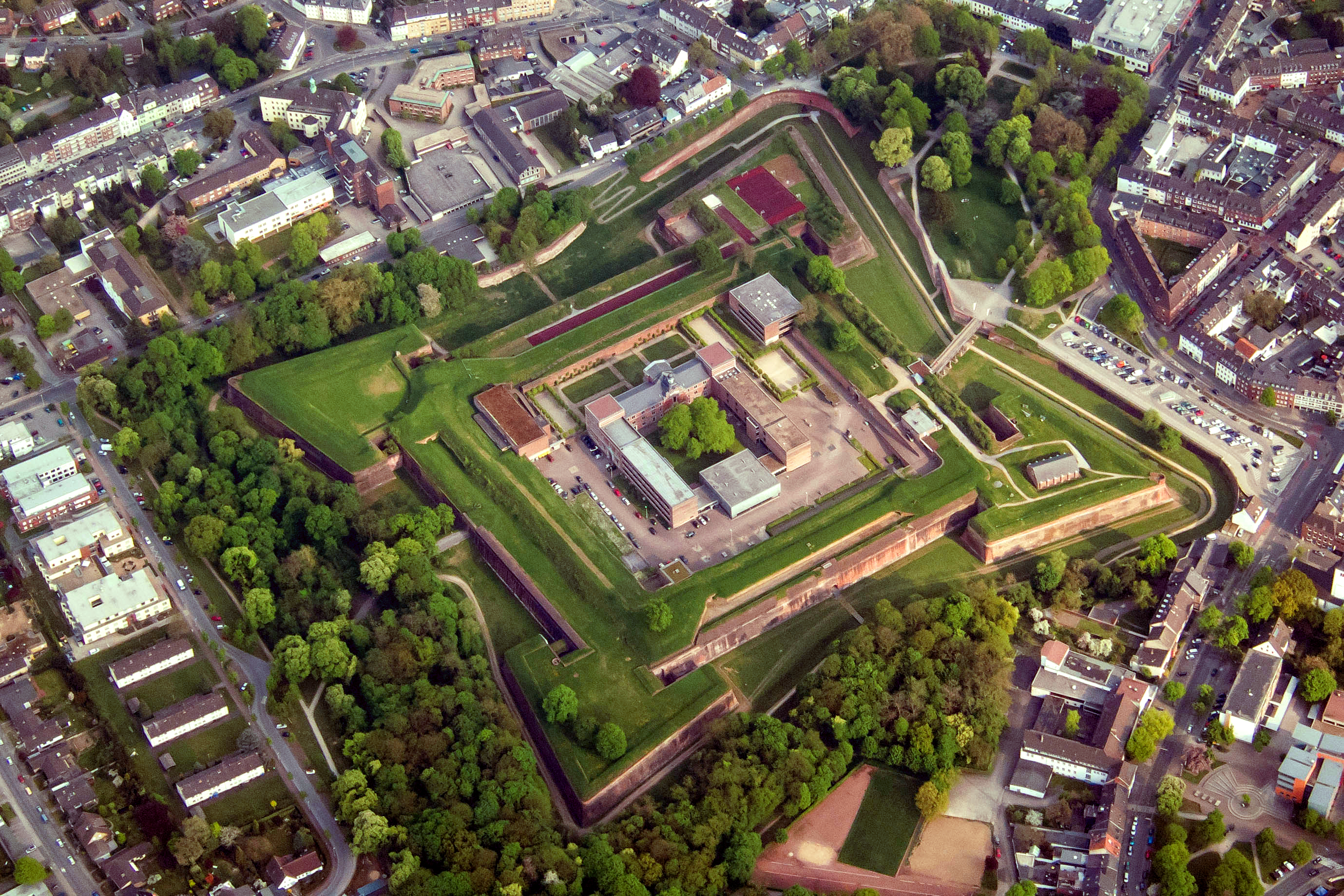
Mit der Zitadelle Jülich begann 1549 eine neue Festungsarchitektur
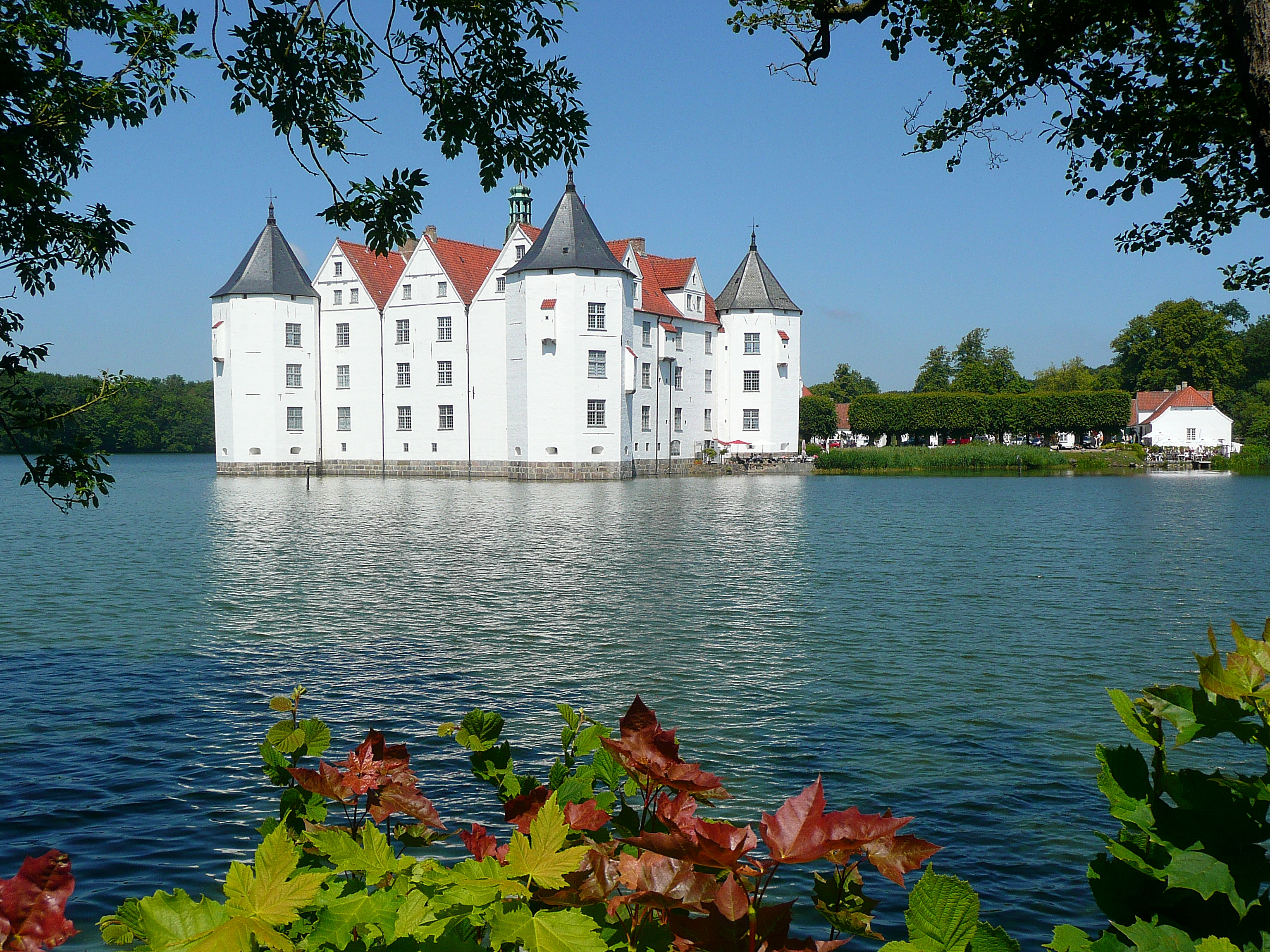
Schloss Glücksburg entstand ab 1582 in der Übergangszeit zwischen befestigtem Burgbau und repräsentativen Schlossbau
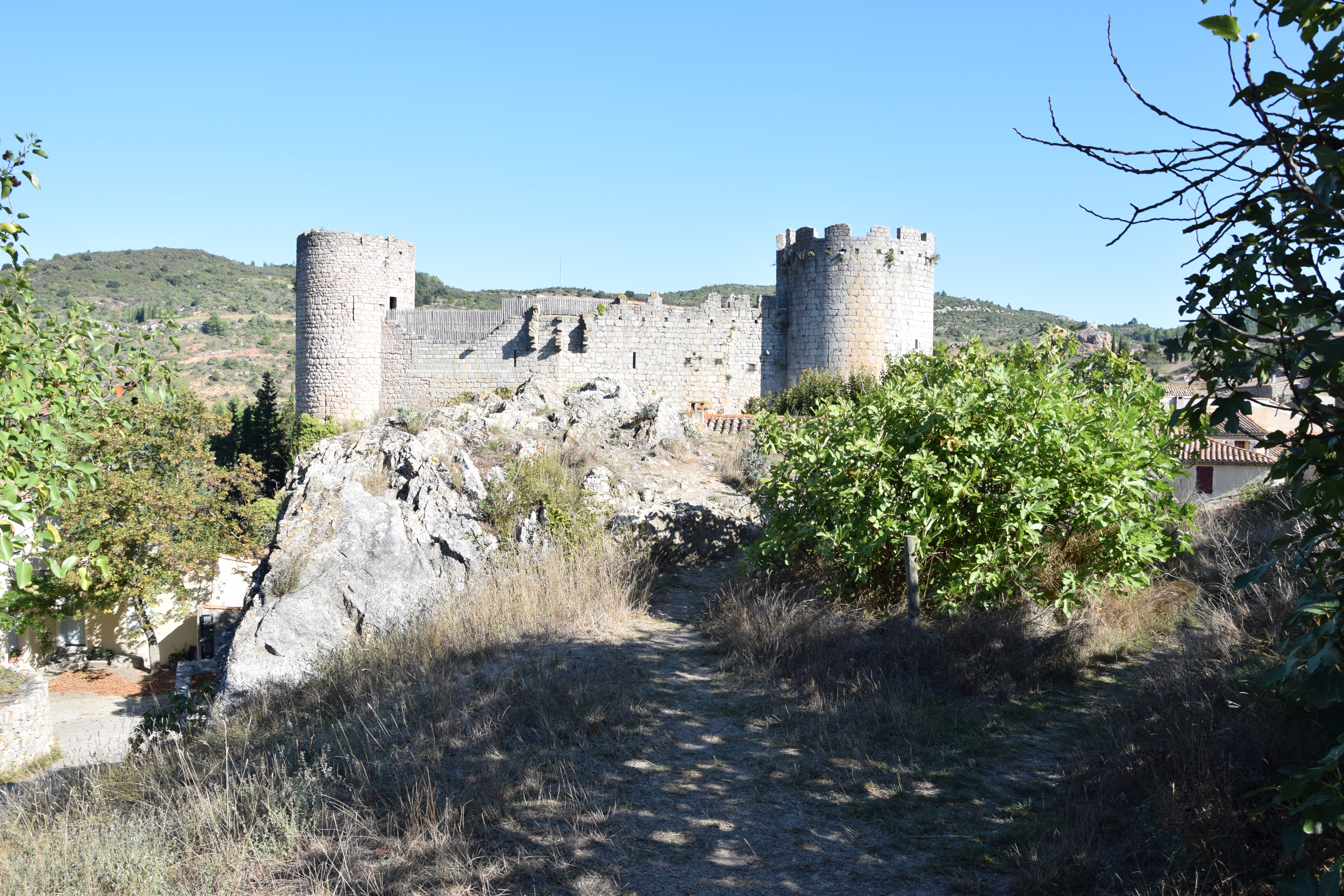
Burg Villerouge-Termenès in Frankreich

### Nachfolger und Nachwirkungen
Auch die neuzeitlichen Festungen hatten zunächst eine gewisse Ähnlichkeit mit einer Burg. Der Schaffhauser Munot in der Schweiz ist dafür ein gutes Beispiel. Während die Zitadellen meist neu errichtet wurden, entstanden etwa die Festung Marienberg in Würzburg, die Festung Ehrenbreitstein in Koblenz oder die Festung Aarburg in der Schweiz an der Stelle und teils unter Verwendung mittelalterlicher Burgen.

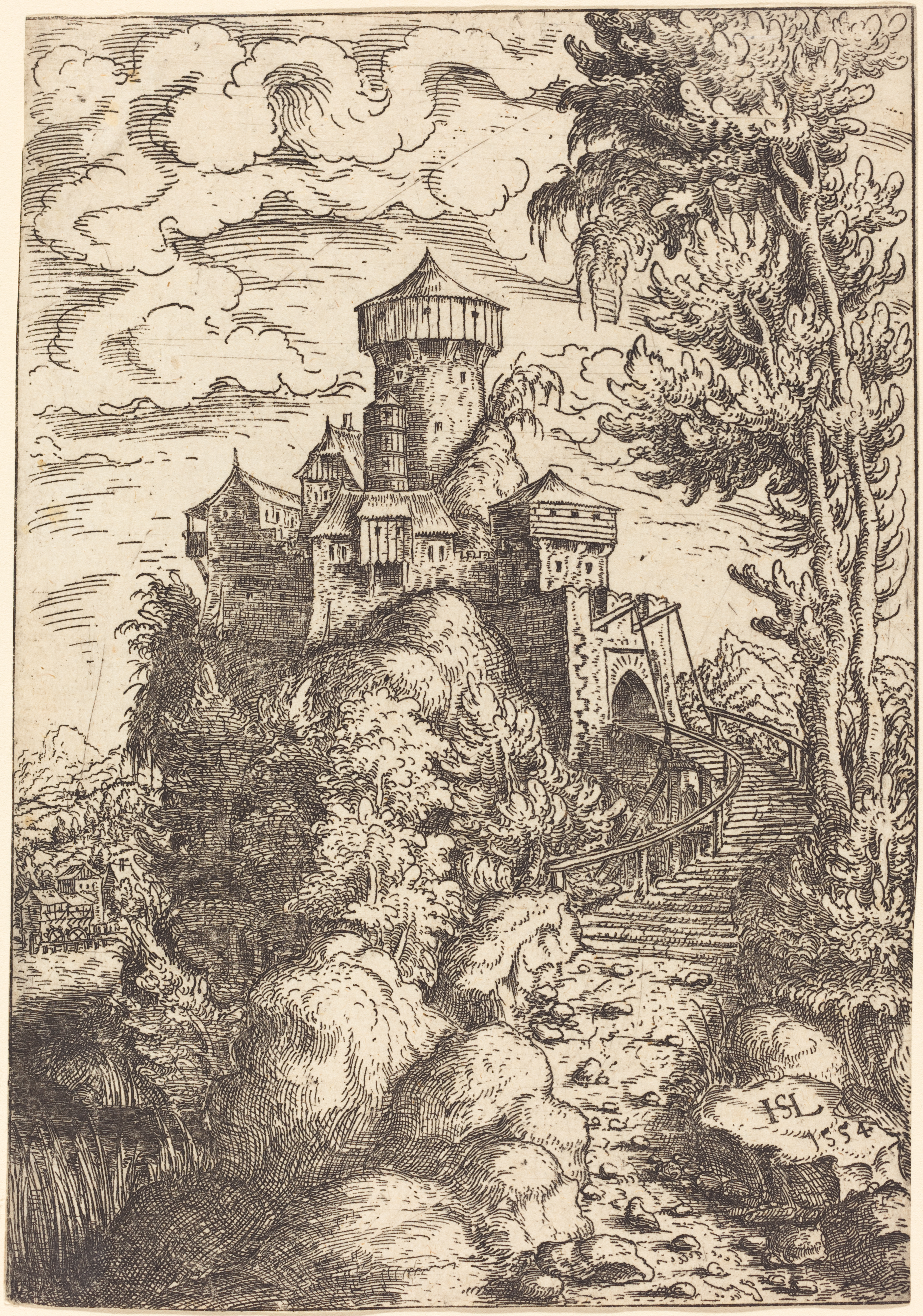
Burg mit Treppenaufgang (von Hans Lautensack, 1554)

Schon in der Renaissancezeit wurden mittelalterliche Burgen in Gemälden oder Kupferstichen teilweise romantisiert, etwa in dem phantasievollen Kupferstich des Hans Lautensack von 1554. Im 19. Jahrhundert kommt es in der Romantik zu einer starken Hinwendung zur Sagen- und Mythenwelt des Mittelalters. In der Burgenarchitektur widerspiegelt sich dies im Historismus. In England begann die Neugotik bereits Mitte des 18. Jahrhunderts (mit der Umgestaltung des Landhauses Strawberry Hill ab 1749), in Deutschland entstand 1793 die Löwenburg im Kasseler Bergpark als Lustschloss.
Während im 18. und noch bis Mitte/Ende des 19. Jahrhunderts zahlreiche erhaltene Burgen des Mittelalters abgebrochen wurden oder zu Ruinen verfielen, setzte ab 1830 europaweit ein Um- oder Wiederaufbau von Burgen im neugotischen Stil ein, etwa des Schlosses Stolzenfels durch Schinkel und Stüler von 1836 bis 1842, des Schlosses Hohenschwangau bis 1837, des Palácio Nacional da Pena in Portugal ab 1840, der Burg Hohenzollern von 1852 bis 1867, des Schlosses Pierrefonds in Frankreich ab 1857 oder der Marienburg bei Hildesheim ab 1858. Sie sollten die damalige Idealvorstellung einer mittelalterlichen Ritterburg verkörpern und erfuhren dabei oft eine phantastisch-theatralische Übersteigerung, die mit den mittelalterlichen Vorbildern wenig gemein hat. Das
Schloss Neuschwanstein wurde von Bühnenbildnern entworfen (ab 1869), die von Ludwig II. den Auftrag hatten, die Burg nicht nur als Freundschaftstempel für Wagner, sondern den Innenhof zwischen Ritterbau und Kemenate ganz konkret wie eine Kulisse für den ersten Akt der Oper Lohengrin zu gestalten, weshalb Anleihen bei der Burg zu Antwerpen genommen wurden, vor der dieser Akt spielt – wenn auch einige Jahrhunderte vor der Errichtung des heutigen Gebäudes.
Aber auch etablierte Forscher wie Bodo Ebhardt beteiligten sich mit Restaurierungen, wie etwa der Hohkönigsburg im Elsass, an der Romantisierung des Bildes der mittelalterlichen Burg. In all diesen Fällen wurden bedeutende Reste originaler Wehranlagen beseitigt, das nachgemachte Mittelalter wurde dem echten vorgezogen. Diese Bauten prägen bis heute die Vorstellung vieler Menschen von einer mittelalterlichen Burg.

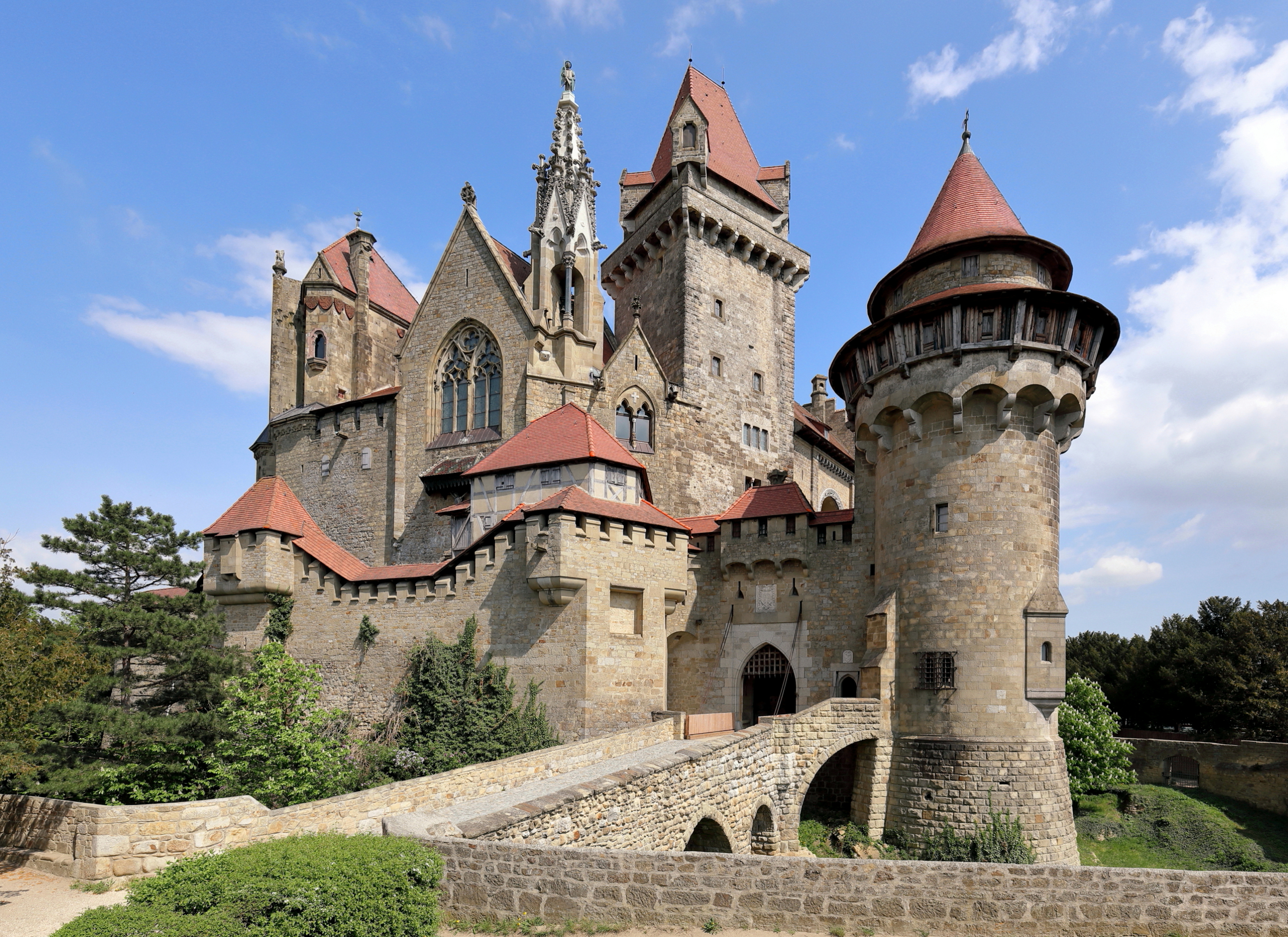
Burg Kreuzenstein nördlich von Wien; von 1874 bis 1906 Wiederaufbau der Burg als Museum
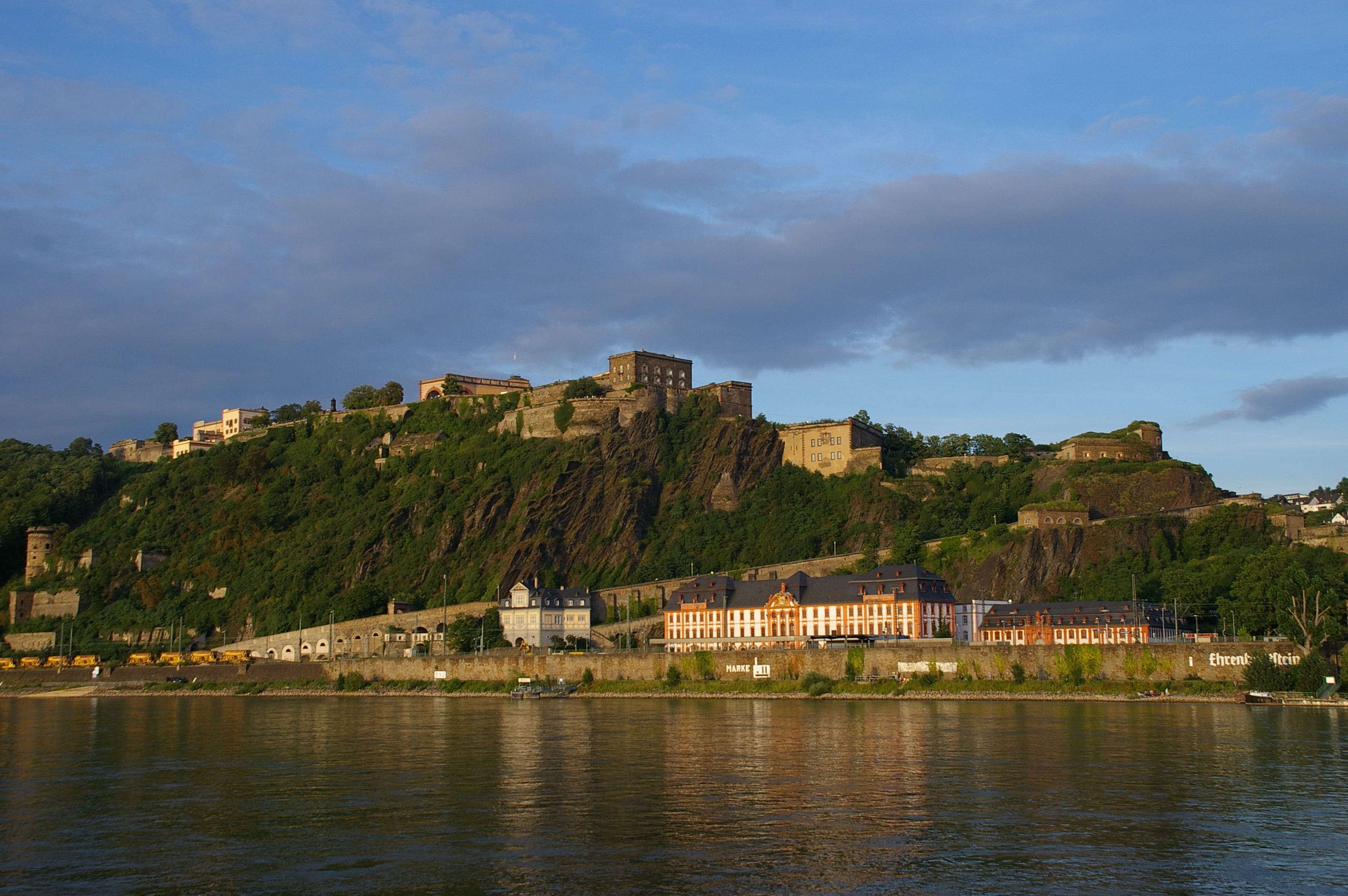
Die Festung Ehrenbreitstein aus dem 16. Jahrhundert wurde in ihrer heutigen Gestalt 1817 und 1828 neu errichtet
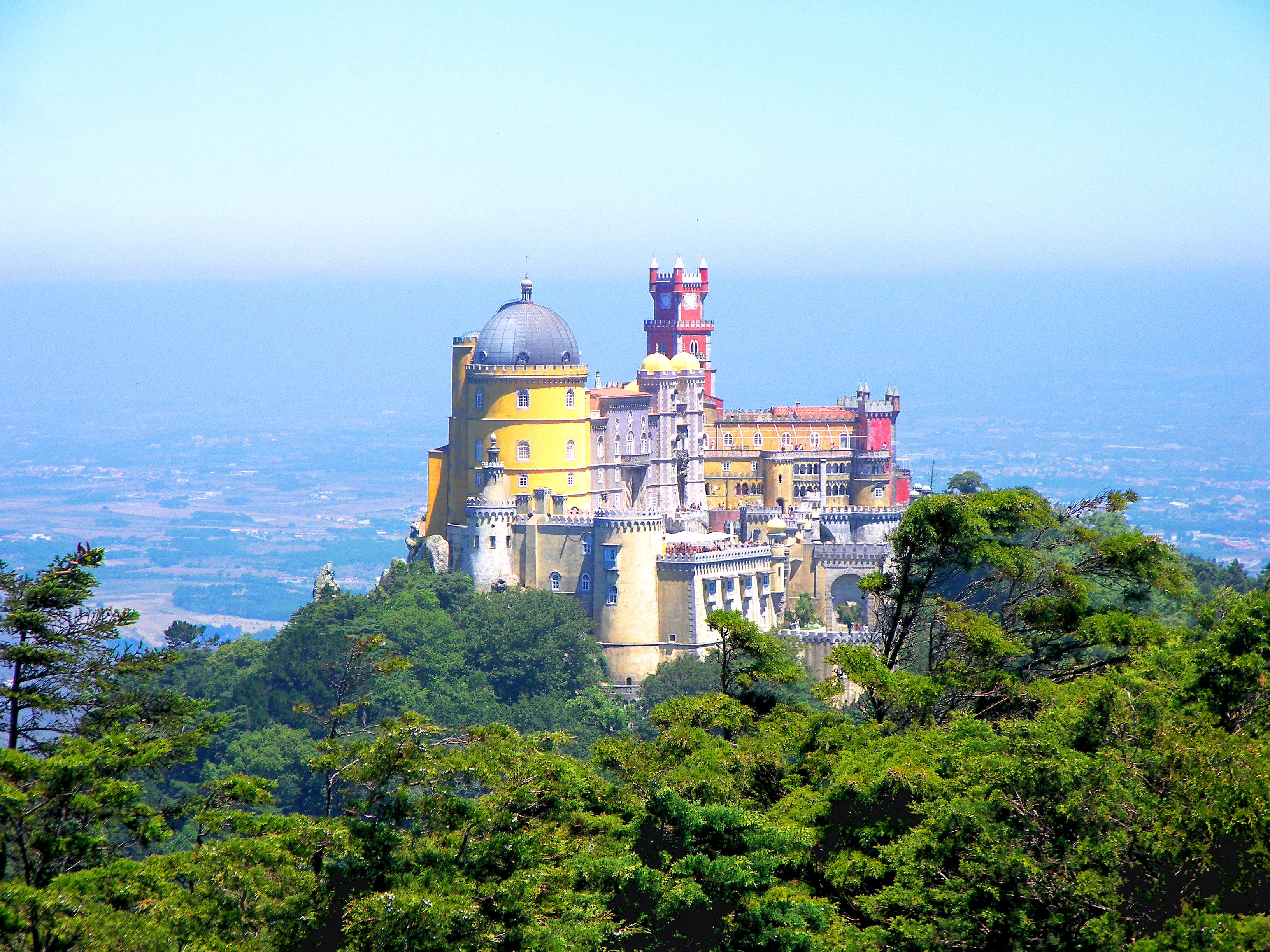
Palácio Nacional da Pena (Portugal), ab 1840 erbaut
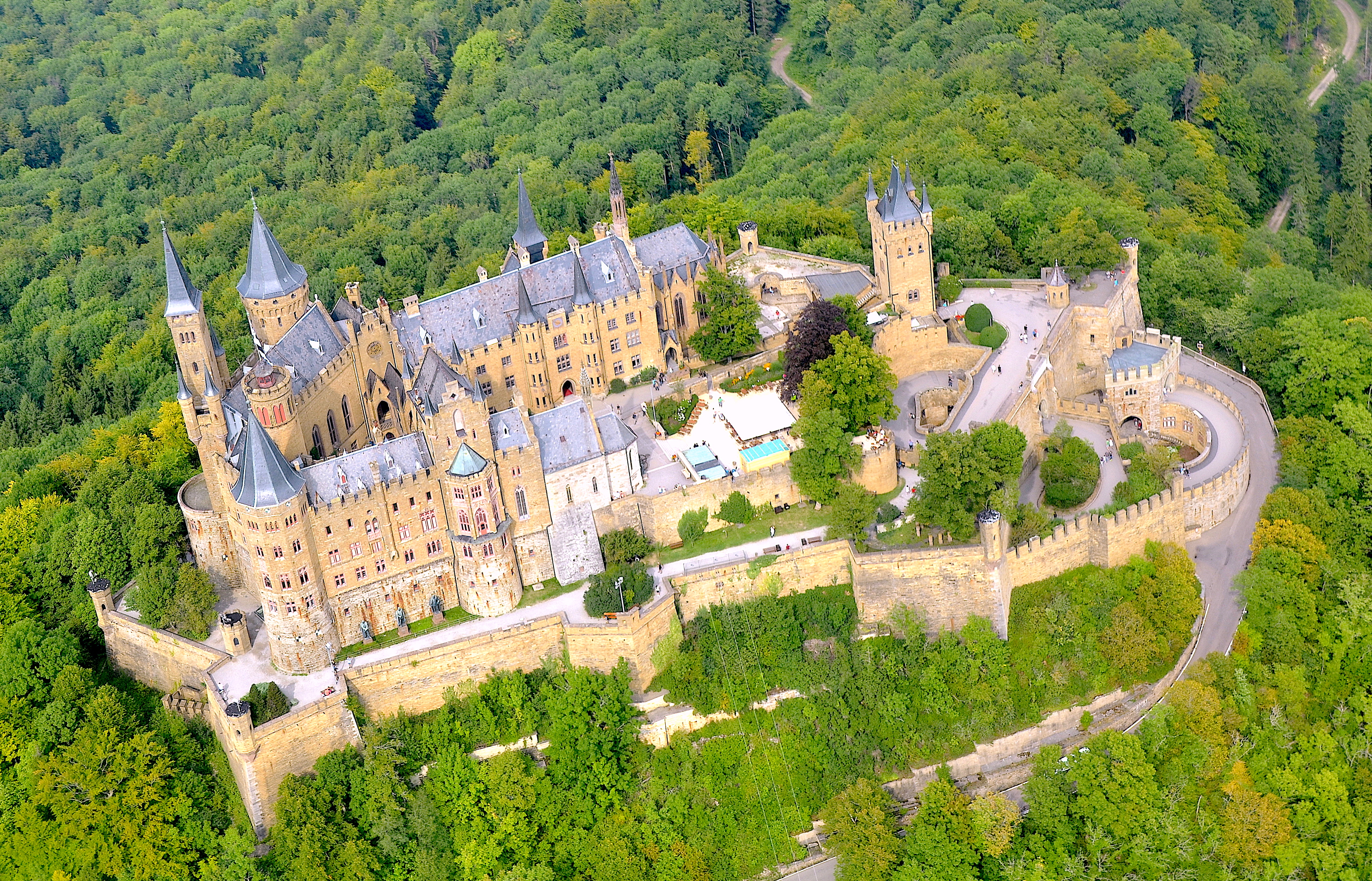
Burg Hohenzollern, bis 1867 errichtet
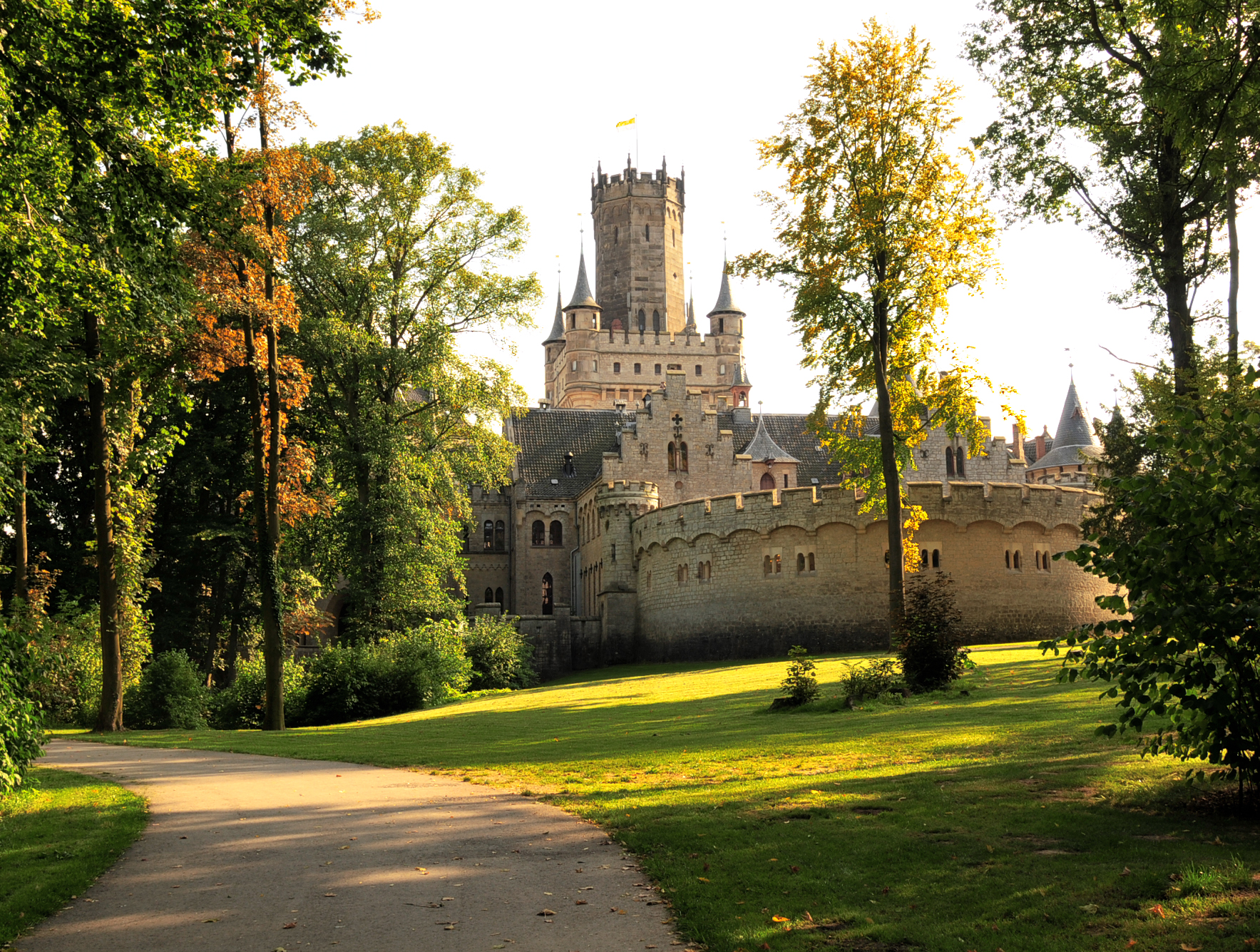
Schloss Marienburg, ab 1858 erbaut
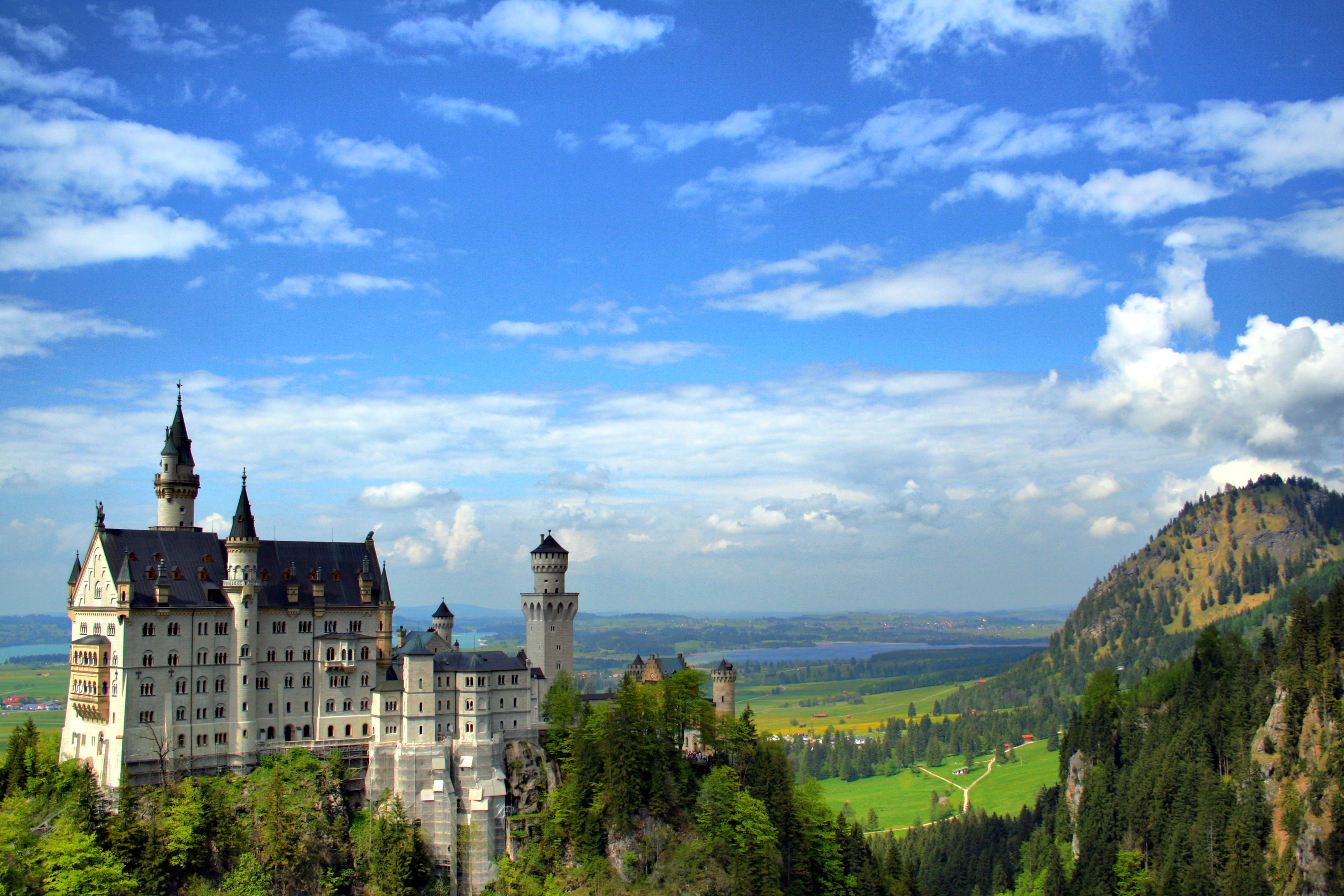
Schloss Neuschwanstein, ab 1869 erbaut

Im Jahr 1907 wurde die Marineschule Mürwik in Flensburg errichtet, bei der Adalbert Kelm sich am Bau der Ordensburg Marienburg orientierte. Der Bau sollte der Kaiserlichen Marine dienen. Er wurde im Jahr 1910 fertiggestellt und durch Kaiser Wilhelm II. eingeweiht. Noch heute wird das sogenannte Rote Schloss von der Deutschen Marine genutzt. Auch im Nationalsozialismus wurde mit dem Bau von sogenannten Ordensburgen wie Sonthofen oder Vogelsang, beziehungsweise dem Umbau von bestehenden Anlagen wie der Wewelsburg oder der Burg Trifels auf den Mythos der mittelalterlichen Burg Bezug genommen.
Das hinter einer Burg stehende Konzept wird bis heute nachgeahmt. So entstand zwischen 2006 und 2018 die neue BND-Zentrale nach Plänen des Berliner Architekten Jan Kleihues. Mit dem Begriff Burg hatte Kleihues bereits seinen Bauentwurf beschrieben. Aus Sicherheitsgründen wurde das Hauptgebäude hinter einem hohen Metallzaun errichtet und in eine etwa fünf Meter tiefe Senke – eine Art Burgwall – gestellt. Damit soll verhindert werden, ebenerdig in das Haus eindringen zu können. Das Sicherheitsgebäude wird wie kaum ein anderes Gebäude in der Stadt geschützt, wozu unter anderem zahlreiche moderne elektronische Barrieren beitragen.
Mit verbauten 20.000 Tonnen Stahl und 135.000 m³ Beton ist es nach dem Flughafen Berlin-Tempelhof der zweitgrößte Gebäudekomplex Berlins. Wassergräben, teilweise extrem dicke Wände und ein fensterloser Sockel lassen dieses Bauwerk im sowohl übertragenen als auch architektonischen Sinne als Burg erscheinen.
In den letzten Jahrzehnten hat die Burgenforschung in Europa große Fortschritte gemacht. Bauforschung, Ausgrabungen und wissenschaftliche Bestandsaufnahmen – mit zunehmender Exaktheit mittels Laser und digitaler Rekonstruktion – ermöglichen Erkenntnisse, die zuvor nicht möglich waren. Burgen und Burgruinen werden zunehmend untersucht und als Denkmäler gesichert oder restauriert, während andererseits unbeachtete Ruinen ohne Sicherung und Erforschung verfallen. Das Europäische Burgeninstitut und die Deutsche Burgenvereinigung bieten fachlichen Rat an.
Im Rahmen der experimentellen Archäologie werden seit einigen Jahren auch mittelalterliche Burgen mit alten Bautechniken und Werkzeugen nachgebaut. In Schleswig-Holstein wurde ab 2003 bei Lütjenburg eine Turmhügelburg rekonstruiert, in Kanzach eine aufwändigere hölzerne Niederadelsburg, in Brandenburg die Slawenburg Raddusch und in Mecklenburg-Vorpommern die Slawenburg Groß Raden. Bedeutend ist der vor einigen Jahren begonnene Nachbau einer Steinburg nach den Prinzipien der experimentellen Archäologie im französischen Guédelon zum Zwecke der Erforschung von Bautechniken und Zeitdauer.
Ein umstrittenes Thema ist die Rekonstruktion von Burgen unter Verwendung oder gar Beseitigung originaler Bausubstanz, wie einst im Historismus, jedoch zu touristischen Zwecken. In der Charta von Venedig wurden hierzu bereits 1964 fachlich anerkannte Grundsätze festgelegt. Doch gegen diese wird bis heute verstoßen, etwa durch rekonstruierende (Teil-)Überbauung von erhaltenen Ruinen, wie etwa bei der Burg Nassau, wo um 1980 die originalen Palasmauern der Stauferzeit, teilweise bis zum zweiten Stock, abgerissen wurden, um den Bau mit modernen Materialien von Grund auf zu rekonstruieren, obwohl auch eine schonende Einbeziehung möglich gewesen wäre. Ähnliches geschieht auch in anderen Ländern, etwa bei der rumänischen Deutschordensburg Marienburg (Feldioara). Oft beauftragen Privatleute oder Kommunen unerfahrene Firmen mit Sicherungs- und Rekonstruktionsmaßnahmen, die dann mit falschen Materialien oder Techniken mehr Schaden als Nutzen anrichten.
Auf der japanischen Insel Miyako-jima wurde im deutschen Themenpark die rheinische Marksburg in Originalgröße nachgebaut. Im Walt Disney World Resort sowie in Tokyo Disneyland wurde das „Cinderella Castle“ (Aschenputtelschloss), inspiriert durch Neuschwanstein und französische Schlösser der Spätgotik, als Fantasy-Burg erbaut. Fantasy-Bauten beziehen sich weniger auf den historischen Burgenbau als auf die Metaphern und Allegorien, für die der Begriff „Burg“ seit langem auch verwendet wird: Zauberschloss, Wunderburg, Spukschloss, Seelenburg – und folgen damit dem Beispiel der „Lohengrin-Burg“ Neuschwanstein. Bisweilen liefern auch historische (meist historistisch überarbeitete) Bauten geeignete Kulissen für literarisch inspirierte Filme, wie Alnwick Castle für Robin Hood, Harry Potter und Downton Abbey. Internationale Verbreitung finden Spielzeugparks wie die Playmobil FunParks mit obligatorischer Ritterburg im durch die Marke vorgegebenem Styling.

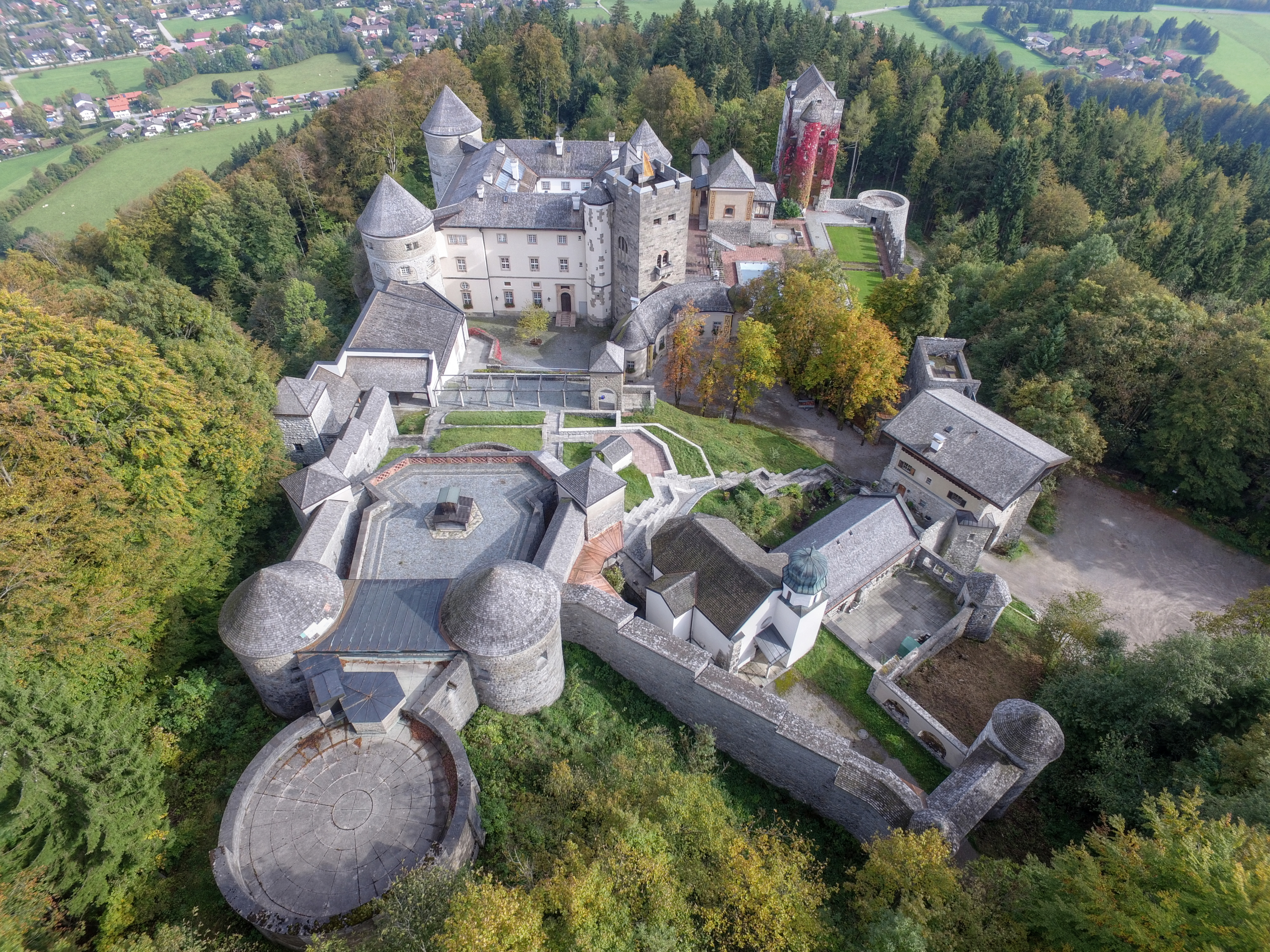
Schloss Ringberg am Tegernsee, 1912 bis 1973 erbaut
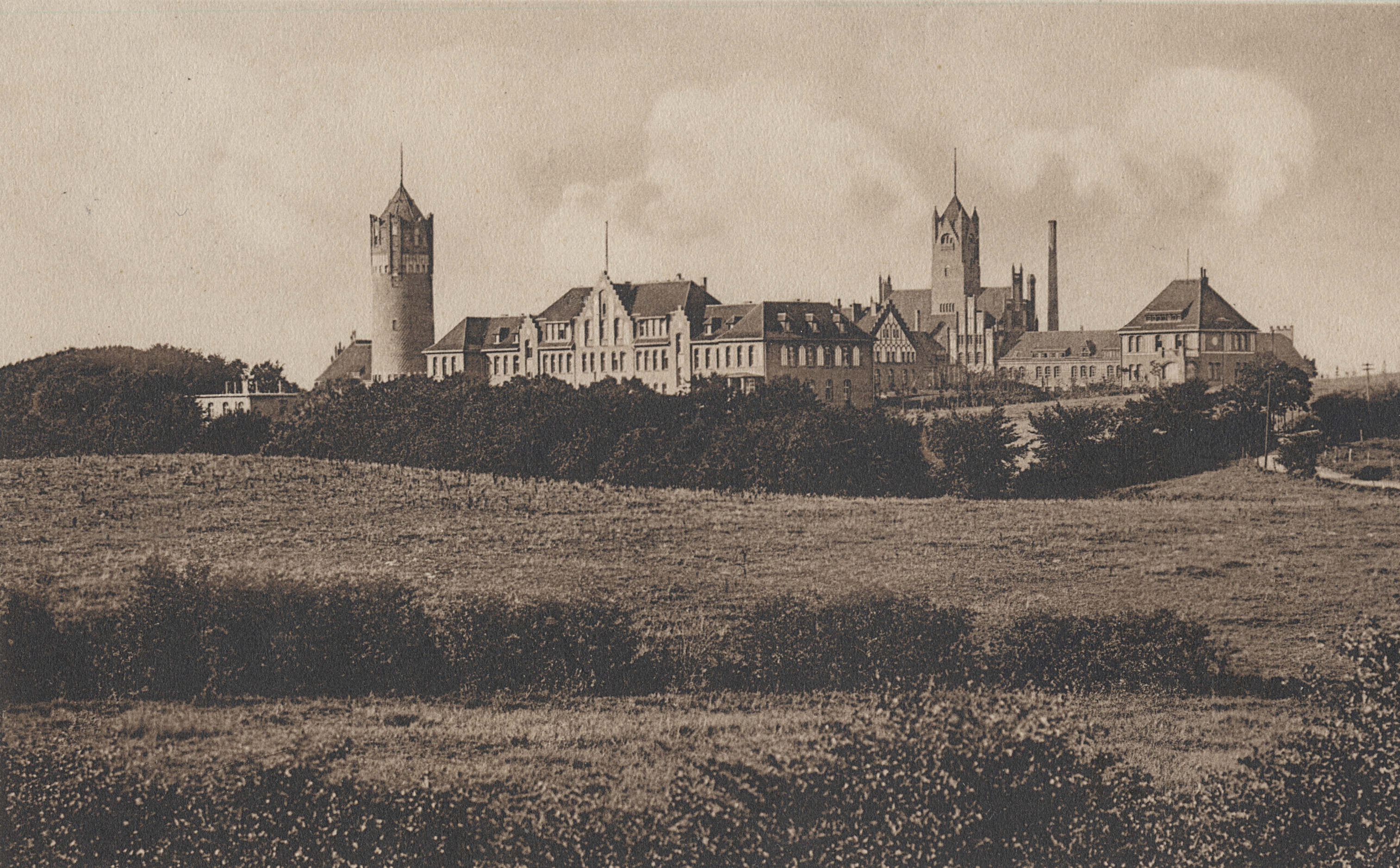
Das sogenannte Rote Schloss, die Marineschule Mürwik, entstand 1907–1910 nach dem Vorbild der Ordensburg Marienburg.
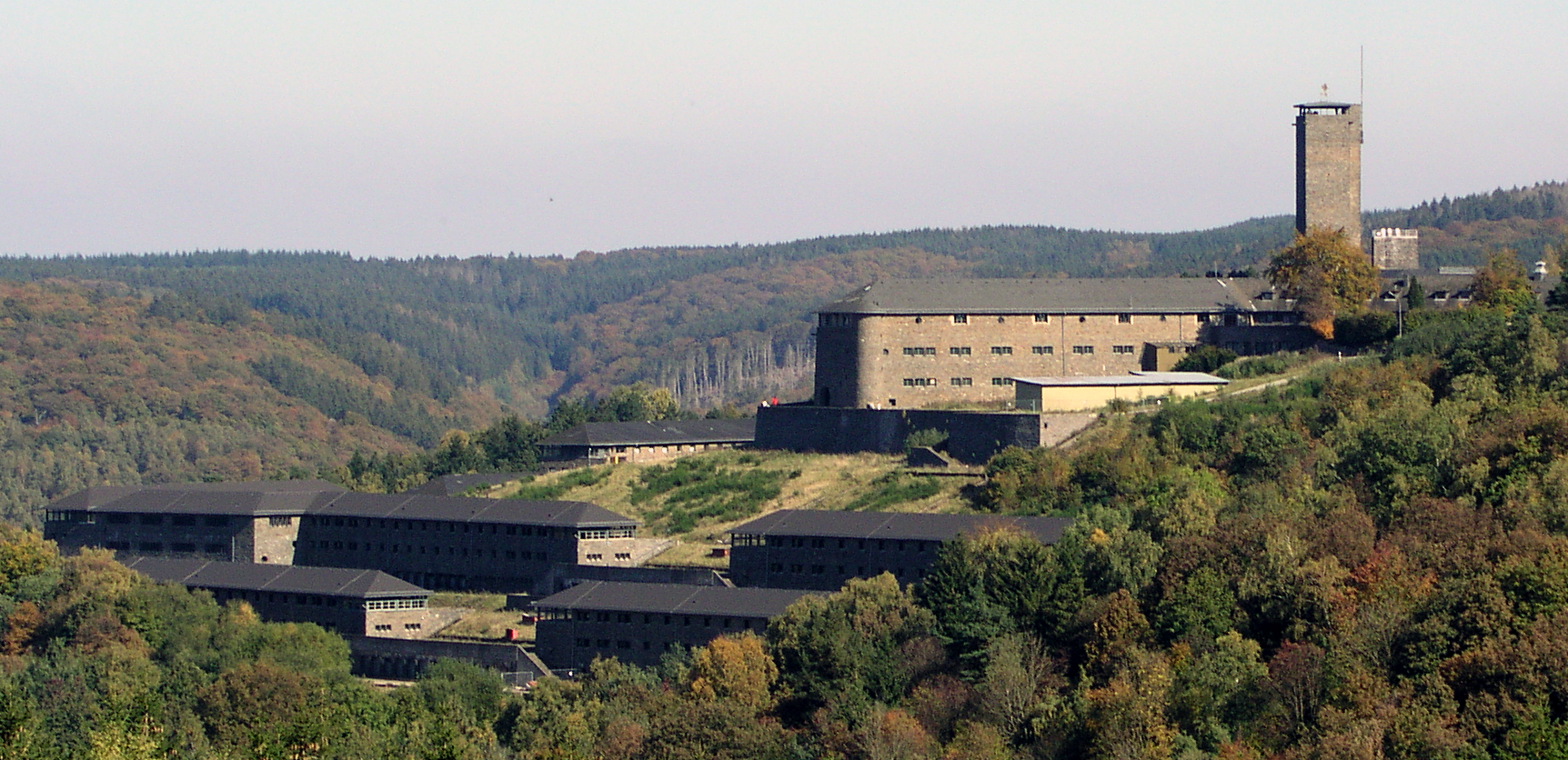
Die NS-Ordensburg Vogelsang wurde 1934–1936 als Schulungsstätte für den Nachwuchs des NSDAP-Führungskaders errichtet.
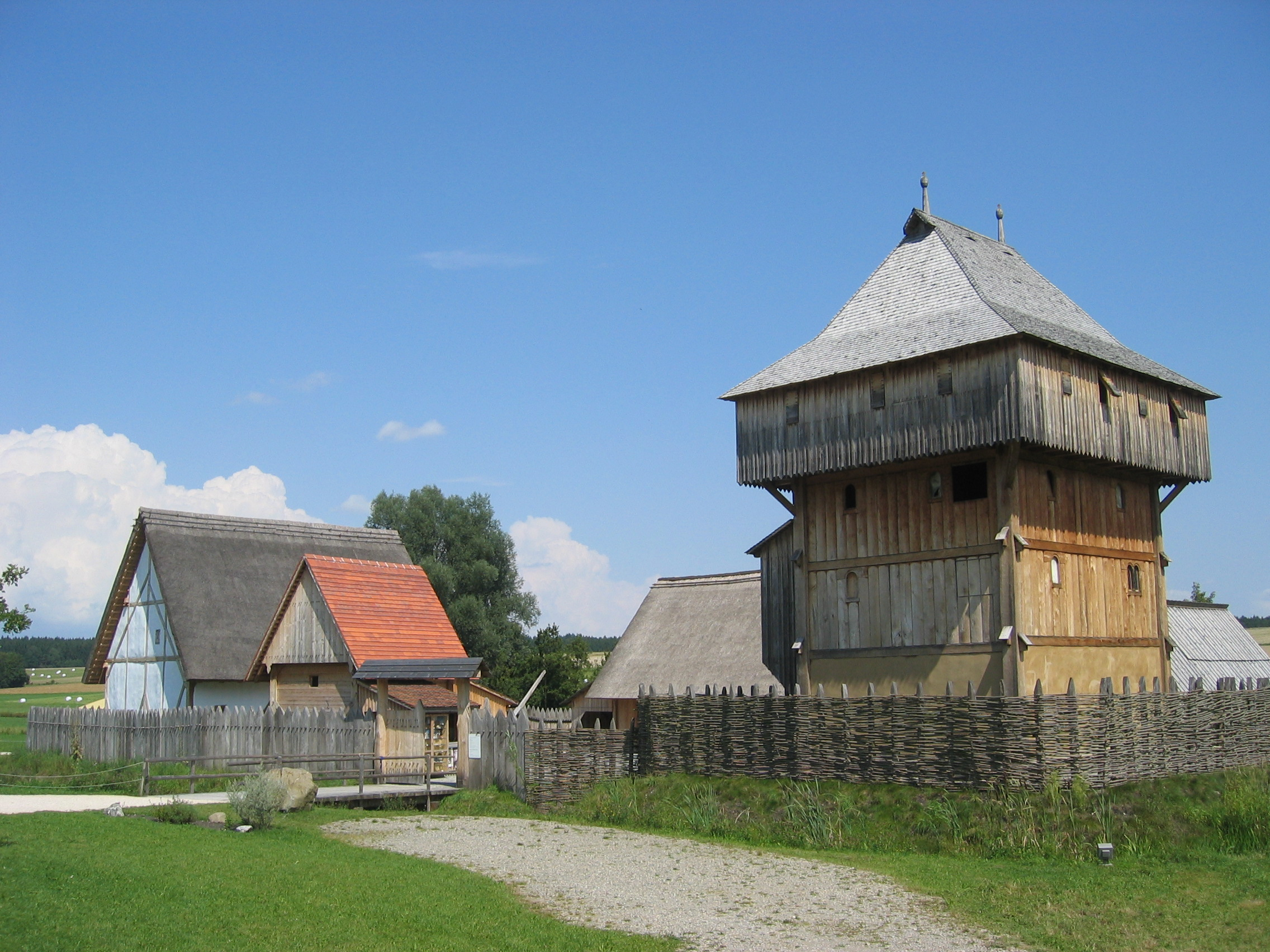
Turmhügelburg Kanzach, ab 2001 rekonstruiert
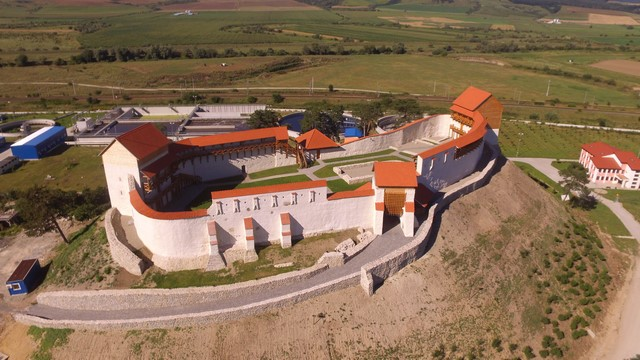
Marienburg (Feldioara), ab 2013 rekonstruiert
„Cinderella Castle“ (Aschenputtelschloss), Tokyo Disneyland

Jüngst finden Burgen und Schlösser verstärkte Aufmerksamkeit im Outdoorbereich bei Amateurfunkveranstaltungen wie Castles on the Air.

## Lage
Kennzeichnend für eine Burg war ihre Überhöhung über das umgebende Gelände sowie der kontrollierte Zugang. Im Gebirgsraum errichtete man Höhenburgen auf Bergspornen, an Hängen und häufig auf schwer zugänglichen Berghöhen. Im Flachland wurden dagegen auf künstlichen Erdanhäufungen mit umlaufender Mauer und umgebendem Wassergraben, sogenannte Motten, angelegt. Im Mittelgebirgsraum kommen sowohl Höhen- als auch Wasserburgen vor, wobei Letztere in erster Linie von Angehörigen des niederen Adels (sog. kleinen Herrschaftsträgern) angelegt worden sind.
Die Lage hatte zwangsläufig einen einschneidenden Einfluss auf die Größe und Ausstattung einer Burganlage. Kennzeichen der typischen deutschen Burg ist die manchmal spektakuläre Lage auf hohen Bergkuppen und Felsklötzen. Während die großen Burgen Englands und Nordfrankreichs in der Regel auf eher niedrigen Hügeln – oder im Flachland – liegen und die Grundrisse hier wesentlich regelmäßiger sind, folgen „deutsche“ Burgen meist den vom Gelände vorgegebenen Bedingungen.
Wenn Schutz durch Steilhänge oder Felsbarrieren vorhanden war, konnte auf aufwendige Hochbauten meist verzichtet werden. Die Baumassen unserer Burgen fallen deshalb meist vergleichsweise bescheiden aus. Ähnliche geographische Bedingungen führten oft zu sehr ähnlichen Ergebnissen in weit entfernten Gebieten. So wirken zahlreiche Burgen etwa Südfrankreichs oder Osteuropas sehr vertraut auf den mitteleuropäischen Betrachter. Die ältere Forschung hat hier oft fälschlicherweise einen direkten „deutschen“ Einfluss unterstellt. Nationalistische Burgenkundler sahen gar in allen großen Burgschöpfungen Europas „germanischen Formwillen“.

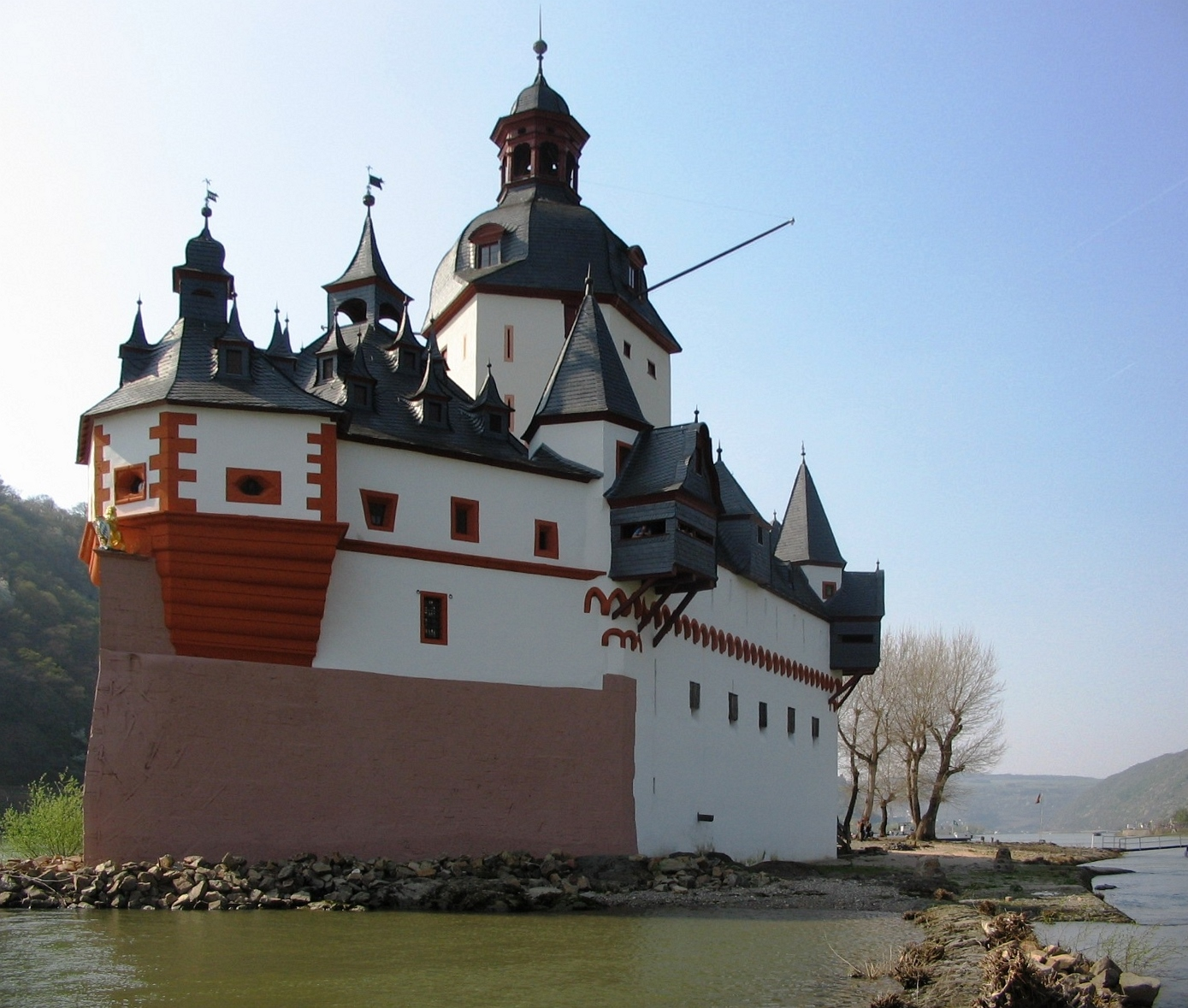
Die Burg Pfalzgrafenstein auf einer Insel im Rhein überwachte die Entrichtung des Schiffszolls bei Kaub (errichtet 1327)
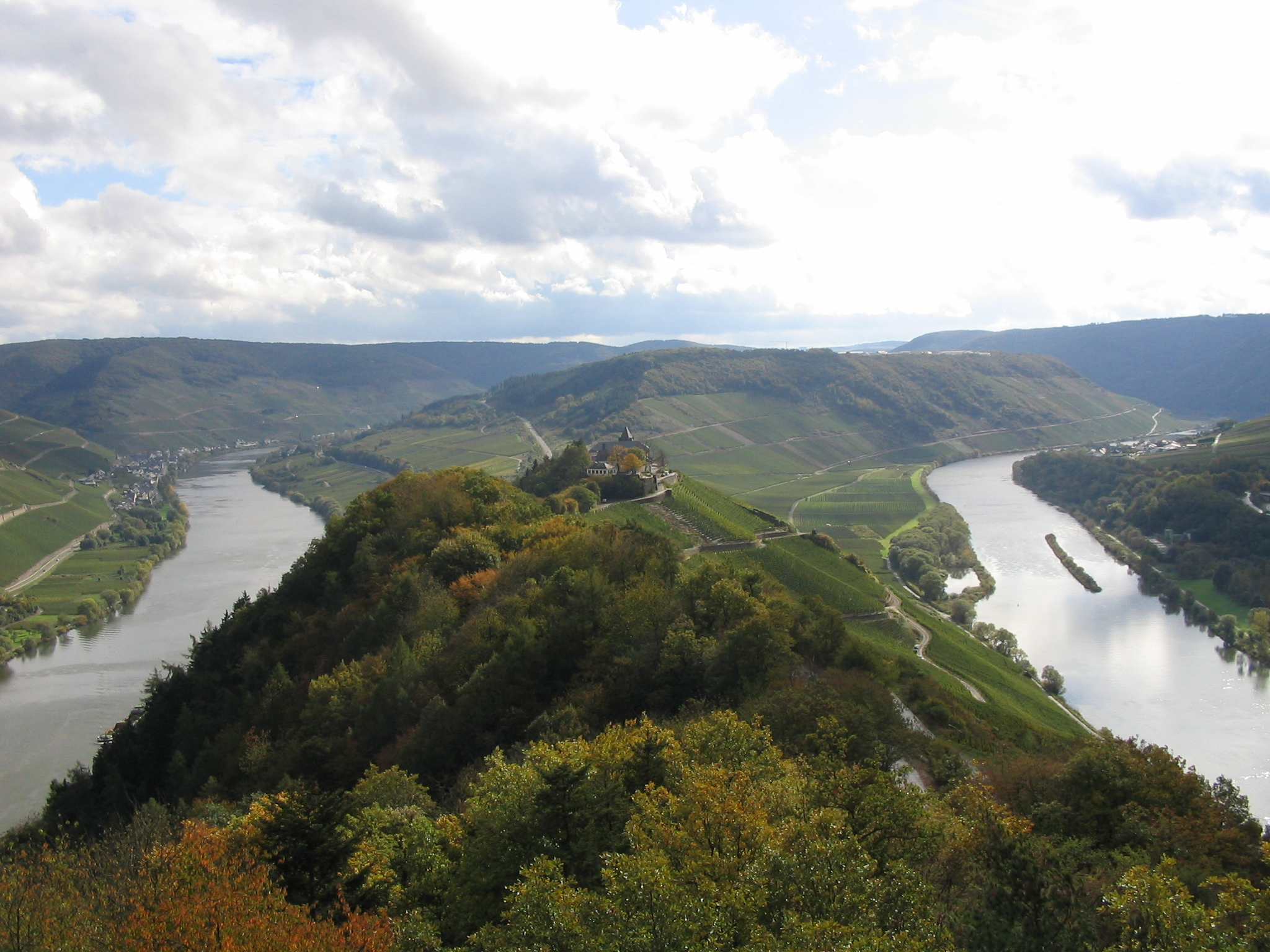
Die Marienburg an der Mosel liegt strategisch auf einer Anhöhe über einer Moselschleife
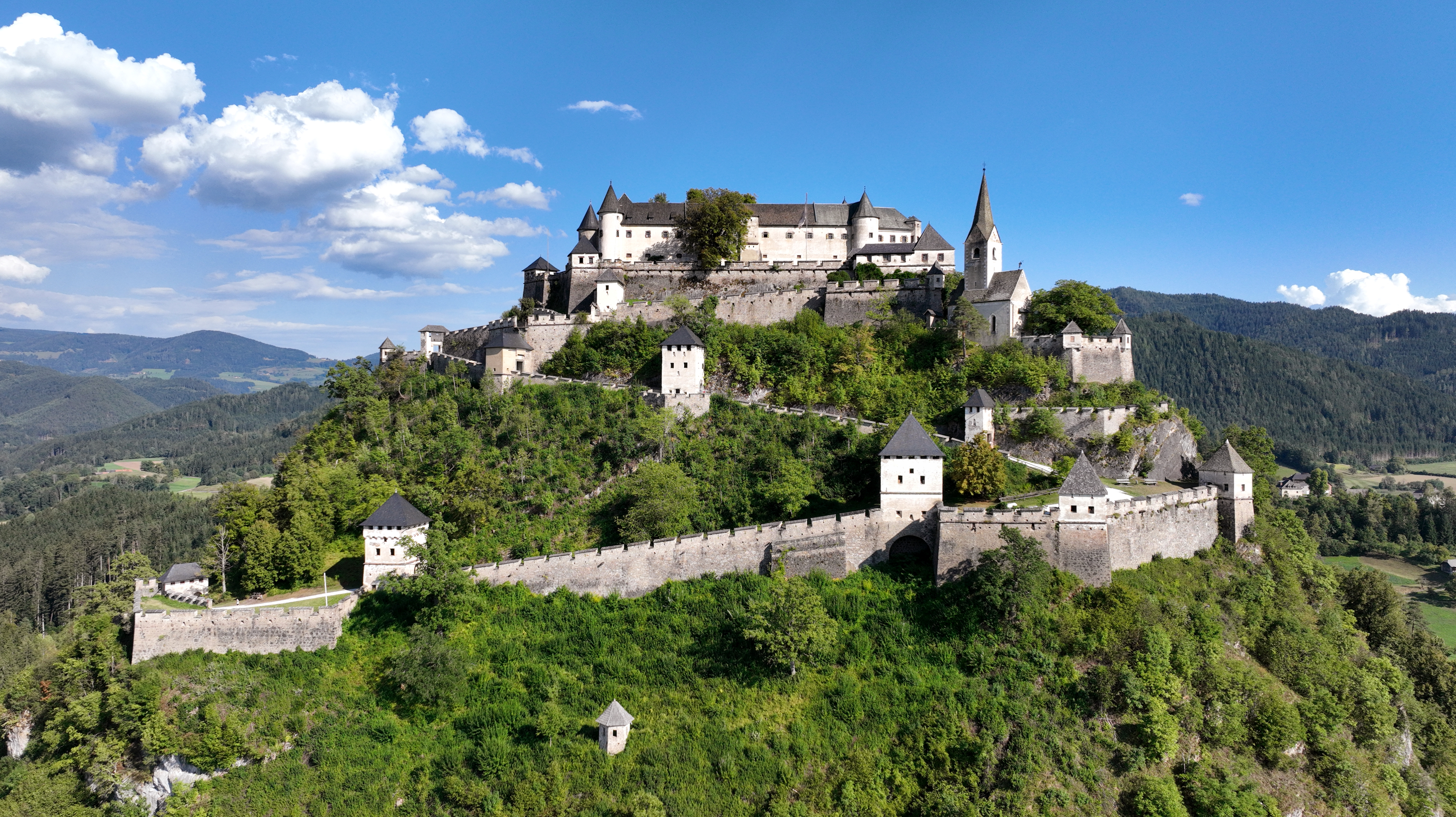
Die Burg Hochosterwitz in Kärnten verfügt über eine stark befestigte Zuwegung mit 14 Torbauten.

## Wichtige bauliche Elemente

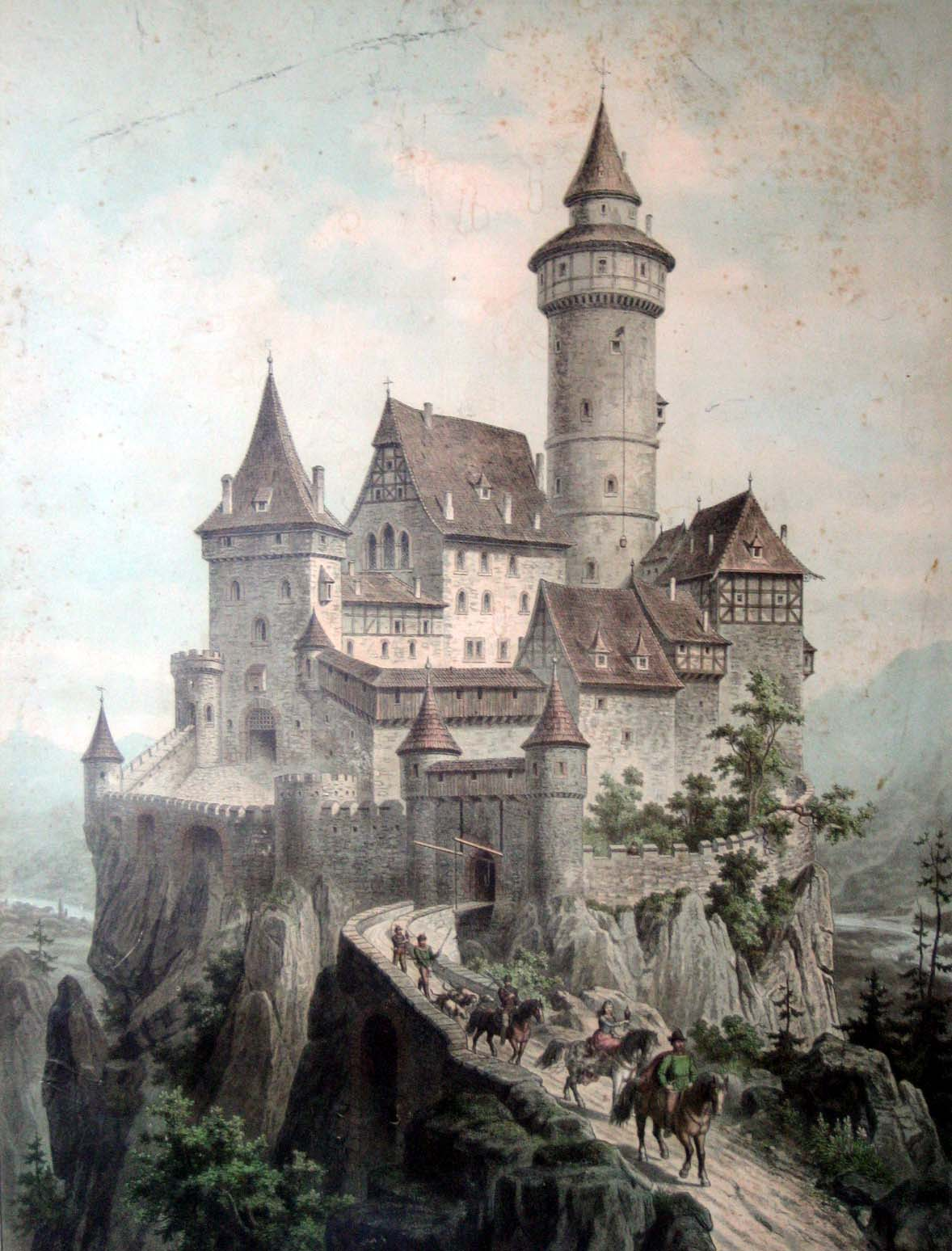
Idealisierte Abbildung einer Ritterburg auf einer Schulwandkarte aus dem Jahr 1880

### Mauer, Graben u. ä.
Die Burg war von einer Mauer und weiteren Befestigungen wie Burggraben, Wall und anderen Annäherungshindernissen (Gebück, Hecke, Verhau) umgeben. Bei den Mauern wird je nach Höhe und Ausprägung zwischen Ringmauer, Mantelmauer und Schildmauer unterschieden. Von einzelnen Vorläufern abgesehen wurde ab dem 13. und 14. Jahrhundert der Umfassungsmauer häufig eine Zwingermauer vorgelegt.

### Türme
Der bis heute augenfälligste Bestandteil vieler mittelalterlicher Burgen ist der Turm, der entweder als Wohnturm, im angelsächsischen Raum Keep und in Frankreich Donjon genannt, oder als Bergfried ausgeprägt war. Als Bergfried wird in der deutschsprachigen Burgenliteratur der Hauptturm einer Burganlage bezeichnet, der nicht für eine dauerhafte Wohnnutzung vorgesehen war, sondern in erster Linie Wehr- und Statusfunktionen übernahm. Wohntürme vereinigten in der Regel beide Funktionen. Häufig wurde die Burganlage durch weitere Türme insbesondere an den Toren sowie Mauer- und Flankierungstürme ergänzt.

### Zwinger
Das Gelände innerhalb der Burg wurde durch zahlreiche Gebäude genutzt und gegliedert, wobei sich weitere verteidigungsfähige Abschnitte ergeben konnten.

### Wohn- und Wirtschaftsgebäude
Eine zentrale Rolle, die von der älteren Forschung jedoch häufig unterschätzt wurde, kommt der Wohnarchitektur zu. Das Hauptgebäude früher hochmittelalterlicher Burgen war ein saalbauartiges Wohngebäude – der Palas. Er beinhaltete einen großen Saal, der wegen der schlechten Beheizbarkeit überwiegend im Sommer genutzt wurde, während im Winter die Kemenate der bevorzugte Wohnraum war. Später verfügten Burgen über verschiedene Arten von Wohnbauten oder Wohntürmen.
Die Wohnkultur der Burginnenräume wurde zunehmend durch Wandmalereien und Fresken (Bildteppich-Ersatz) geprägt. Burgen waren auch in ihrem Inneren nicht, wie heute meist, kahl und nackt.
Neben den zumeist sehr repräsentativen Wohnbauten gab es insbesondere in den Vorburgen noch weitere Wohn- und Wirtschaftsgebäude wie Werkstätten, Backhäuser, Ställe oder Lagerräume.

### Wasserversorgung
Eine besondere Herausforderung stellte bei den Höhenburgen die Wasserversorgung dar. Sie wurde durch Zisternen, in denen das von den Dächern der Gebäude ablaufende Regenwasser gespeichert wurde, oder mit Hilfe von Eseln als Transporttieren über eigens hierfür angelegte Eselswege sichergestellt. Zumeist erst im späten Mittelalter wurden Burgbrunnen angelegt, die auch beträchtliche Tiefen erreichen konnten (Beispiel: der 176 m tief in den Fels getriebene Brunnen der Reichsburg Kyffhausen).

### Wirtschaftshof
Den meisten Burgen war ein Wirtschaftshof zugeordnet, der die Versorgung der Burginsassen mit den notwendigen Gütern sicherstellte. Bei größeren Burgen war der Wirtschaftshof manchmal in der Vorburg untergebracht. Bei Höhenburgen stand er meist im Tal unterhalb der Burg. Bei einigen Burgen haben sich diese Höfe bis heute erhalten und werden noch bewirtschaftet.

## Burgenbau

### Bauweise
Die Holz-Erde-Konstruktionen des Frühmittelalters entwickelten sich erst im 11. Jahrhundert zu Steinbauwerken. Burgen waren später aber nie reine Steinbauten, sondern immer auch unter Nutzung von Holz-, Lehm- und Fachwerktechnologie erbaut. Auffällig ist die fehlende wissenschaftliche Betrachtung historischer Verputze der Burgen, welche erst in jüngster Zeit überwunden wurde. Die sichtbare Vermauerung der Burgen heute war nicht grundsätzlich das Bild einer Burg direkt nach ihrer Errichtung.

### Bauvorschriften
Für Burgen gab es Bauvorschriften und sie waren genehmigungspflichtig. Umfangreiche Rechtsvorschriften sind unter anderem im Sachsenspiegel zu finden. In diesem Rechtsspiegel ist auch aufgeführt worden, wann ein Bau als wehrhaft zu werten war. Anhaltspunkte waren bei einem Bauwerk bereits die Höhe von umgebenden Gräben, Mauern mit Zinnen, die Aufschüttung eines Hügels als Fundament oder ein erhöhter Eingang.

## Bilder

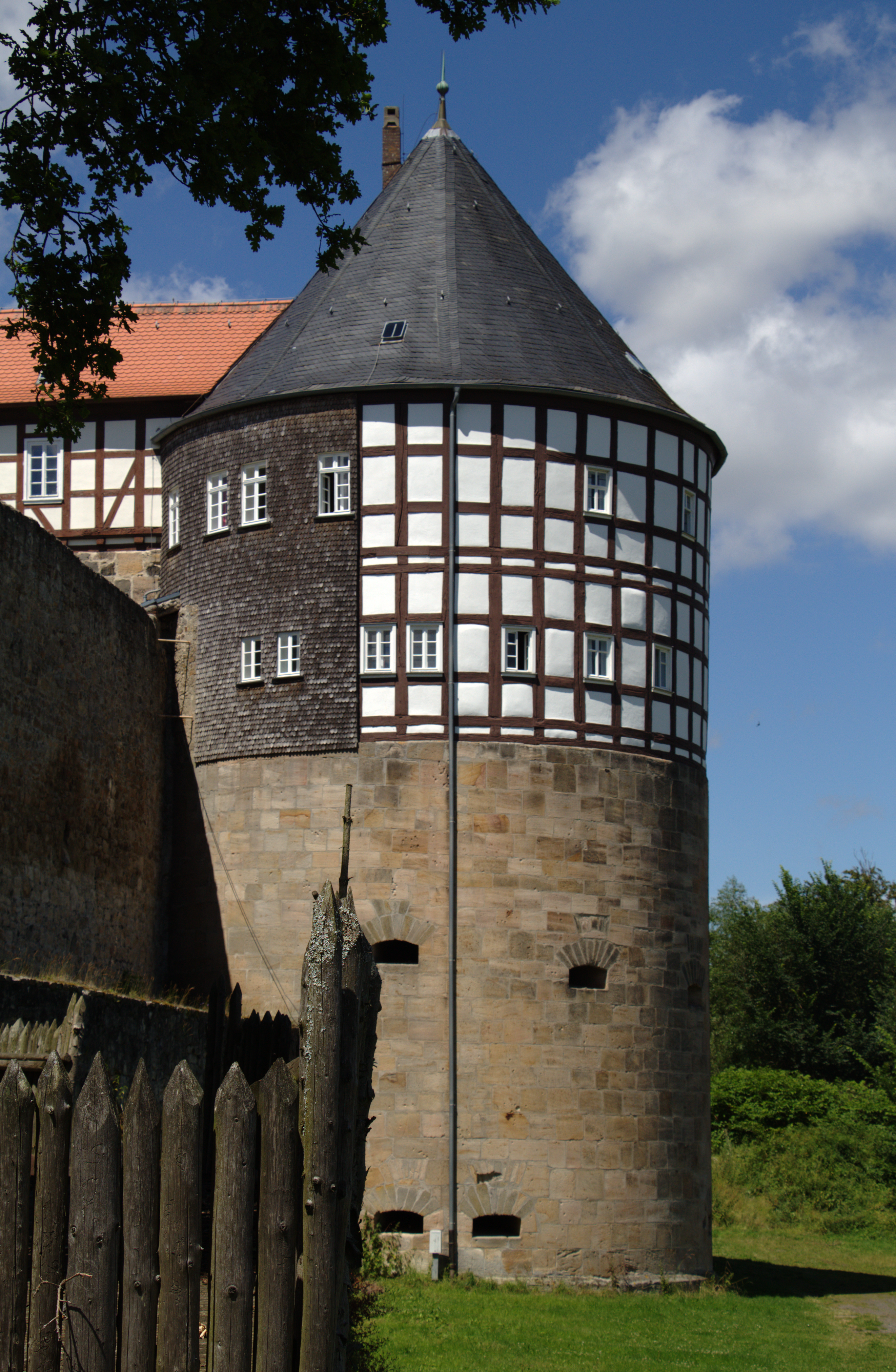
Wohnturm Breitenbach am Herzberg Burg Herzberg
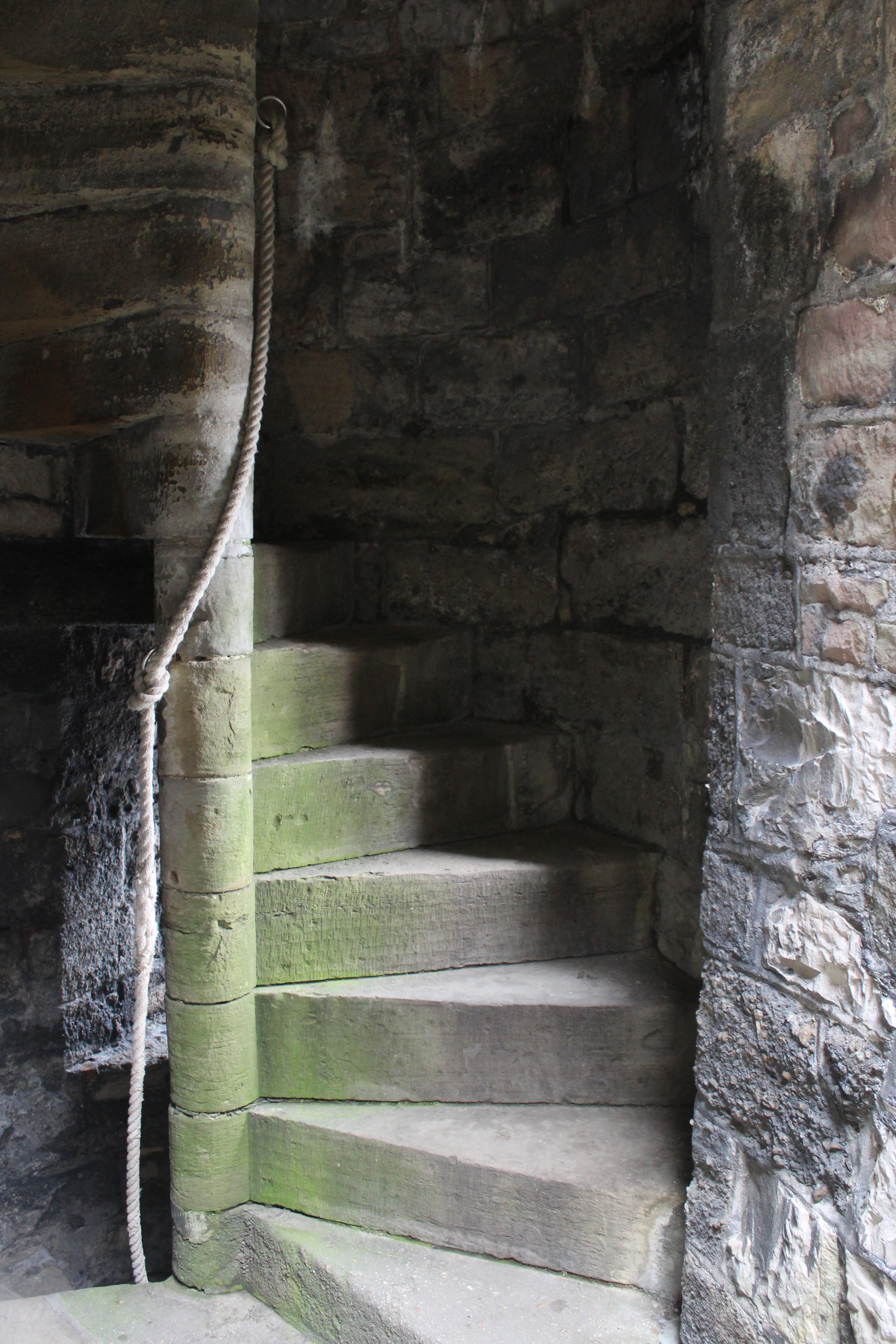
Turmtreppe von Caernarfon Castle, Wales (um 1300)
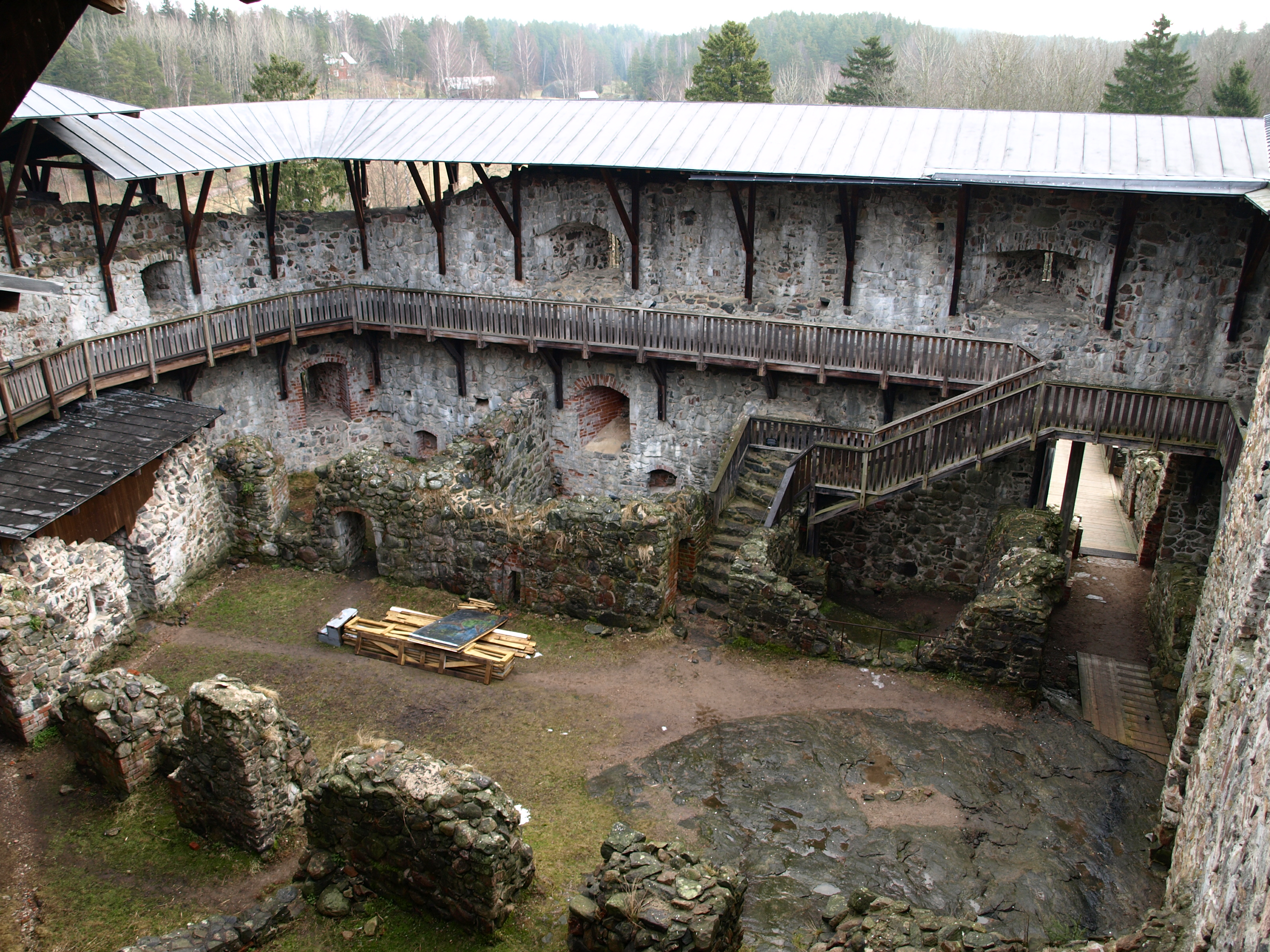
Ein Innenhof des Burg Raseborg aus dem 14. Jahrhundert in Snappertuna, Finnland
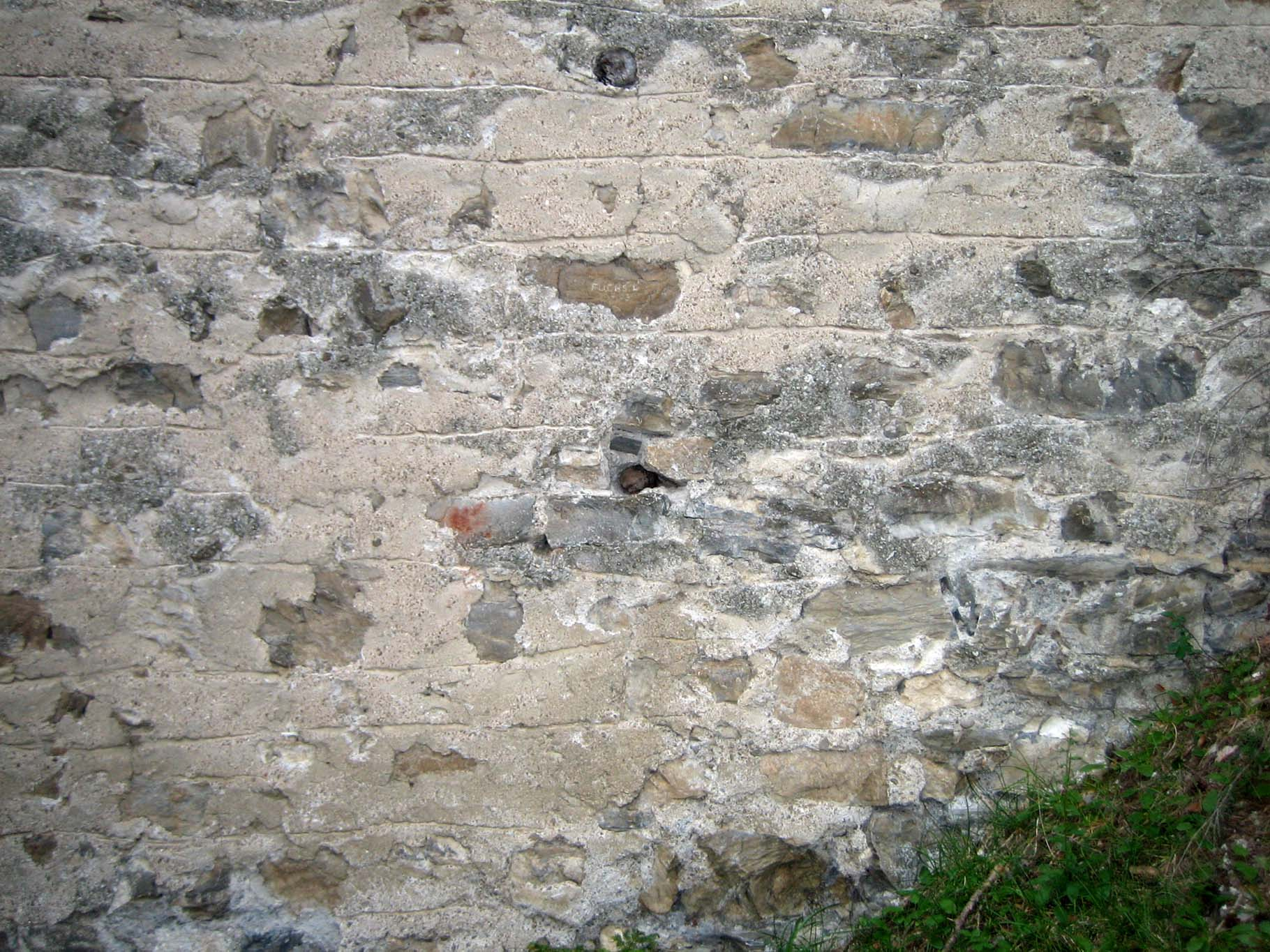
Außenmauer der Ruine Ruchenberg: Pietra Rasa mit Fugenstrich
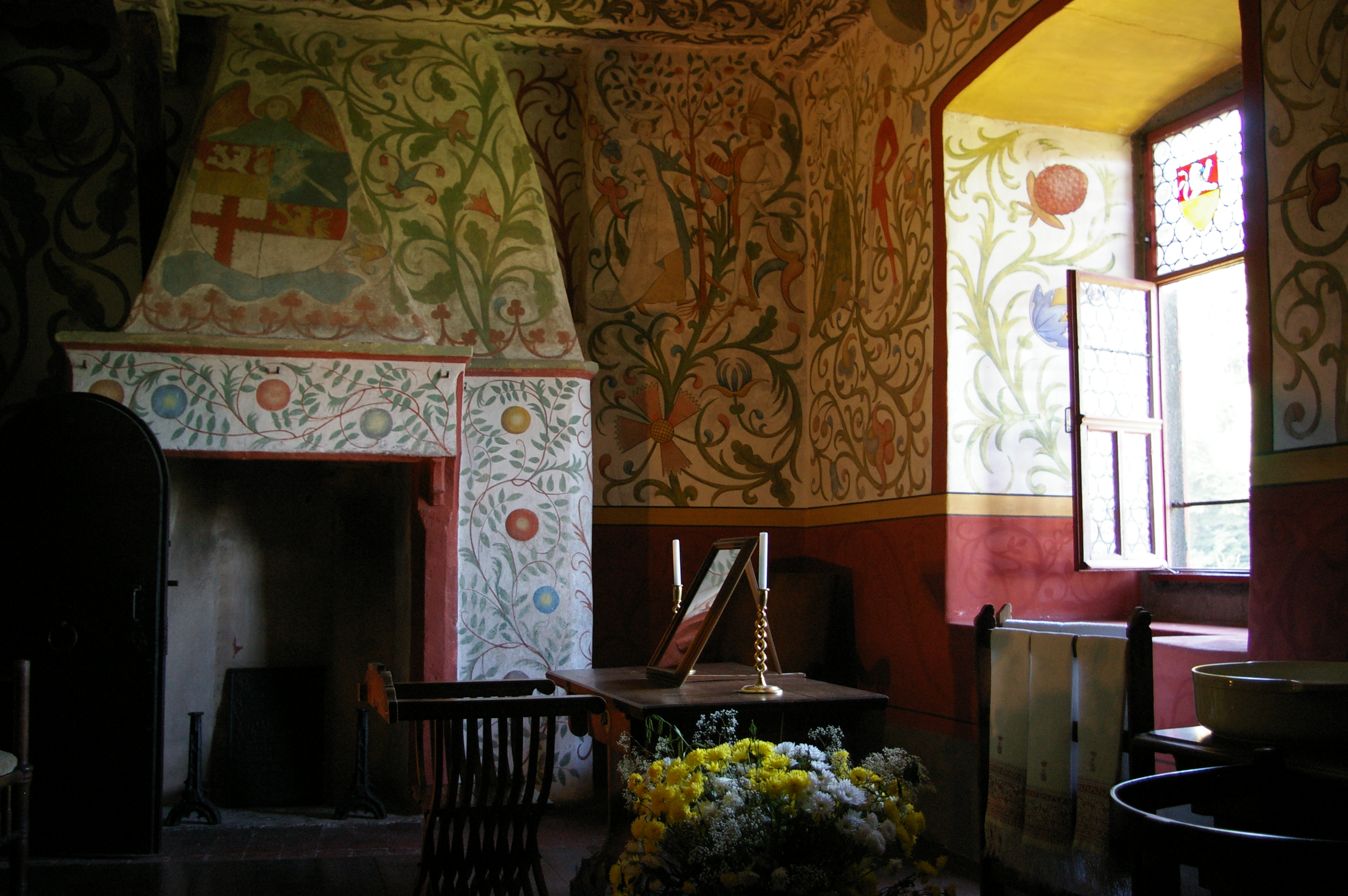
Wandmalereien in der Burg Eltz
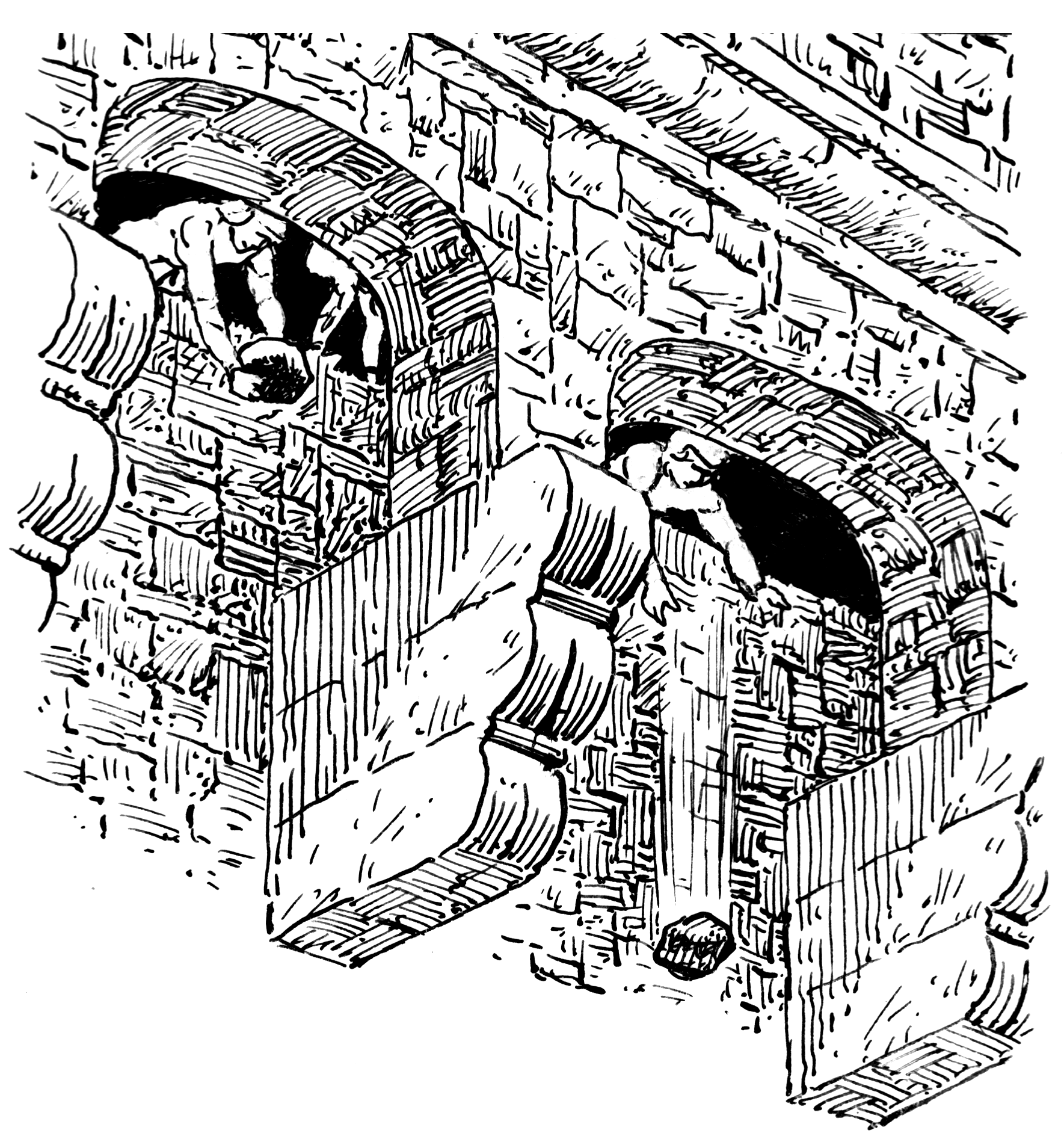
Verteidiger werfen Steine aus den Maschikulis
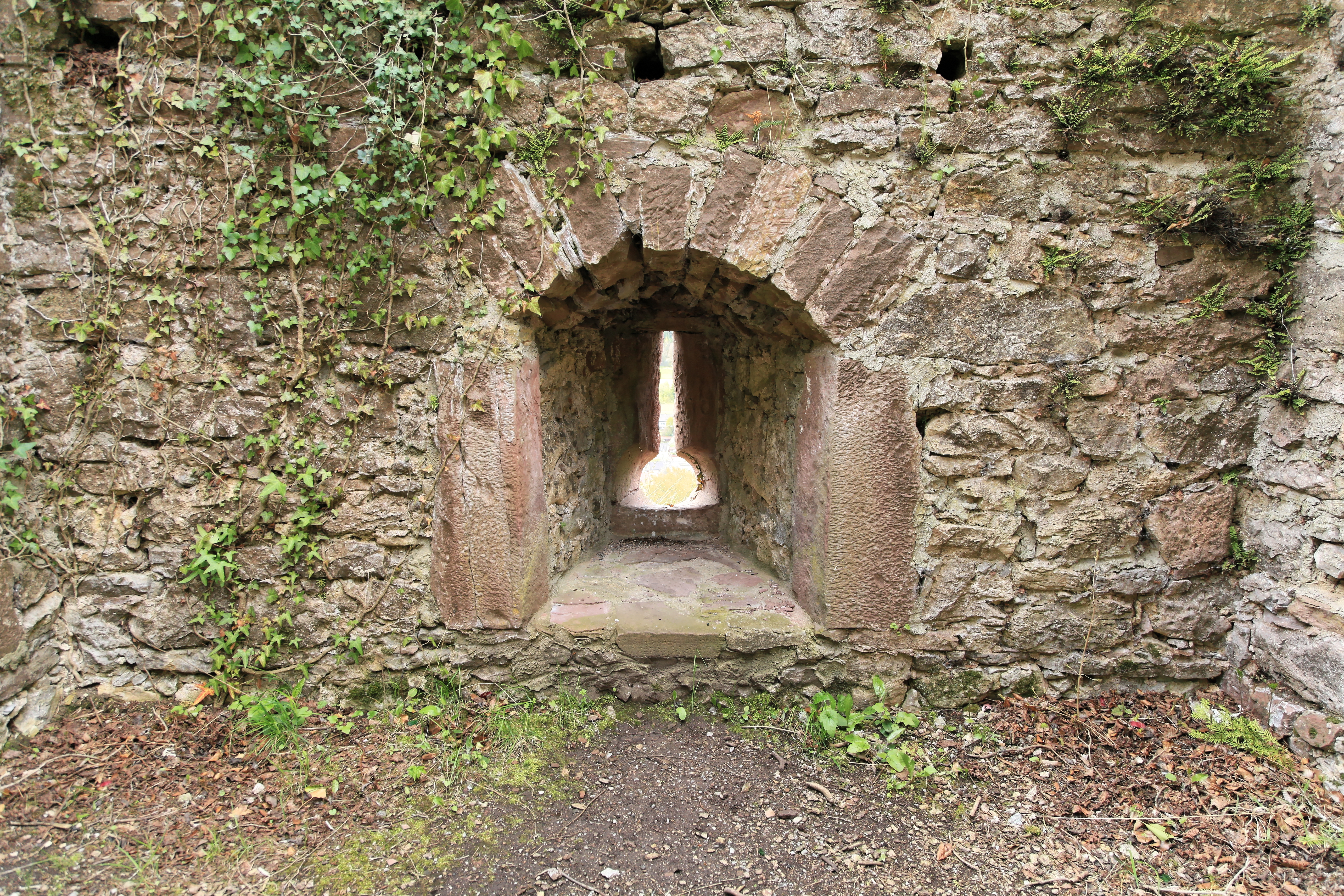
Schießscharte

## Funktion und Alltag
In der Burgenforschung streitet man sich in den letzten Jahren über die Zweckbestimmung der mittelalterlichen Burg. Während die eine Fraktion den Wehr- und Trutzcharakter der Anlagen in den Vordergrund stellt, sieht die andere Gruppe die Burg vorrangig als Machtsymbol (z. B. Joachim Zeune). Viele Burgen wurden an Handelswegen errichtet, um die Einnahme von Wegzoll zu sichern und dafür den Straßenzwang durchzusetzen; oftmals wurde das Lehen auch mit den Zolleinnahmen verbunden oder mit der Verpflichtung zum Unterhalt eines Straßenabschnitts. Aber längst nicht jede Burg, die sich nahe einer Fernstraße erhob, war mit dem Recht von Zoll und Geleit (lat. conductus et theloneum) ausgestattet.
Die Straßenzölle fanden ihre Begründung in der Verpflichtung der Zollherren, für den Unterhalt der Wege und Brücken sowie für den Schutz vor Wegelagerern zu sorgen. Willkür bei der Zollerhebung und umstrittene Zollschranken führten im Spätmittelalter zu häufigen Konflikten zwischen Adel und Städten. Aus diesen gegensätzlichen Rechtsauffassungen erwuchsen teils umfangreiche Fehden zwischen Adelsgesellschaften und Landfriedensbündnissen, woraus sich – aus Sicht der Städte – der etwas missverständliche Begriff des Raubritters entwickelt hat.
Mittelalterliche Architektur hatte immer auch einen hohen Symbolgehalt: Burgen waren Statussymbole und Machtzeichen. Sie boten aber auch realen und psychologischen Schutz, zumindest vor kleineren marodierenden Banden oder wilden Tieren. Nicht zuletzt wollte man sich auch von der abhängigen Bevölkerung distanzieren und konnte notfalls das Tor hinter sich zusperren.
Größeren Belagerungen konnten die meisten deutschen Burgen nicht auf längere Zeit widerstehen, einige Monate oder Jahre Widerstand sind jedoch belegt. Hier muss man berücksichtigen, dass eine solche Belagerung für den Angreifer äußerst kostspielig werden konnte. Wenn der Feind aus finanziellen Gründen von einer Belagerung oder einem Angriff absah, hatte der Burgbau seinen Zweck erfüllt. Aus diesem Grunde ist auf viele Burgen nie ein einziger Schuss abgefeuert worden. Manchmal war es preiswerter, eine kleine Trutzburg als Belagerungsburg in der Nähe zu errichten und die Burg von dort zu belagern (z. B. Burg Trutzeltz gegen die Burg Eltz).
Im Falle einer Fehde wurde die Burg meist einfach umgangen, man plünderte lieber die Dörfer und Höfe des Gegners aus, um ihm seine wirtschaftliche Grundlage zu entziehen. Auch aus diesem Grunde waren viele Dörfer mit einer leichten Befestigung versehen. Wall und Graben oder eine dichte Dornenhecke sind häufig nachweisbar, die Eingänge waren durch Torhäuser bewehrt. Bedeutendere Märkte hatten oft eine massive Steinmauer mit Wehrtürmen und Toren, waren also stadtähnlich ausgebaut. Die vor- und frühmittelalterlichen Wallanlagen wurden oft noch bis in die Neuzeit hinein als Verstecke und Viehbergen benutzt (Schwedenschanzen). Gelegentlich fand die gebeutelte Bevölkerung auch kurzfristig in der Burg ihres Herren Unterschlupf. Bei einzelstehenden Höfen wurden oft die Speicher bewehrt (Wehrspeicher).
Die Zahl der waffenfähigen Männer auf einer Burg war nicht selten äußerst gering, manchmal war nur der Burgherr mit seinen Söhnen und einigen Knechten zur Verteidigung bereit. Okkupationsburgen konnten hingegen hunderte oder gar tausende von Kriegern aufnehmen (Krak des Chevaliers, Marienburg).
Der Alltag auf einer kleinen mitteleuropäischen Adelsburg unterschied sich doch sehr von dem auf einer der großen Hofburgen des Hochadels. Zwar versuchten auch die kleinen Ministerialen, der höfischen Kultur nachzueifern und lieferten oft bedeutende Beiträge zu dieser, ihr tägliches Leben verlief meist jedoch vergleichsweise bescheiden. Oft sicherten nur wenige Höfe und Leibeigene das Auskommen der Burgleute, die häufig selbst hinter dem Pflug gehen mussten. Die Lebensverhältnisse auf den kleinen Burganlagen waren eher bäuerlich geprägt. Es herrschte meist räumliche Enge auf der Burg, die auch Platz für die Tierhaltung bieten musste. Im Winter war die Kemenate oft der einzige gut beheizbare Raum, daneben konnten tragbare Kohlebecken für Wärme sorgen. Ulrich von Hutten schildert in seinem Brief an Willibald Pirckheimer aus dem Jahr 1518 anschaulich die beengten und sorgenvollen Zustände auf der heimatlichen Burg.
Das tägliche Leben spielte sich überwiegend draußen ab, die Männer gingen zur Jagd oder auf das Feld, die Frauen waren mit den täglichen Haushaltsarbeiten beschäftigt und mussten die Dienstboten beaufsichtigen. Diese Alltagspflichten ließen nur wenig Gelegenheit zum Müßiggang. Beliebte Zeitvertreibe waren hier bei den Damen die Handarbeit und auch Brettspiele. So wurde etwa auf dem „Teufelsstein“ in den Hassbergen ein Mühlebrett in den Felsboden geritzt. Höhepunkte im Burgalltag waren die seltenen Besuche der fahrenden Sänger und Geschichtenerzähler (Minnesänger), die von Burg zu Burg zogen. Als Kinderspielzeuge wurden geschnitzte Ritterfiguren und Puppen gefunden. Diese wertvollen Zeugnisse des Alltagslebens findet man heute bevorzugt in den alten Abfallgruben und unter den Aborterkern. Diese Aborterker, die von Unkundigen häufig für Wehrerker gehalten werden, haben sich in zahllosen Beispielen an den Außenmauern erhalten. Oft führte von diesen Abtritten ein langer hölzerner Schacht senkrecht in den Burggraben, die Fäkalien fielen also nicht offen zu Boden.
Viele Burgen entwickelten sich im Laufe ihrer Geschichte zu regelrechten Mehrfamilienburgen. Durch Erbteilungen und Verkäufe wurden die bestehenden Gebäuden in mehrere eigenständige Wohneinheiten aufgeteilt. Diese für Deutschland typische Burgform nennt man Ganerbenburg.
Turniere gab es auf den Burgen nur selten. Diese mittelalterlichen Volks- und Sportfeste wurden meist in der Nähe größerer Städte abgehalten. Die Turnierwiesen, die sich innerhalb oder bei zahlreichen Burgen finden, wurden in der Regel erst später so benannt oder sie dienten den Burgherren als Übungsplätze.
So beengt die Raumverhältnisse oft auch gewesen sein mögen, Platz für eine Stätte religiöser Andacht fand sich auf praktisch allen Burgen. Größere Anlagen hatten eine, manchmal reich ausgestattete, Burgkapelle, kleinere begnügten sich mit einer Altarnische oder einem Kapellenerker. Oft finden sich Torkapellen über den Burgeingängen, das Tor als Schwachstelle der Burg wurde also unter besonderen „göttlichen“ Schutz gestellt. Die Kapellen dienten häufig auch als Grablegen der Burgherren.

## Typologie der Burgen

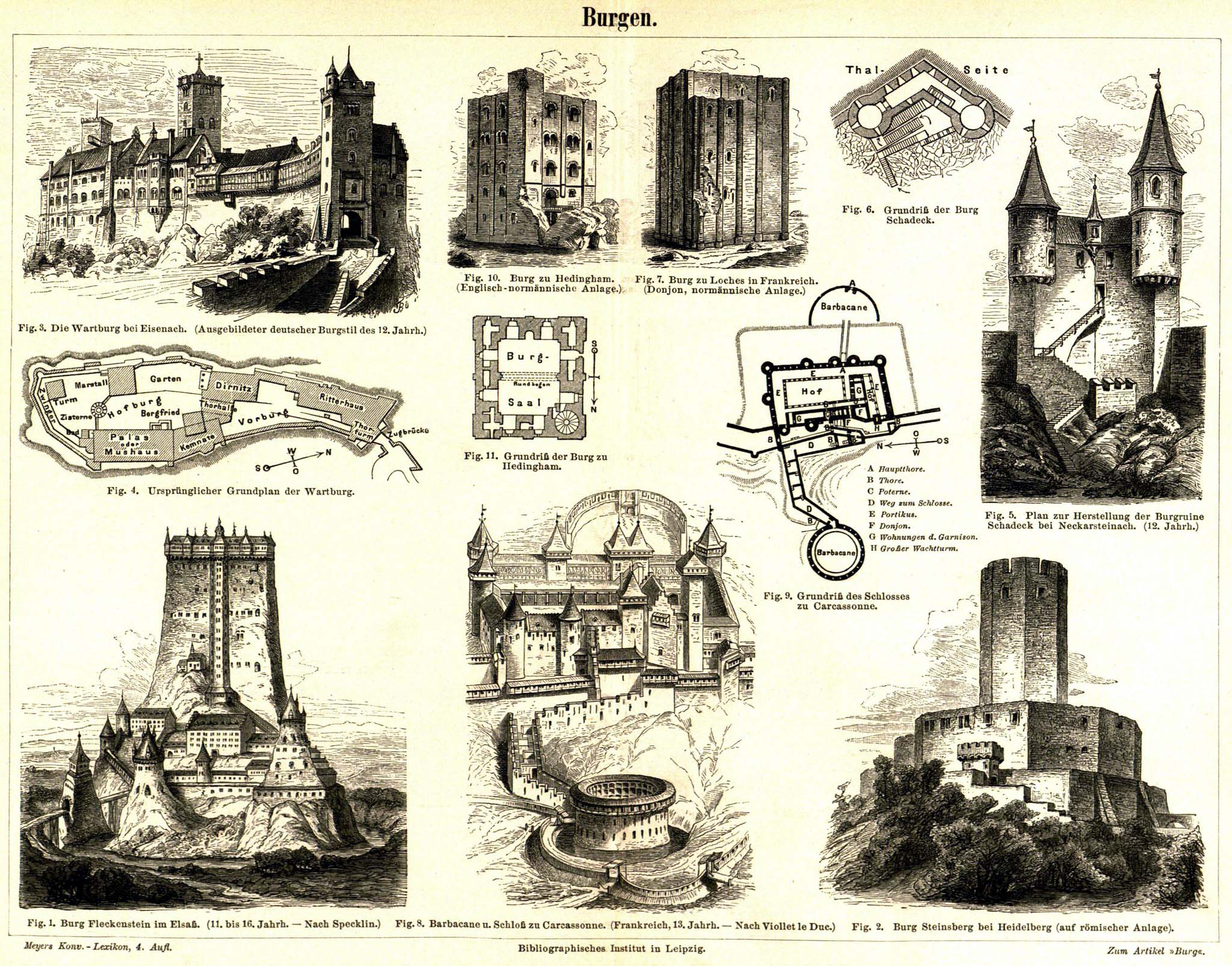
Burgen, nach Meyers Konversations-Lexikon (um 1885)

Das Mittelalter kannte keine typologisch differenzierenden Bezeichnungen; hûs, turn, stein entsprachen einem offenen Typenbegriff. Die Bezeichnungen waren ein fließendes Feld, das ohne feste Einzelabgrenzung die unterschiedlichsten Eigenschaften abdeckte. Seit dem 14. Jahrhundert erscheint allerdings auch der Begriff Kemenate und zwar in der Bedeutung des Wohngebäudes einer Burg.

### Unterscheidung nach der Topographie
Nach der topographischen Situation unterscheidet man grundsätzlich Höhenburgen und Niederungsburgen. Dieser Kategorisierung entziehen sich Talsperren, da sie beide Elemente vereinen.
Höhenburg
- Gipfelburg
- Kammburg
- Spornburg
- Hangburg
- Felsenburg
- Höhlenburg

Niederungsburg
Häufigste Typen:
- Motte (Turmhügelburg)
- Wasserburg

Sonderformen:
- Inselburg
- Brückenburg
- Sumpfburg
- Kemlade: Pfahlbau im Gewässer oder Moor
- Versteckburg: in verborgener Lage
- Flussburg: an einem Flussufer errichtete Burg, in der Regel zusätzlich von Wassergräben umgeben, die vom Flusswasser gespeist werden.
- Uferburg: Burg an einem Meeres- oder Seeufer. Wie bei der Flussburg stellen künstliche Gräben meistens eine Verbindung zum Gewässer her.
- Talburg: Burg in einer Talsohle.

### Unterscheidung nach Besitzer oder Funktion
- Herrenburg oder Dienstmannenburg (Burgmannen oder Ministerialen, siehe Lehnswesen)
- Flieh-, Bauern-, Flucht- oder Volksburg
- Reichsburg: Burg des deutschen Königs/Kaisers; Vorläufer waren die Königspfalzen
- Landesburg: Burg eines Landesfürsten zur Sicherung seiner Hoheitsrechte
- Hofburg: große Burg um „Hof zu halten“, meist für ältere Residenzschlösser verwendet
- Domburg (Bischofsresidenz)
- Kreuzfahrerburg
- Deutschordensburg
- Zollburg: an der Landesgrenze auch Pforten- bzw. Portenburg genannt
- Trutzburg: Belagerungs- oder Gegenburg
- Zwingburg: Sicherung herrschaftlichen Territoriums in unsicheren Gegenden
- Ganerbenburg: Mehrfamilienburg
- Gadenburg: geschützte Vorratsgebäude für die Bauern eines Dorfes
- Kirchenburg: Gaden- und Fluchtburg in oder um eine Kirche

### Besondere Bauweisen
- Motte bzw. Turmhügelburg, künstlicher Erdhügel mit einem darauf errichtetem hölzernen oder steinernem Turm oder Haus
- Wohnturm, sowohl Einzelbau als auch Teil einer größeren Burganlage; kommt als Höhen- oder Niederungsburg häufig vor
- Ringburg: eine Burg, deren Befestigungsmauern (teilweise) aus den Wänden der sich darin befindlichen Häusern bestehen
- Kastellburg: Mauergeviert, oft mit Türmen an den Ecken, Gebäuden um einen Innenhof
- Abschnittsburg: in mehrere befestigte Abschnitte unterteilt
- Schildmauerburg: eine Burg, deren Hauptangriffsseite durch eine besonders stark befestigte Mauer (Schildmauer) geschützt ist
- Burgstall: kleine Burg, minderer Adelssitz
- Turmburg
- Wale: eine kleine Turmburg oder ein Burgstall
- Donjon: Wohn- oder Wehrturm im französisch-englischen Kulturkreis
- Ebenerdiger Ansitz: kleinere Burg, die gegenüber dem Vorgelände nicht erhöht liegt, im Gegensatz zur Turmhügelburg. Meist nur schwach durch Wälle und Gräben gesichert
- Japanische Burg: Befestigungsanlagen aus Holz und Stein in Japan

### Prähistorische Burgen oder Kultbauten
- Wallburg: eine Anlage, die im Wesentlichen aus einem Befestigungswall besteht
- Ráth: eine meist vormittelalterliche Befestigungsanlage, ähnlich den Wallburgen, die zumeist auf den westeuropäischen Inseln und in Skandinavien liegen
- Broch (Schottland)
- Dun (Schottland, Irland)
- Nuraghe (Sardinien)

## Burgenforschung
Zentrum der deutschen Burgenforschung ist das Europäische Burgeninstitut, eine wissenschaftliche Einrichtung der Deutschen Burgenvereinigung e. V. mit Sitz auf Schloss Philippsburg in Braubach am Rhein. Aufgabe ist die „Erforschung der historischen Wehr- und Wohnbauten und die Verbreitung der Forschungsergebnisse“. Das Institut arbeitet eng mit anderen Instituten und Institutionen gleicher Zielsetzung in Europa zusammen. In den letzten Jahren wurde der Aufbau der internationalen Burgen-Datenbank „EBIDAT“ zu einer wichtigen Aufgabe.
Forschungen anhand von Dokumenten aus verschiedenen Archiven werden inzwischen erheblich erleichtert durch die Recherchemöglichkeiten in Online-Datenbanken wie dem Archivinformationssystem Arcinsys, das mit Hilfe der Landesarchive Hessens, Niedersachsens und Schleswig-Holsteins entwickelt wird. Das Europäische Burgeninstitut veröffentlicht die zweimonatliche Zeitschrift Burgen und Schlösser, Zeitschrift für Burgenforschung und Denkmalpflege. Wissenschaftlich fundierte Dauerausstellungen wurden auf der Marksburg am Rhein, dem Sitz der 1899 von Bodo Ebhardt gegründeten Deutschen Burgenvereinigung, sowie auf der Veste Heldburg in Thüringen (Deutsches Burgenmuseum) eingerichtet. Das Südtiroler Burgeninstitut unterhält das Südtiroler Burgenmuseum auf der Trostburg sowie zwei weitere Museen. Für die Burgenforschung sind gerade auch Ruinen interessante Quellen, denn sie zeigen bestimmte Zeitstadien unverändert und ermöglichen archäologische Untersuchungen.
Das Interesse an wissenschaftlichen Untersuchungen zum Burgenbau erwachte nicht erst im 19. Jahrhundert. Bereits in der Schwäbischen Chronik von 1595 erschien der erste schematische Grundriss einer Burg in gedruckter Form. Eine Publikation des Juristen Werner Kyllinger lieferte 1620 erstmals umfangreiche Definitionen des Begriffs „Burg“. Der Pfarrer Johann Gottfried Gregorii stellte 1713/1715 unter dem Pseudonym Melissantes geschichtliche Daten zu Dutzenden mitteleuropäischer Burgen in zwei auflagenstarken Büchern zusammen. Im 19. Jahrhundert erschienen dann zahlreiche Buchreihen mit historischen Texten und Lithographien, Kupferstichen und Stahlstichen, darunter ab 1832 Georg Landau, Die hessischen Ritterburgen und ihre Besitzer (4 Bände, 1832–1839). Es folgten erste baugeschichtliche Abhandlungen von Johann Nepomuk Cori (Bau und Einrichtung der Deutschen Burgen im Mittelalter), Georg Heinrich Krieg von Hochfelden (Geschichte der Militär-Architektur in Deutschland mit Berücksichtigung der Nachbarländer von der Römerherrschaft bis zu den Kreuzzügen, 1859) und zahlreiche Schriften von August Essenwein. Ein erstes Standardwerk veröffentlichte Otto Piper (Burgenkunde – Bauwesen und Geschichte der Burgen) in vielen Auflagen seit 1895. Bodo Ebhardt gab 1899–1910 die großformatige Serie zu „Deutschen Burgen“ in Einzelmonographien heraus.
Neben der deutschsprachigen Fachzeitschrift „Burgen und Schlösser“ gibt es weitere meist national ausgerichtete Fachperiodika, so die Zeitschrift des schweizerischen Burgenvereins „Mittelalter – Moyen Age – Medioevo – Temp Medieval“, die Zeitschrift „ARX. Burgen und Schlösser in Bayern, Österreich und Südtirol“ des Südtiroler Burgeninstituts, die französischsprachige und seit 1964 mit Unterbrechungen erscheinende „Château Gaillard. Etudes de castellologie medievale“ oder die spanische „Castillos de España“.

## Filmografie
- »Abenteuer Mittelalter« (Memento vom 6. Dezember 2006 im Internet Archive), Doku-Drama, vierteilige Sendereihe des MDR, Erstausstrahlung: 12. Dezember 2005, dokumentiert den typischen Arbeitsalltag im Jahr 1419 auf Schloss Burgk unter möglichst authentischen Bedingungen (archiviert).
- Burgen. Teil 1: Heimat Burg. Teil 2: Bollwerk Burg. Regie: Sabine Bier und Martin Becker. ZDF, Deutschland, jeweils 53 Minuten, 2018